# Elda
Elda es un municipio y ciudad española situada al sur de la Comunidad Valenciana en la provincia de Alicante. Pertenece a la comarca del Medio Vinalopó, de la cual es capital administrativa, tiene una población de 53 818 habitantes (INE 2024) y ocupa un área de 45,79 km². Cuenta con un equipo de fútbol de Primera federación, el Club Deportivo Eldense y un equipo en primera división de balonmano femenino,el Club Balonmano Elda Prestigio El casco urbano se encuentra ubicado en una fértil terraza a orillas del río Vinalopó, y está rodeado de un circo de montañas. La relativa falta de suelo para crecer provocó hace décadas que el casco urbano se fusionara totalmente con el de Petrel, formando así una conurbación de casi 90 000 habitantes que en la vida cotidiana de los vecinos, existe como si fuera una sola ciudad. Se trata de un municipio hispanófono, en el que el español cuenta con el predominio lingüístico reconocido legalmente.

## Toponimia
En la época imperial romana, en el Itinerario de Antonino se hace referencia a una desviación de la Vía Augusta entre Ad Turres y Aspis con el nombre de ad Ello, una población cuyo topónimo podría ser Ellum, haciendo referencia probablemente al poblado de El Monastil. Durante la época romana fue denominada Elo. Durante los 610-675, en la época visigoda, existen referencias de una sede episcopal elotana, formada por el topónimo elo- (reducción fonética del latín Ello) y el sufijo -tana. En las Décadas de Escolano de 1611 aparecen las formas Idella y Dadlo, la primera relacionada con los musulmanes, derivada de la segunda. Otro documento, el Manual Geográfico de P.Orozco Sánchez de 1878 cita Idella como topónimo ibérico del que deriva la forma Daellos. Durante la época medieval se produjeron muchos errores de transcripción, llamándose Eloe y Edelle mientras otros documentos adoptan Ella en castellano y Etla en valenciano. A partir del siglo XV queda fijada la forma Elda.

## Símbolos
Blasón de tipo español, con campo de gules. En el centro, un castillo de dos torres esmaltado en oro, con el contorno y las juntas de los sillares marcados en sable. Cada una de las torres tiene una puerta con arco de medio punto, color sinople. Ocupando la parte superior central, una flor de lis esmaltada en plata. Como tenante, flanqueando el blasón, se encuentran dos ramas en sinople a modo de laurea, la izquierda de palma y la derecha de laurel, ambas unidas por un lazo esmaltado en oro. Como timbre en la parte superior, una corona de Duque esmaltada en oro, con sus respectivos 8 florones, con perlas, y pedrería de rubíes y esmeraldas incrustadas, en plata, sinople y gules.
Conserva el título de Fidelísima, aunque actualmente no está representado en el escudo.

## Geografía

Término municipal de Elda, destacando los principales accidentes geográficos

Elda se encuentra situada al sureste de la península ibérica y al noroeste de la provincia de Alicante. Está ubicada en la comarca del Medio Vinalopó, y constituye uno de los núcleos urbanos más importantes no solo de la provincia, sino de toda la Comunidad Valenciana. El ayuntamiento se halla a 395 m de altura sobre el nivel del mar, aunque al estar la ciudad en una terraza inclinada, hay zonas del casco urbano muy por encima de los 400 m. Se encuentra a 38 km de la capital alicantina.
| Noroeste: Salinas        | Norte: Sax             | Nordeste: Petrel |
| Oeste: Salinas y Monóvar |                        | Este: Petrel     |
| Suroeste: Monóvar        | Sur: Monóvar y Novelda | Sureste: Petrel  |

Barrios
- Molinos de Felix (Elda)
- Zona Centro (Elda)
- Casco antiguo (Elda)
- El Progreso (Elda)
- La Fraternidad (Elda)
- La Prosperidad (Elda)
- Nueva Fraternidad (Elda)
- Calíu (Elda)
- Las 300 (Elda)
- Ciudad Vergel (Elda)
- La Tafalera (Elda)
- El Huerto (Elda)
- La Huerta Nueva (Elda)
- San Francisco de Sales (Elda)
- Tenerías (Elda)
- Virgen de la Salud (Elda)
- Virgen de la Cabeza (Elda)
- Finca Lacy (Elda)
- Campo Alto (Elda)
- La Estación (Elda)
- La Torreta (Elda)
- La Melva (Elda)
- Sector 9 (Elda)
- Las Aguarejas (Elda)
- San Pascual (Elda)

### Orografía

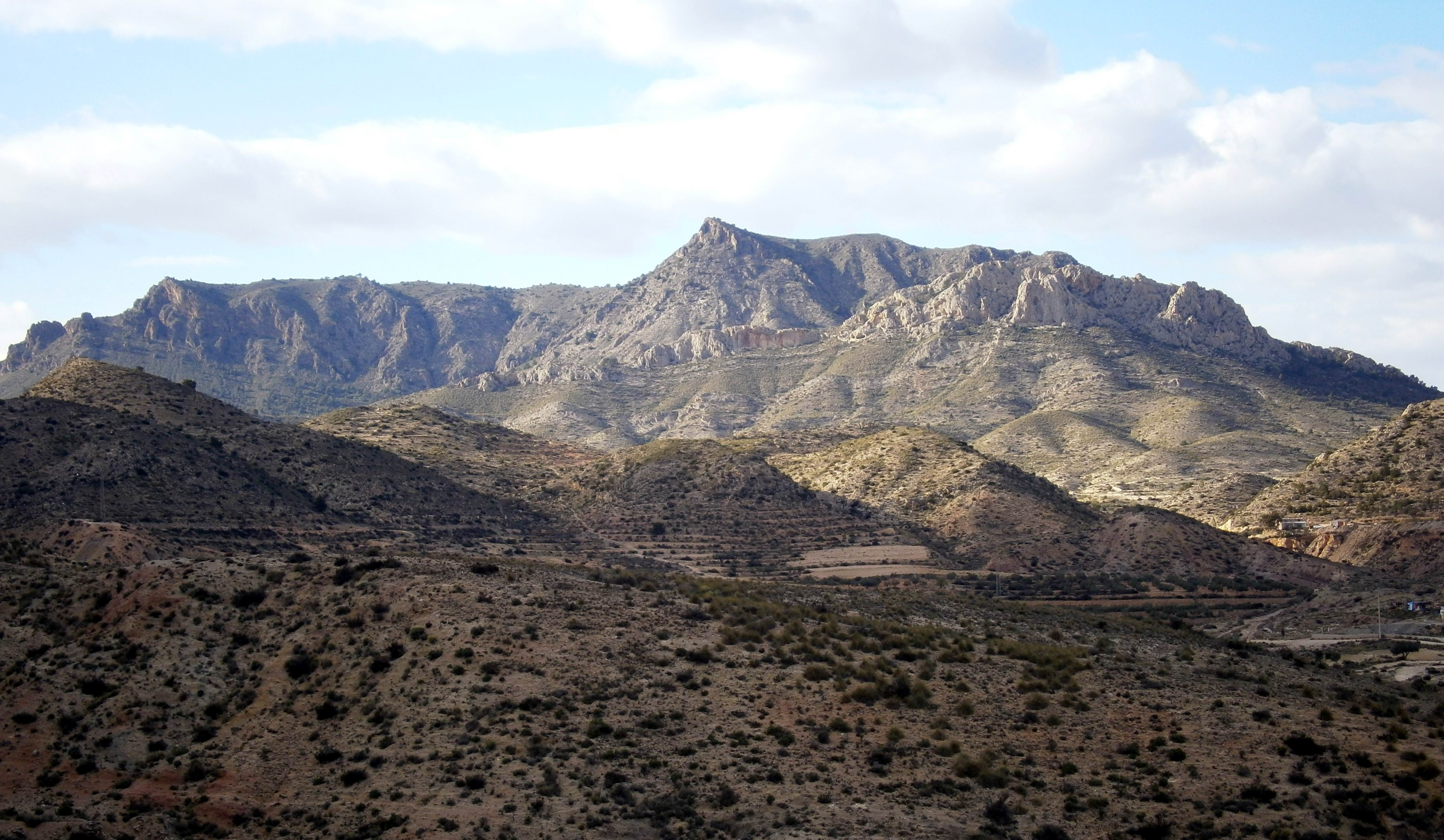
Camara y Marín, desde La Melva

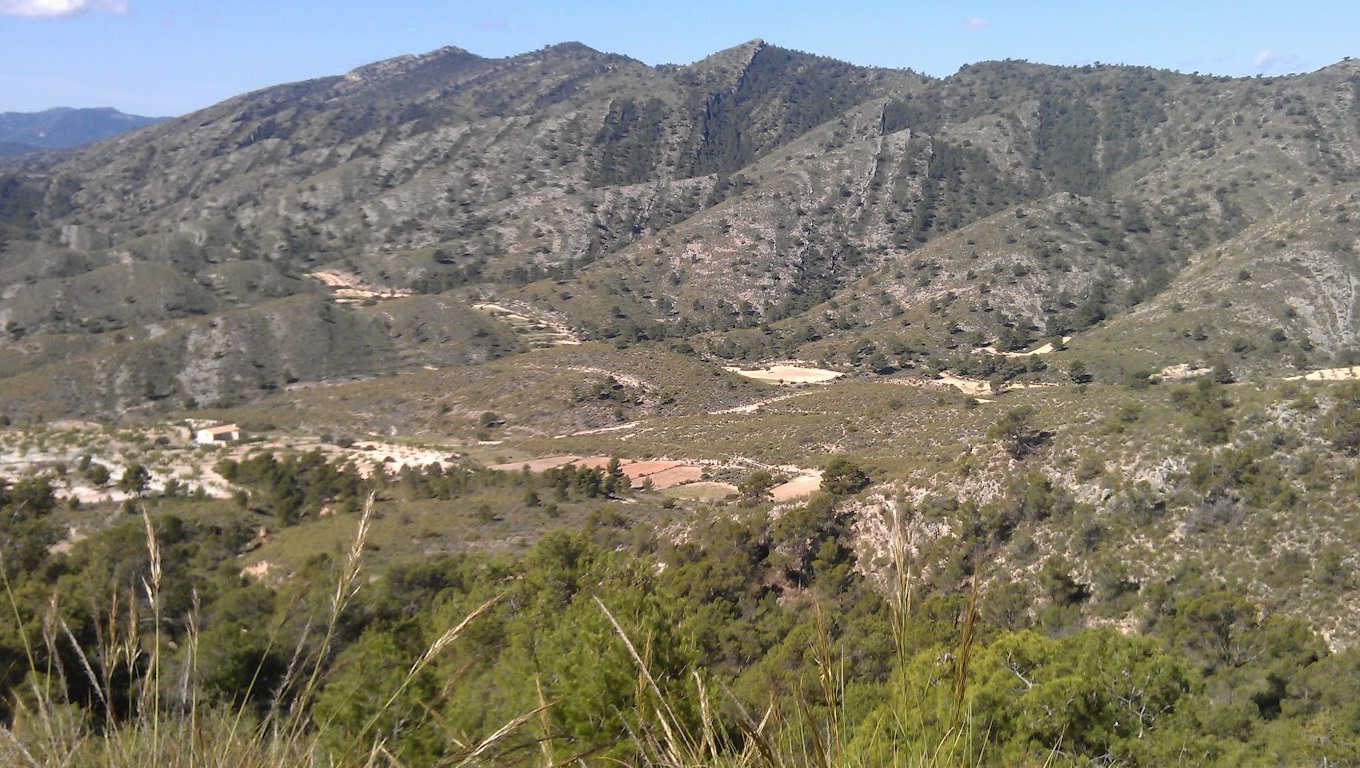
Sierra de la Umbría

La ciudad de Elda se sitúa en una fértil terraza aluvial, en el valle del río Vinalopó, que cruza el territorio de norte a sur. Esta terraza tiene una ligera basculación en dirección sur y oeste, hacia donde discurre el río, que con su fuerza de arrastre, ha generado un ancho y abrupto cauce que en algunos tramos tiene forma de cañón. El relieve circundante es predominantemente montañoso, estando los núcleos de Elda-Petrel y Monóvar situados en una cuenca, rodeada casi en su totalidad por un circo de montañas. Hay algunas grandes sierras que, pese a formar parte del paisaje que rodea el casco urbano, se encuentran fuera del término municipal, tales como la sierra del Cid, la sierra del Caballo, o la sierra del Maigmó al este, o la sierra de Beties y la sierra de la Zafra al suroeste. La altura máxima del municipio se da en la sierra de la Umbría, en un pico de 844 m s. n. m., anexo al Alto de la Bola, en el cual se dividen los términos de Elda, Monóvar y Salinas. Todas las serranías de la zona forman parte de la Cordillera Prebética.
Los principales accidentes montañosos que se encuentran dentro del término de Elda son:
- Sierra de Camara 842 m s. n. m.
- Sierra de la Umbría 842 m s. n. m.
- Peñas de Marín 705 m s. n. m.
- Monte Bolón 652 m s. n. m.
- Lomas de Prats 635 m s. n. m.
- Torreta-Monastil 563 m s. n. m.
- Sierra de Bateig 552 m s. n. m.
- Altico del Gordo 549 m s. n. m.
- Cerro de La Melva 523 m s. n. m.

### Hidrografía

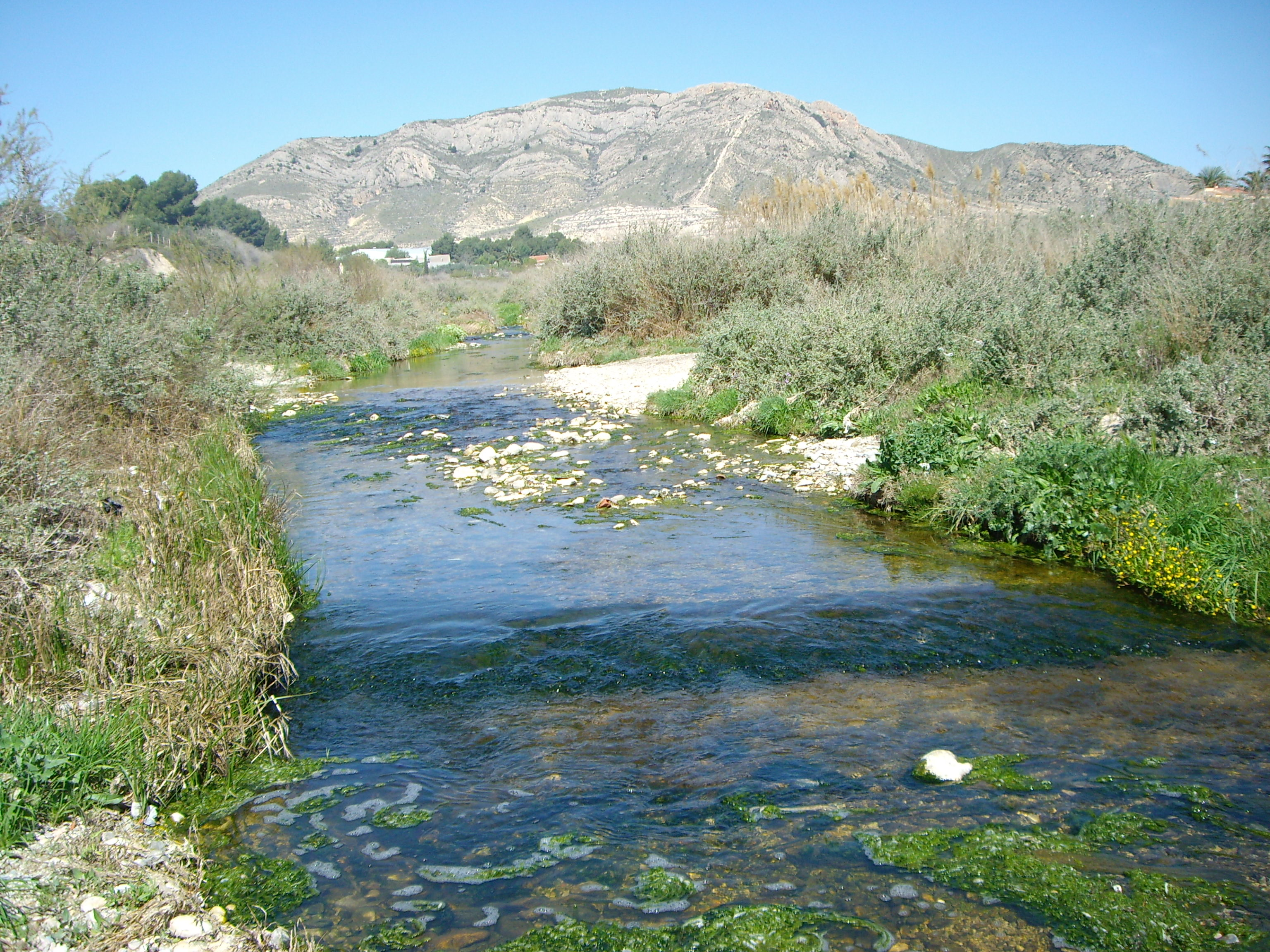
El Vinalopó a través del campo eldense

Elda se encuentra atravesada de norte a sur por el río Vinalopó, que es uno de los ríos autóctonos más importantes de la región. Al norte del municipio, aprovechando que el río discurre a través de un angosto desfiladero en la sierra de la Torreta-Monastil, se encuentra el pantano de Elda. Dicha presa fue construida a finales del siglo XVII, siendo así una de las más antiguas de España y Europa. La presa fue destruida en una riada en el siglo XIX, fecha en la cual se levantó otra más moderna, pero de menor tamaño y capacidad. Actualmente las compuertas permanecen abiertas, sin que haya almacenamiento de aguas.
La ciudad se encuentra en una cuenca exorreica rodeada por un circo de montañas. Esto propicia la existencia de ramblas que desaguan las sierras de los alrededores, haciendo las veces de afluentes del río Vinalopó. En ocasiones, alguna de ellas cuenta con un curso irregular, aunque abundante de agua, convirtiéndose en algunas épocas en arroyos. También existen manantiales de agua, como el de Santa Bárbara o el de Cámara.

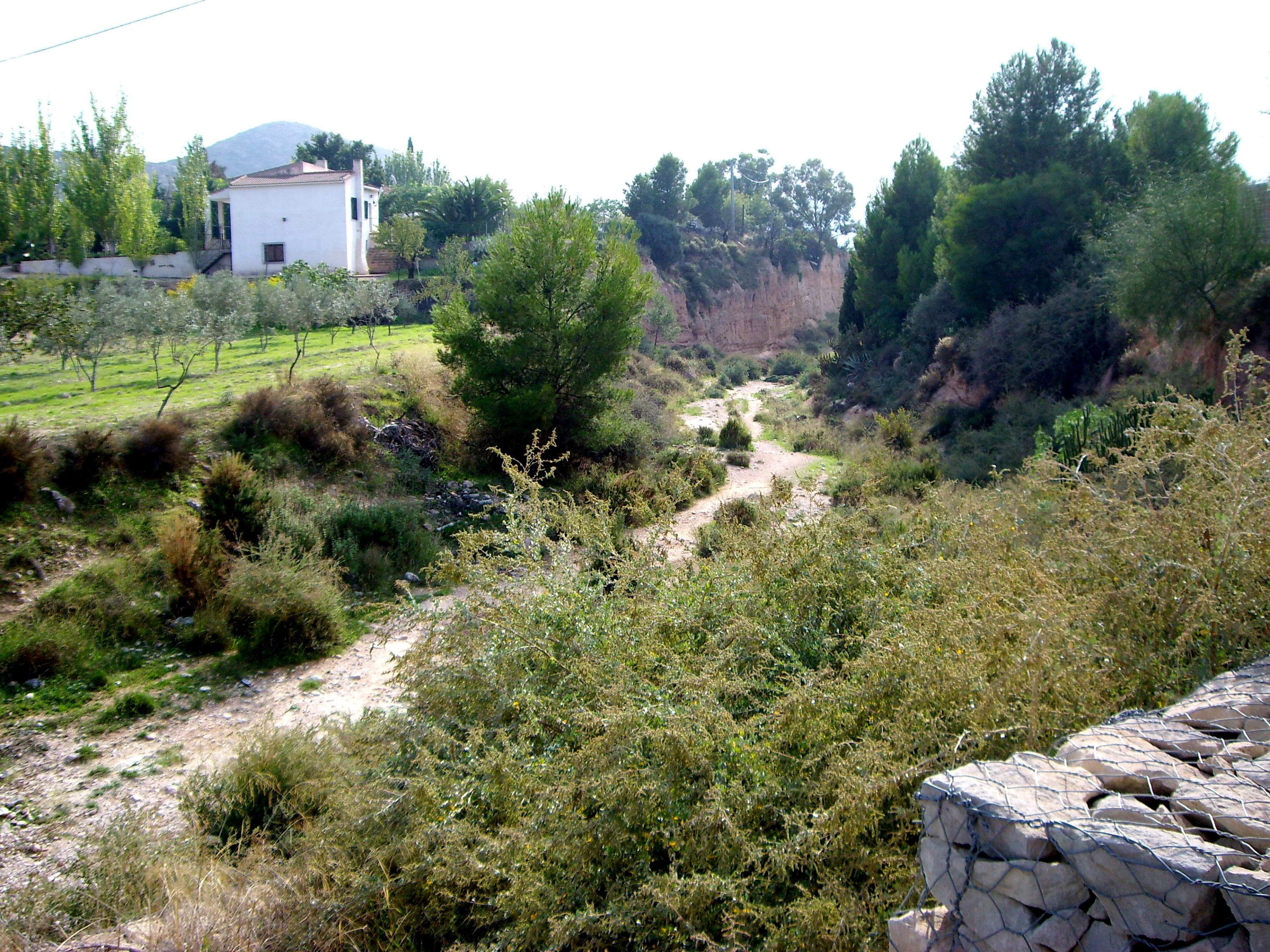
Rambla de Bateig

Por el margen oeste, provenientes de las sierras eldenses, se encuentran tres ramblas:
- Rambla del Sapo
- Rambla de La Melva
- Rambla del Derramador

Por el margen este, provenientes de la sierra del Cid y la Algueña, se encuentran tres ramblas:
- Rambla de Caprala
- Rambla de los Molinos o de Pusa
- Rambla de Bateig

La existencia del río y de sus numerosas ramblas afluentes, sumado al riesgo de lluvias torrenciales existente en la zona por sus características climáticas, hacen que el Vinalopó a su paso por Elda tenga un alto riesgo de crecidas e inundaciones. Es por eso por lo que el río cuenta con una cuenca con una capacidad muy superior a la media de caudal que suele llevar. En las últimas décadas han tenido lugar algunos desbordamientos importantes que han causado daños materiales, como en 1982, 1989 o 1997.

### Geología

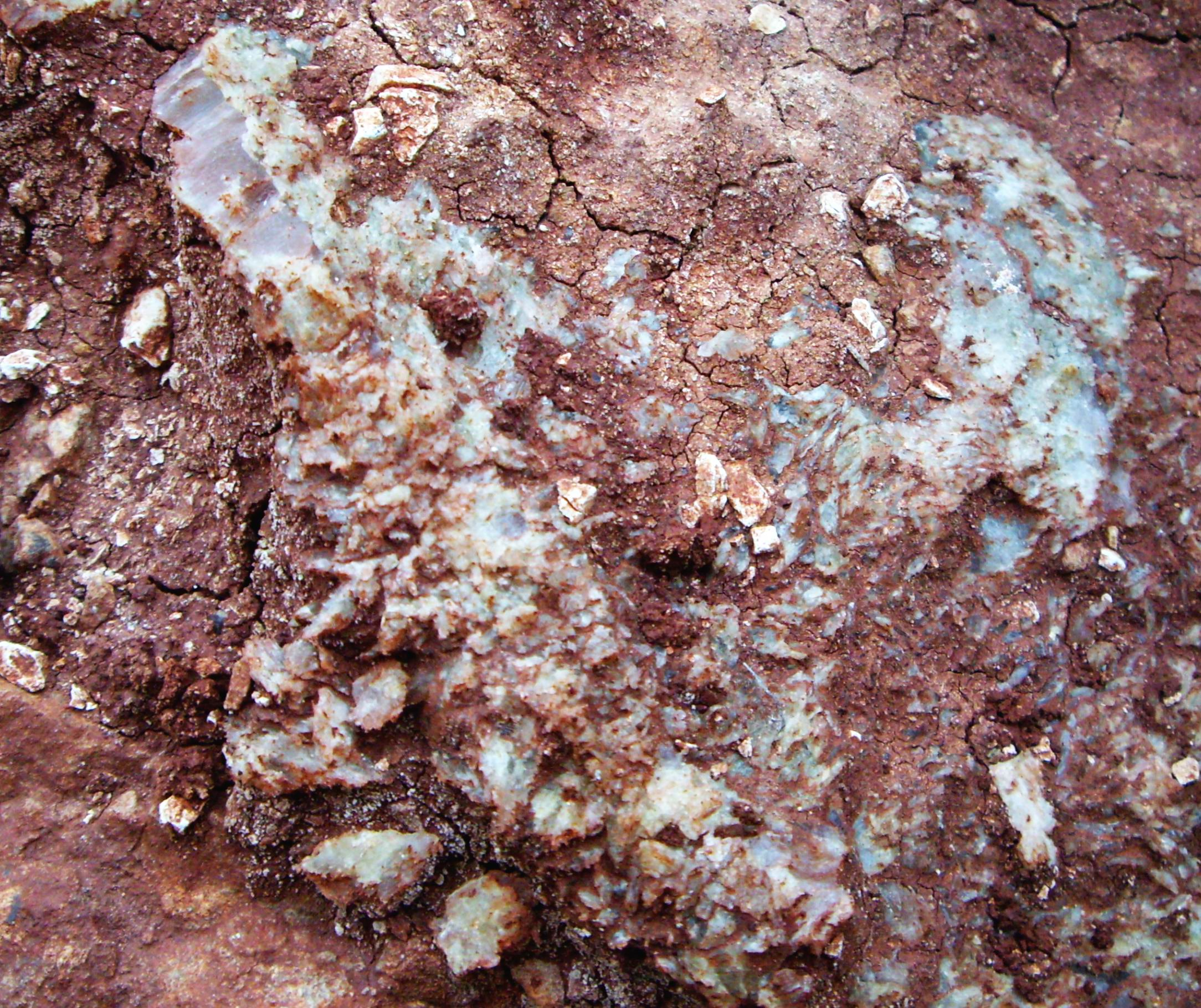
Afloramiento de yeso en Alcaina

La zona en la que se encuentra enclavada Elda es relativamente joven en términos geológicos, ya que las formaciones más antiguas proceden del Triásico. En esa época los continentes estaban en formación y toda esta zona estaba cubierta por el mar de Tethys. Tiempo después, con el choque de las placas europea, africana, y el bloque mesomediterráneo, tiene lugar la elevación del terreno que permite el emergimiento de las tierras en todo lo que hoy es el sureste español. De esa era hay muchos afloramientos, característicos por su composición de arcillas rojas, mezcladas con yesos y sales, en zonas como el pie de Bolón, o el Desfiladero de Salinetas, donde incluso hay manantiales de agua salada.

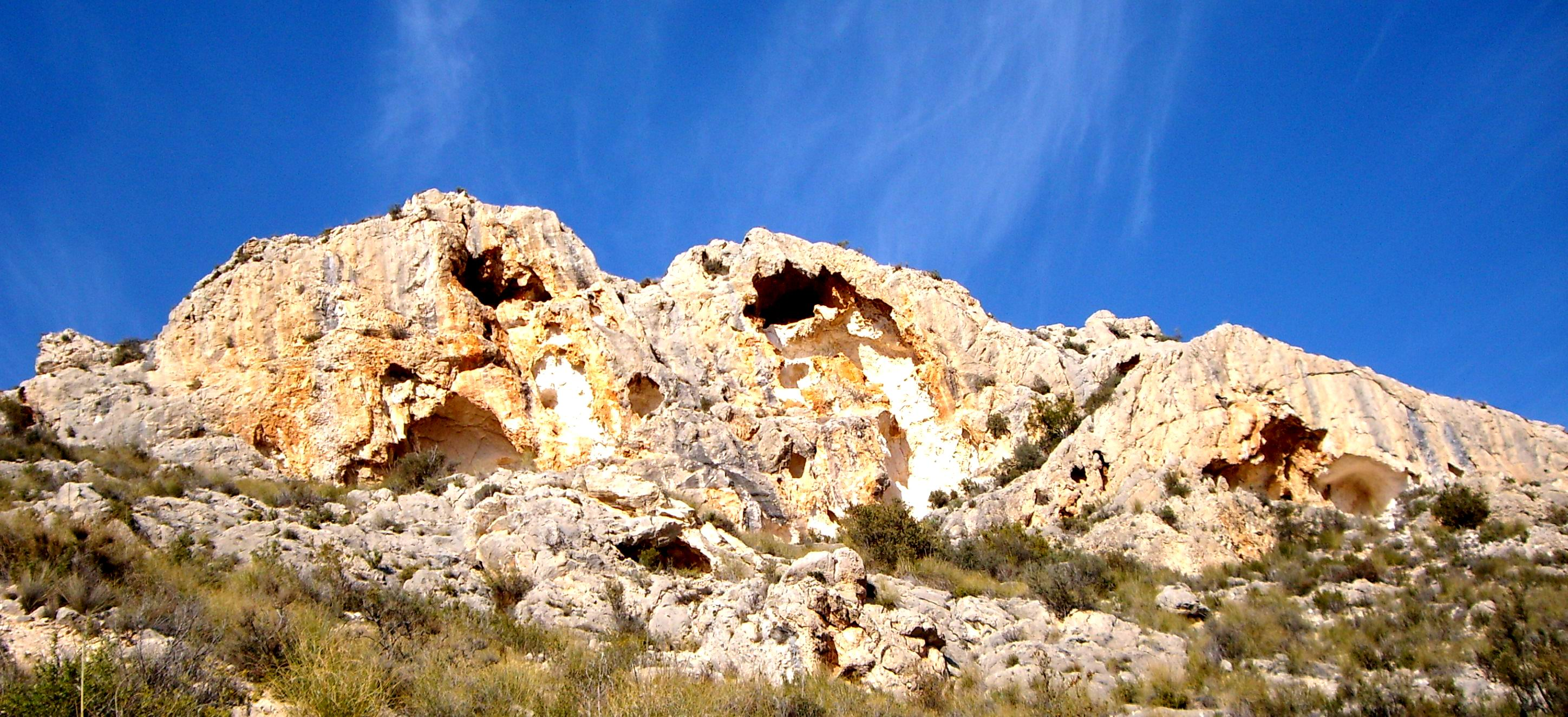
Formación kárstica en Bolón

El nombrado contacto con el mar, sumado al choque de placas y a la aparición en el cuaternario de un valle fluvial, hacen que la composición de los suelos del valle sea variada. Los materiales más comunes son arcillas, margas y calizas. De ese contacto marítimo provienen los afloramientos de yeso y sal. La elevación del terreno fruto de ese choque de placas, es el que acaba formando nuestras montañas, fundamentalmente compuestas de materiales calizos. Se pueden observar formas típicas de zonas calcáreas, como lo son las formaciones kársticas llenas de cuevas en la ladera sur de Bolón, o las formaciones dolomíticas en Marín. En Bateig se da un importante yacimiento de roca calcarenita, habiendo en algunas zonas incluso presencia de mármol, del que hay grandes explotaciones cercanas. También se dan dentro del municipio algunos yacimientos de cuarzos de tipologías apreciadas, como los Jacintos de Compostela. Más adelante, tras las diversas glaciaciones y sus periodos intermedios, alternando épocas climáticas desérticas con otras de grandes lluvias, la zona vivió un periodo de fuerte erosión. De esa forma, las margas y materiales blandos de las montañas son desgastados y transportados con el agua hacia el fondo del valle. Las montañas quedan escarpadas, a la vez que estos blandos producen grandes aluviones, que son los que generan las distintas capas arenosas que han ido creando el suelo fértil del valle.

### Sismología

Peligro sísmico en España

La actividad sísmica en la zona es notable dada la proximidad del límite de la placa tectónica eurasiática y su fricción con la africana (véase tectónica de placas). Debido a esta situación, las provincias de Alicante, Murcia y las del extremo oriental andaluz, son las de mayor riesgo sísmico en la península. Aunque la mayoría de seísmos son de baja intensidad y no son perceptibles para la población, cada determinado tiempo la comarca es epicentro de algunos terremotos de intensidad media que generan alarma y en ocasiones, algunos daños materiales. Algunos ejemplos cercanos son el seísmo de 3'4 grados que sufrió Elda en 1999, que provocó daños en la estructura de algunos edificios, o el de 3'8 ocurrido en la Algueña en 2011, que fue notablemente sentido en Elda. La peligrosidad sísmica de la región obliga a las construcciones a tener en cuenta determinadas medidas antisísmicas, en pro de minimizar daños en caso de repetirse grandes terremotos en la zona, como los ocurridos en la Vega Baja en el siglo XIX

### Clima

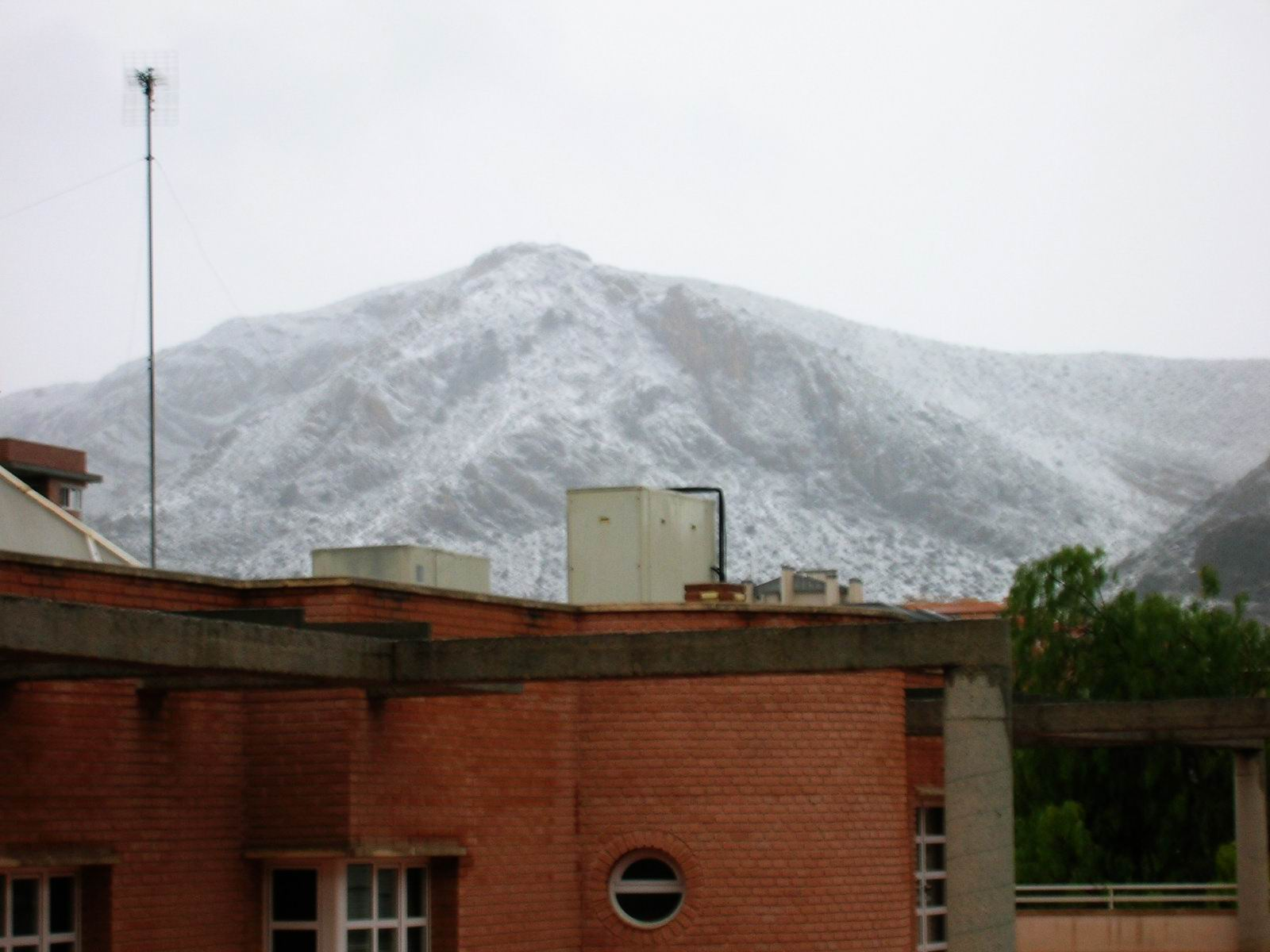
Bolón nevado en invierno

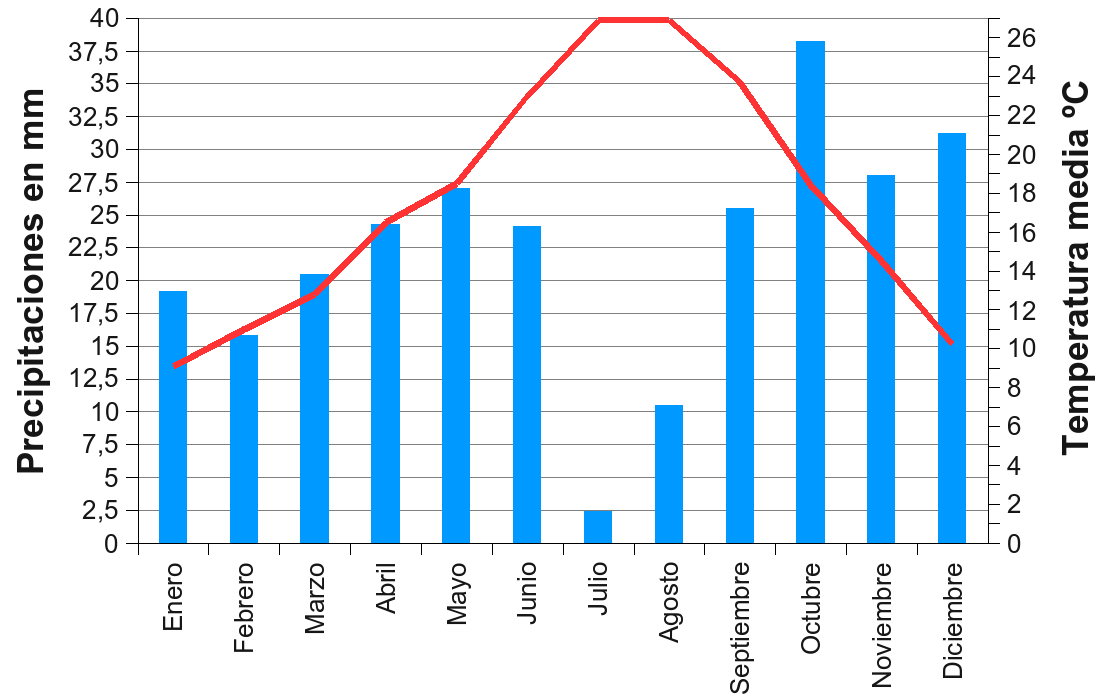
Climograma medio de Elda entre 1944-1973

El clima en Elda es típicamente mediterráneo, aunque debido a encontrarse en un emplazamiento interior, montañoso y de una altitud considerable por encima de 400 m, tiene rasgos de continentalidad. En general, es un clima seco, de veranos largos y calurosos que provocan fuertes estiajes. Los inviernos suelen ser suaves, aunque siempre hay algunos episodios de heladas, y anecdóticamente, alguna nevada. La pluviometría es escasa, no sobrepasando normalmente los 400 mm anuales. La disposición norte-sur del valle, hace que los temporales de levante, que son los que más humedad dejan en la zona, se vean frecuentemente frenados por el gran macizo montañoso del interior de la provincia, en un claro ejemplo de Efecto Föhn, provocando que la aridez en el valle sea superior que en las comarcas de la vertiente oriental orientales de la montaña alicantina, donde descarga la mayor parte de precipitación. Los periodos donde más precipitación suele existir son la primavera, y especialmente, el inicio del otoño. En esa fecha suele producirse el fenómeno de la llamada gota fría, que puede provocar lluvias torrenciales que causan crecidas y graves inundaciones, como las que siglos atrás derribaron puentes y el pantano, o como las acontecidas más recientemente, en 1982 o en otros años posteriores, como 1997 y 1999.

### Medio ambiente

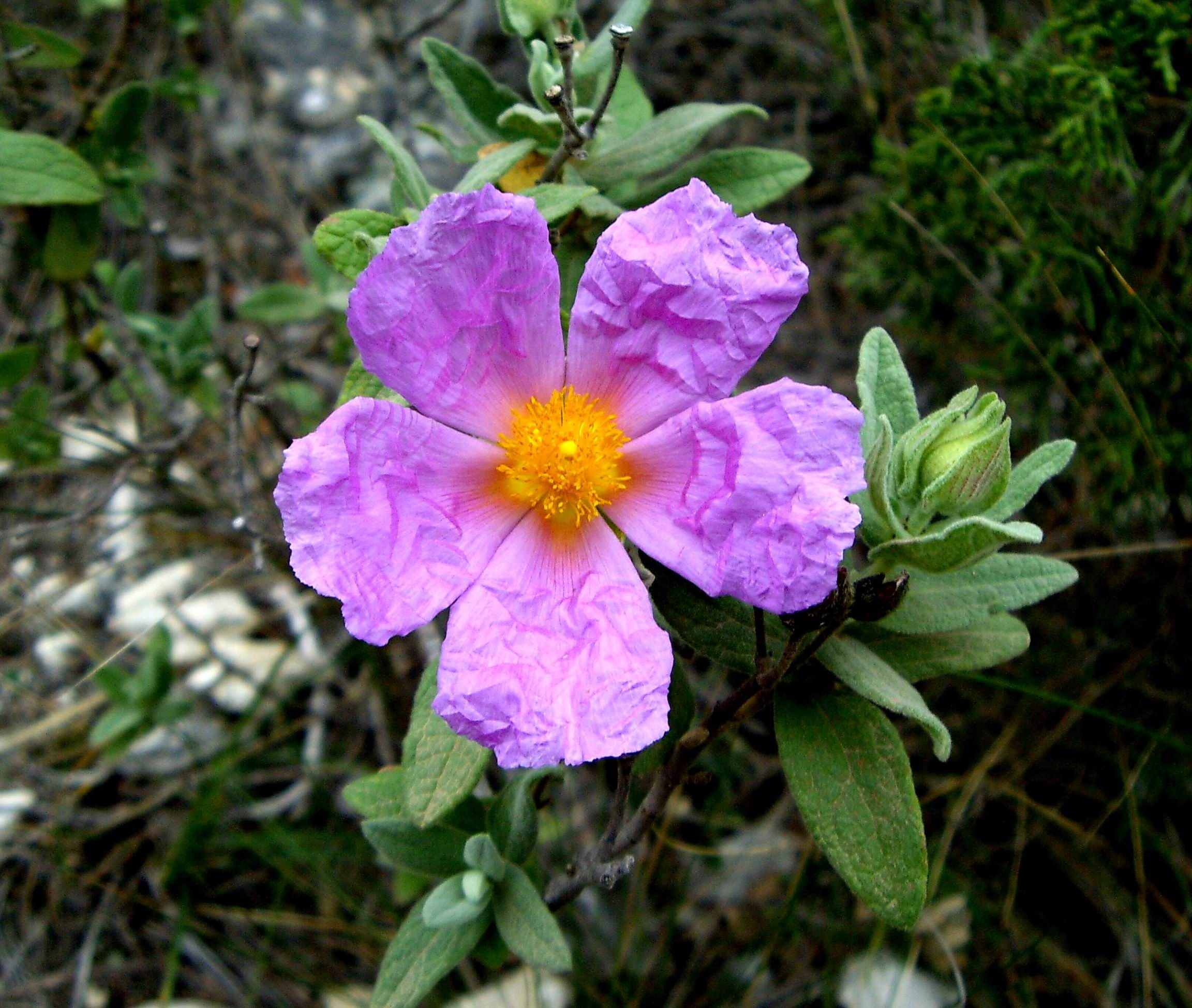
Jara en flor, en Bolón

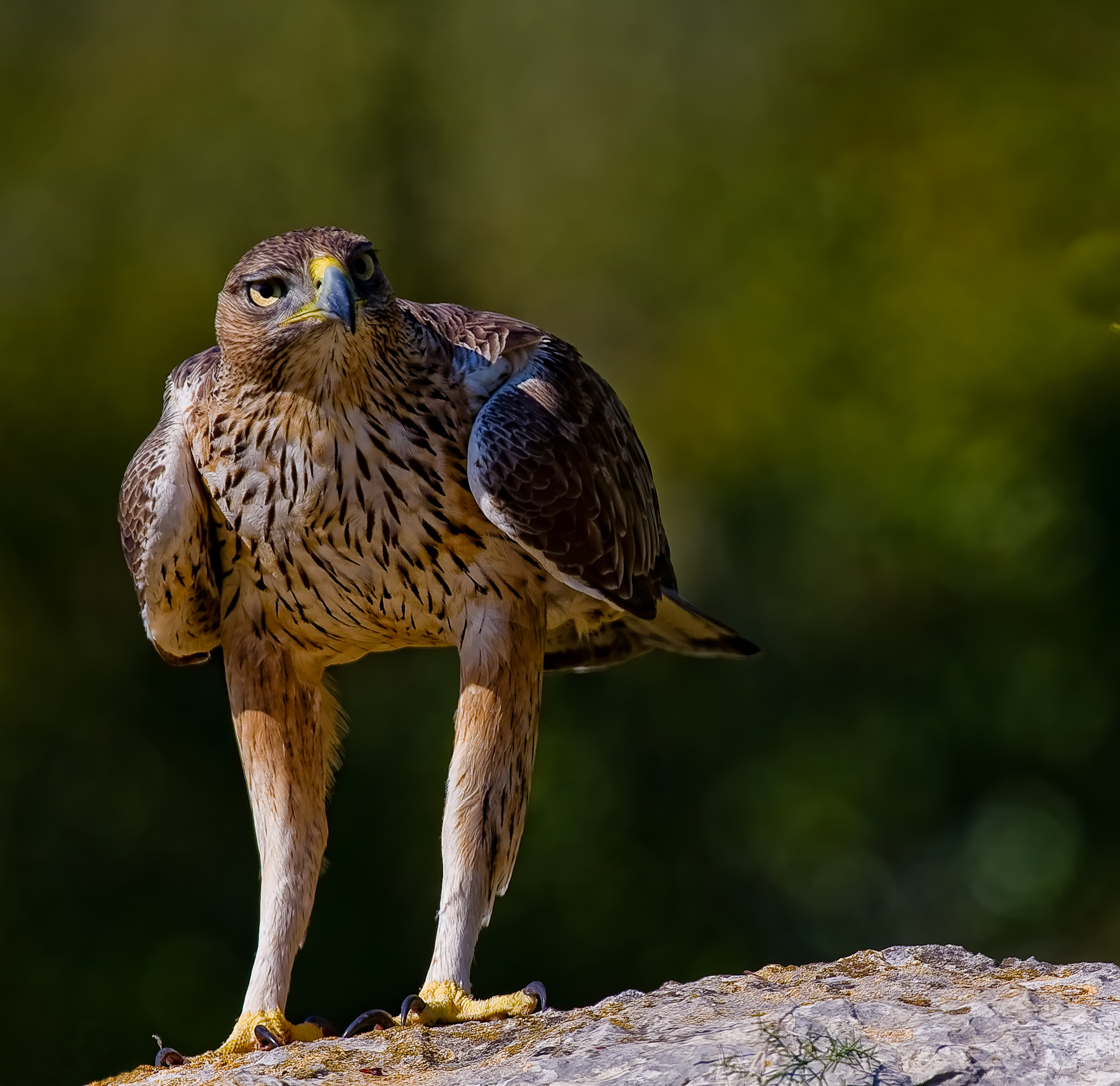
Águila perdicera, la más común en la zona

Pese a que Elda está rodeada de grandes sierras, el reducido municipio no alberga grandes extensiones, no obstante, hay algunos espacios de valor.
Flora
Las zonas más boscosas del municipio se dan al norte y oeste del mismo, generalmente en las laderas umbrías de montañas como La Torreta, Marín, sierra Umbría y sobre todo Camara. También en valles y rincones húmedos entre dichos montes, en zonas como la partida de Toscana o el Pocico Alonso. En dichas zonas lo que más abunda es el bosque de pino carrasco y de coscoja. En zonas más altas y sombrías se encuentran también ejemplares de encina, sabina y madroño. En cambio, en las vertientes solanas de los montes, la masa arbórea es escasa, suelen haber algunos pinos, así como almendros y algarrobos procedentes de antiguos cultivos abandonados. Gana importancia el sotobosque. Las especies arbustivas más abundantes son las típicas de la zona, tales como el enebro, lentisco, romero, todo tipo de variedades de tomillo, jara, salvia, esparto, cardo, y una amplia variedad de pequeños arbustos aromáticos mediterráneos.
En las zonas húmedas junto al río crece otro tipo de flora muy distinta. En los extremos norte y sur del Vinalopó dentro del municipio, el Pantano de Elda y La Jaud, ambas zonas de desfiladero, angostas y húmedas, se han generado un bosque pantanoso de galería de tarays, declarándose espacio protegido al menos la primera de ellas. Con el aporte salino que desde hace dos siglos le dan al río las aguas de la Acequia del Rey, a orillas del cauce crecen grandes cantidades del conocido como arbusto salado, que en algunas zonas forma también una galería. En algunas zonas de ribera también hay cañaverales.
Fauna

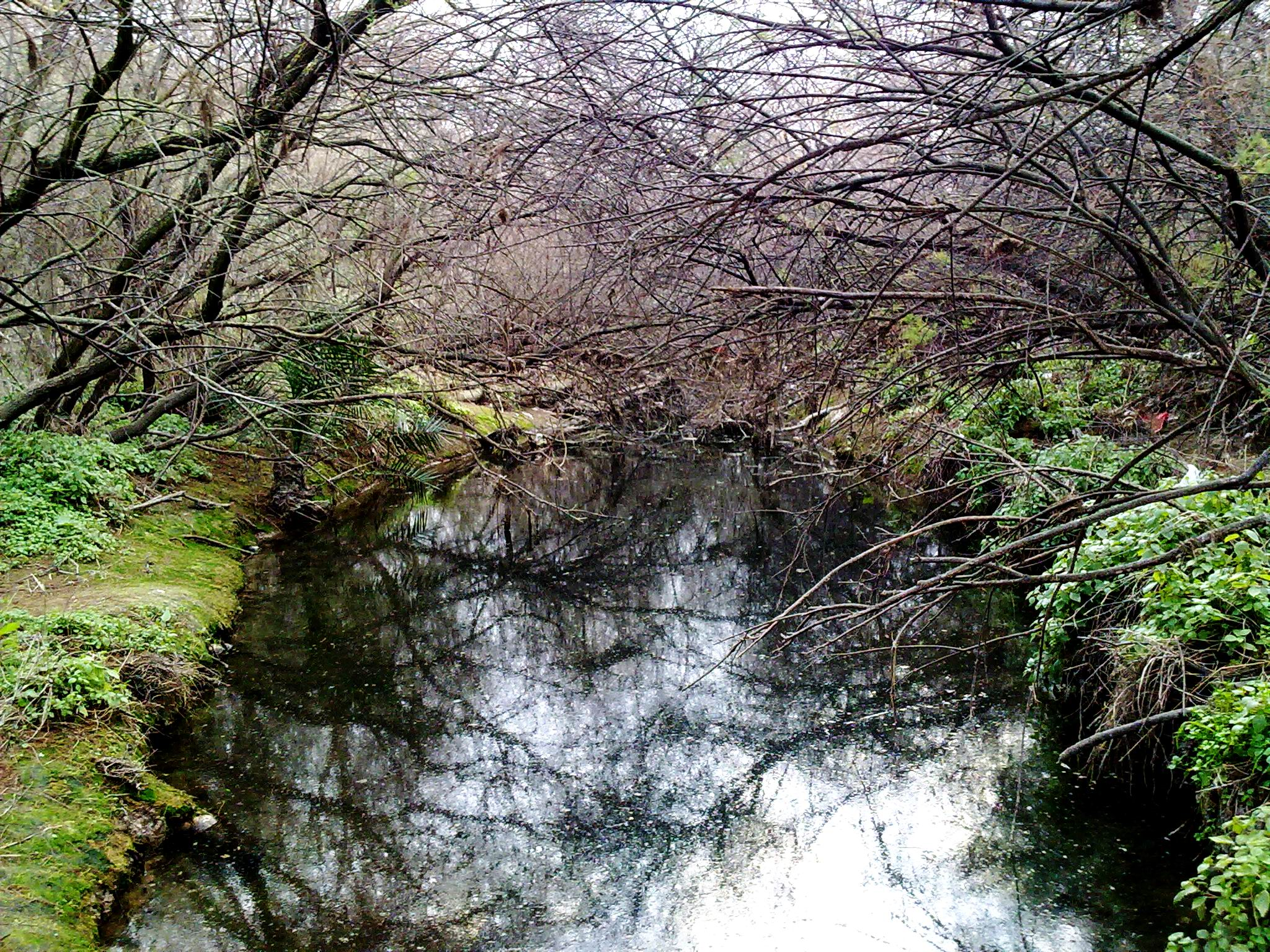
Bosque galería de Taray en La Jaud

Las especies animales más habituales que podemos encontrar en Elda son las aves. Entre ellas, podemos encontrar viviendo en parques del entorno urbano a pájaros de pequeño porte, como el gorrión, el vencejo, el tordo, el mirlo, la paloma, o migratorias como la golondrina, que cada primavera viene desde África. Fuera de la ciudad, hay aves muy comunes como la perdiz, y algunas rapaces de mayor porte, tales como la lechuza, el halcón, el águila perdicera o algunas especies de cuervo. Todas ellas, pese a estar en peligro de extinción, tímidamente vuelven a repoblar los montes. Las especies de mamíferos se han visto más mermadas durante el último siglo, debido a la presión urbana, pero sobre todo a la caza y envenenamientos. Los más comunes que suelen habitar en el municipio son el conejo, la ardilla, la comadreja, la jineta, el jabalí o el zorro. En las últimas décadas se han expandido por la comarca los polémicos arruis, cabras africanas introducidas artificialmente. No obstante, ante el éxodo rural, tímidamente está volviendo a colonizar el valle la autóctona cabra montés. En la Torreta hay una zona conocida como La Lobera, que deja testimonio de la presencia del lobo en estas tierras, aunque hace un siglo que sus poblaciones fueron erradicadas en la zona.
Aguas
Todo el curso del Vinalopó tiene un mal endémico con el río. Sus aguas de gran calidad son explotadas en su totalidad en el curso alto del mismo, impidiendo que el agua llegue a Villena y dejando tramos del cauce seco. Allí recibe como afluente la Acequia del Rey, que aporta aguas salinizadas y contaminadas, que hacen que la calidad de las mismas sea muy baja. El arrojo de aguas residuales y la acumulación de basuras junto al cauce, aunque descienden, son comunes en todo el valle. Hace décadas se constituyó la Estación Depuradora de Aguas Residuales de Elda, que recibe aguas de Elda, Petrel, Monóvar y Sax.

### Plazas, bulevares, calles, parques y jardines
- Plaza Castelar:

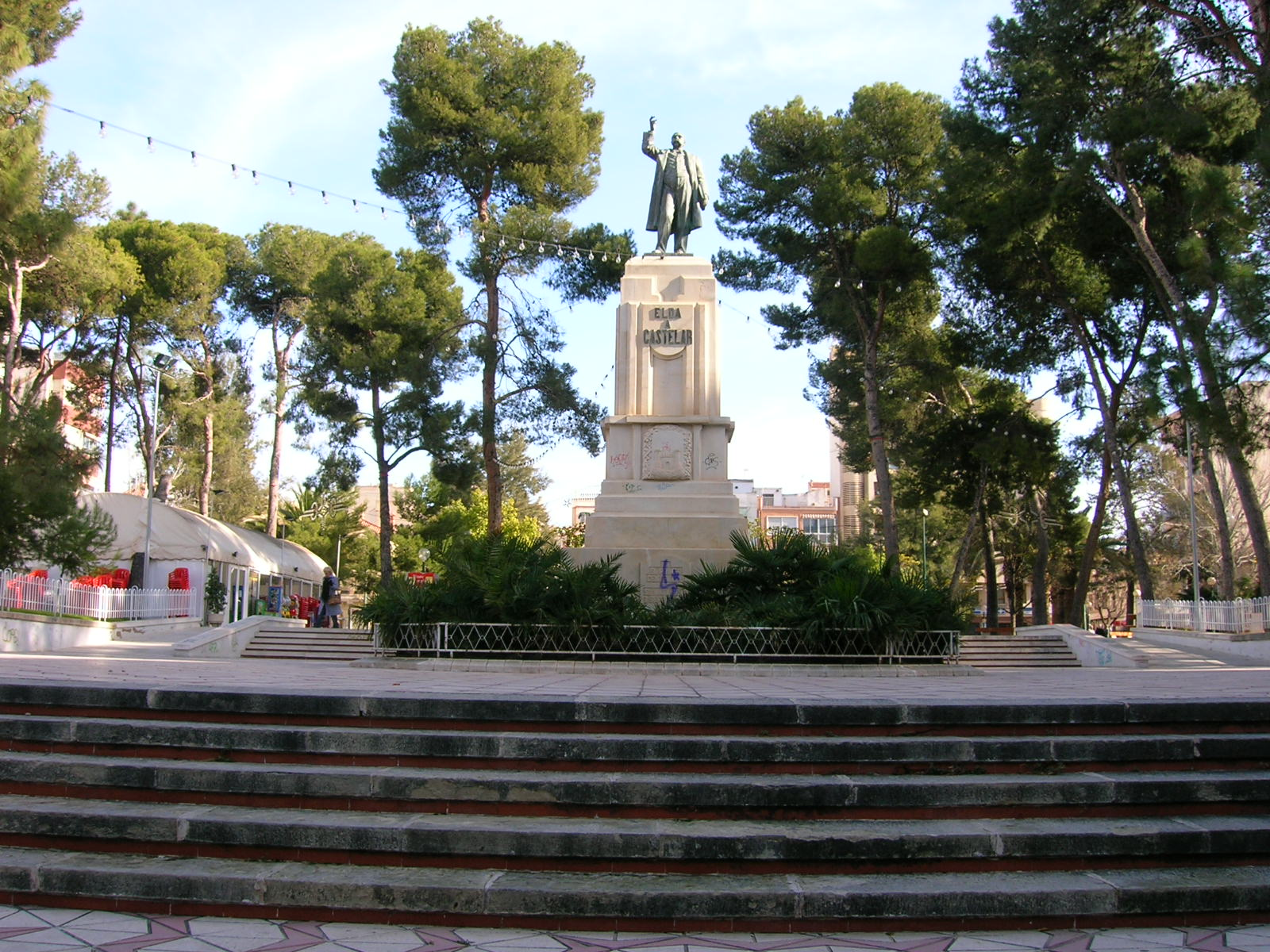
Plaza Castelar

Se trata de una plaza rectangular que ocupa la parte central del barrio El Progreso. La primera piedra se colocó el 16 de enero de 1932 y el acto estuvo presidido por el último presidente de la república Alcalá-Zamora. La inauguración del monumento, realizado por el escultor segoviano Florentino del Pilar, se llevó a cabo el 7 de septiembre de 1932, fecha coincidente con la celebración del Centenario del nacimiento de Emilio Castelar, que pasó parte de su niñez en la localidad. En los actos de inauguración se contó con la presencia de Miguel de Unamuno, uno de los grandes intelectuales de la España del siglo XX.
- Jardín de la Música

Se trata de un pequeño parque de forma cuadrada, que se encuentra en la zona centro. Antiguo chalet privado y actualmente propiedad del ayuntamiento, se dedica a exposiciones de arte temporales, sobre todo de muestras de artistas locales.
- Parque de Adolfo Suárez

Es un parque de forma rectangular, situado junto al Mercado Central. Se construyó a mediados de siglo XX sobre un antiguo cementerio, y durante años fue conocido como la Cruz de los Caídos, debido al monumento que se encuentra en la parte superior del parque, en homenaje a los caídos durante la guerra civil española. En la parte inferior del mismo, se encuentra un mural sobre la paz. Tras la muerte del presidente Adolfo Suárez, el parque fue renombrado en su memoria.
- Plaza Mayor:

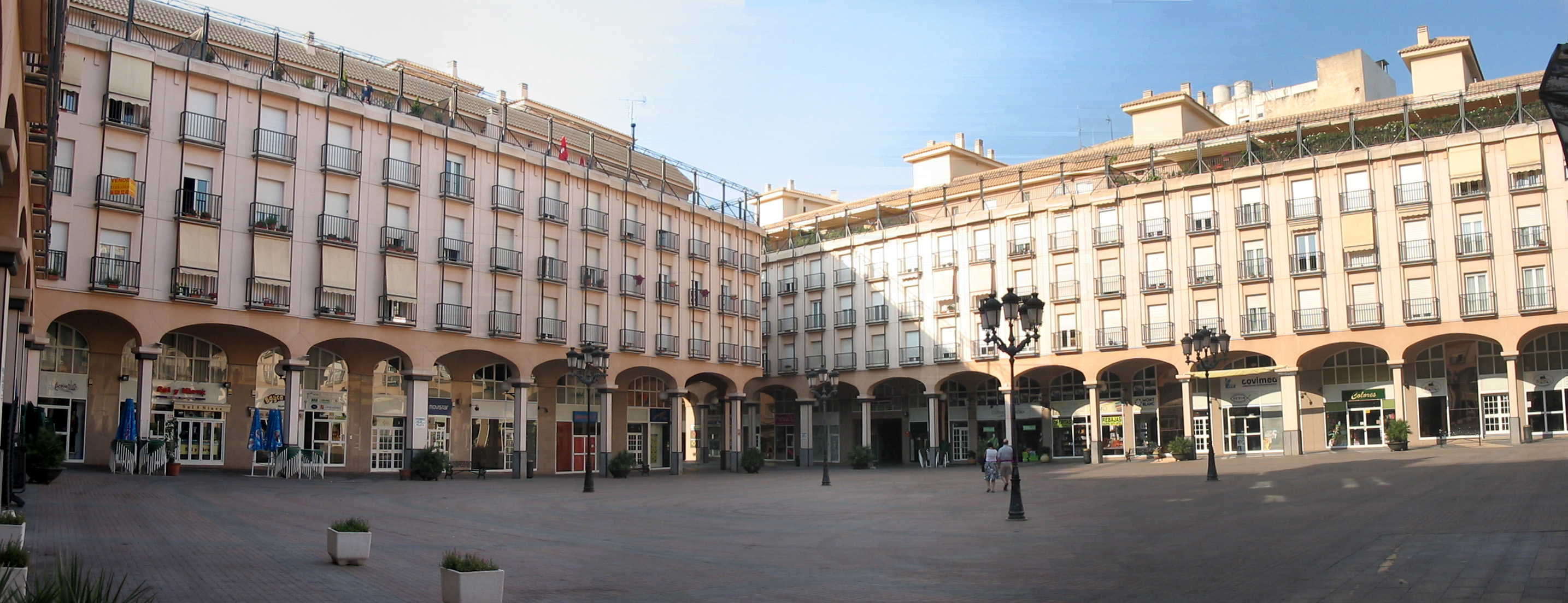
Plaza Mayor

La plaza Mayor es una plaza porticada, situada en la zona centro de Elda. Fue inaugurada en 1994 como primera plaza Mayor de la Comunidad Valenciana. En ella se llevan a cabo actividades culturales diversas, como concursos de ajedrez, ferias del libro y la feria Emplazarte entre otras. Además de numerosos comercios y restaurantes, albergó los cines Plaza, tres salas de minicines que en la actualidad permanecen cerradas.
- Plaza Sagasta

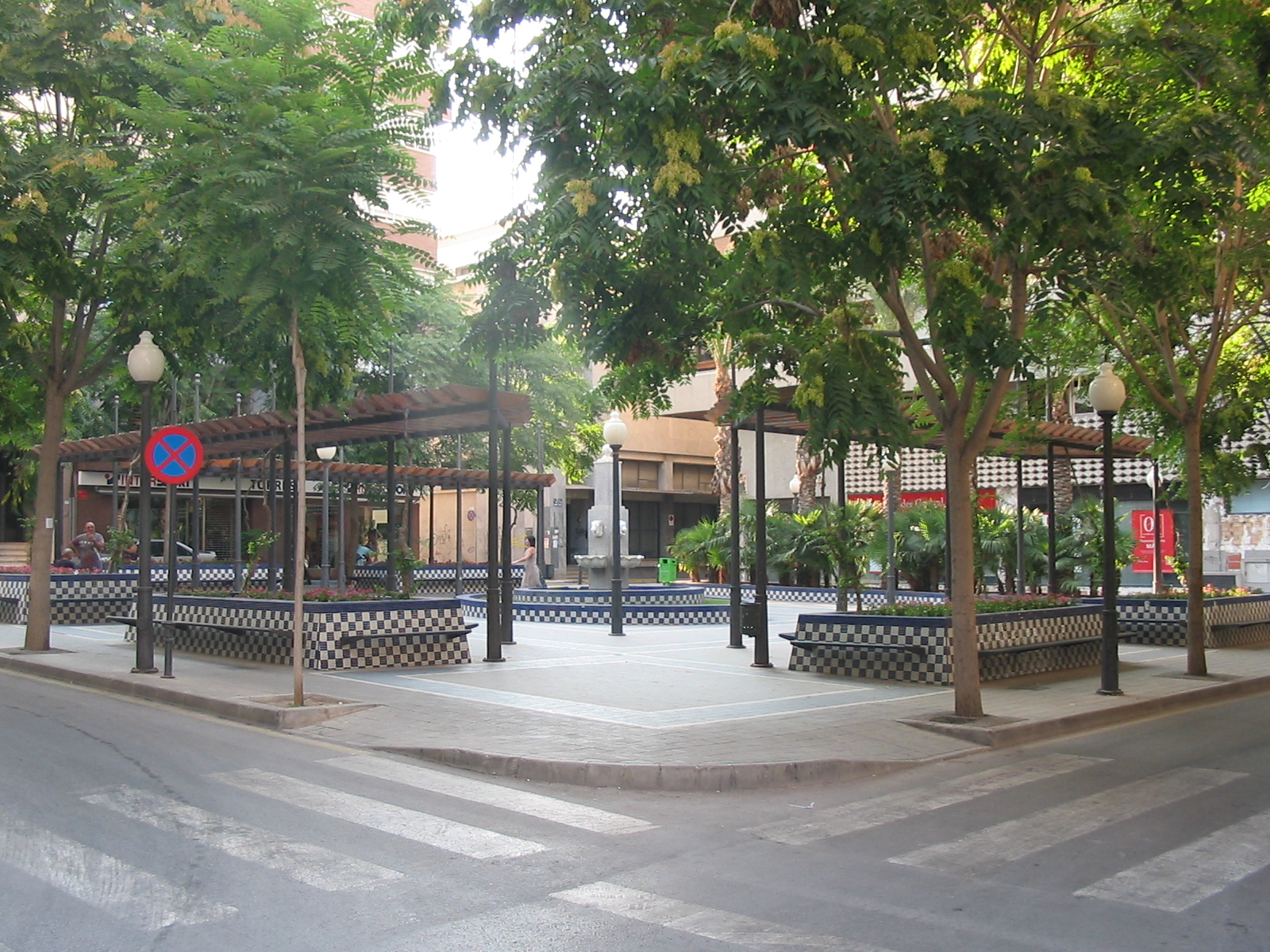
Plaza Sagasta

Es una pequeña plaza cuadrada, situada en la confluencia de las calles Jardines y Juan Carlos I. Fue construida a principios de siglo XX y remodelada en dos ocasiones. Está decorada con un mosaico de teselas blancas y azules, y posee una fuente en el centro de la misma. Nombrada así en homenaje al presidente Sagasta. Anteriormente, en esta misma plaza, había un monumento a la Industria del Calzado Eldense, donado por el Colegio Oficial de Peritos e Ingenieros Técnicos Industriales de la Provincia de Alicante.
- Plaza del Zapatero

Es una plaza construida a principios de los años 1990 en la zona centro y reconstruida en 2023. Frente a la plaza se encuentra la placeta de Genaro Vera y en ella, el monumento al Zapatero, obra del escultor Alejandro Pérez Verdú, erigido por cuestación popular y gestionado por el Museo del Calzado e inspirado en el célebre cuadro Zapatero de silla y aprendiz, del pintor local Gabriel Poveda Rico «Leirbag», inaugurado en marzo de 1998 y en homenaje a todos los trabajadores de la industria zapatera eldense.
- Plaza de la Ficia

La plaza de la FICIA, construida a finales de 1990, está situada en los terrenos que ocupaban los antiguos recintos feriales sobre un aparcamiento público, se trata de un amplio espacio urbano en el que se encuentran: el centro cívico y juvenil de Elda, la principal parada de autobuses de línea, un restaurante, y un hotel. En el centro de la plaza se alza el monumento a la Aparadora, obra del escultor Sócrates de la Encarnación y gestionado por el Museo del Calzado.
- Plaza de Roque Calpena

Situada junto a la plaza de la FICIA y en homenaje a Roque Calpena fundador y director general de FICIA, la forma una zona ajardinada que da acceso al Museo del Calzado. En este lugar se alza un monolito de hierro y hormigón, único testimonio conservado de los antiguos edificios feriales y en homenaje a los zapateros, sobre una idea original del diseñador gráfico Fermín Hernández Garbayo, quedó inaugurado en septiembre de 1967, en la rotonda de entrada al recinto ferial FICIA. También en esta zona se encuentra el monumento a la Familia Zapatera (1998), erigido con el apoyo de instituciones, empresas y particulares, sobre una idea original del Museo del Calzado que fue realizado por el escultor eldense José Francisco Maestre Pérez «Francho» (2005).
- Plaza de España

Es un parque arbolado de forma rectangular situado en el barrio de las 300. De ahí el sobrenombre popular con el que más se le conoce, Parque de las 300. Dentro del mismo se encuentra un pequeño parque infantil de tráfico y el Centro Polivalente de las 300.
- Plaza Nueva Fraternidad

Es una plaza de planta cuadrada situada en el barrio Nueva Fraternidad. En ella se encuentra un centro social para dicho barrio.
- La Farola

Es una rotonda que se encuentra en la confluencia de la avenida Reina Victoria con la calle Pablo Iglesias. En el centro de la misma se encuentra una farola de varios brazos.
- Bulevar de Ronda

La avenida de Ronda, la principal avenida de la ciudad, tiene un bulevar central. En él hay vías para paseo, carril bici, arbolado, fuentes decorativas, quioscos, etc. Fue reformado y reinaugurado en el 2010.
- Parque Miguel Mateo Pastor

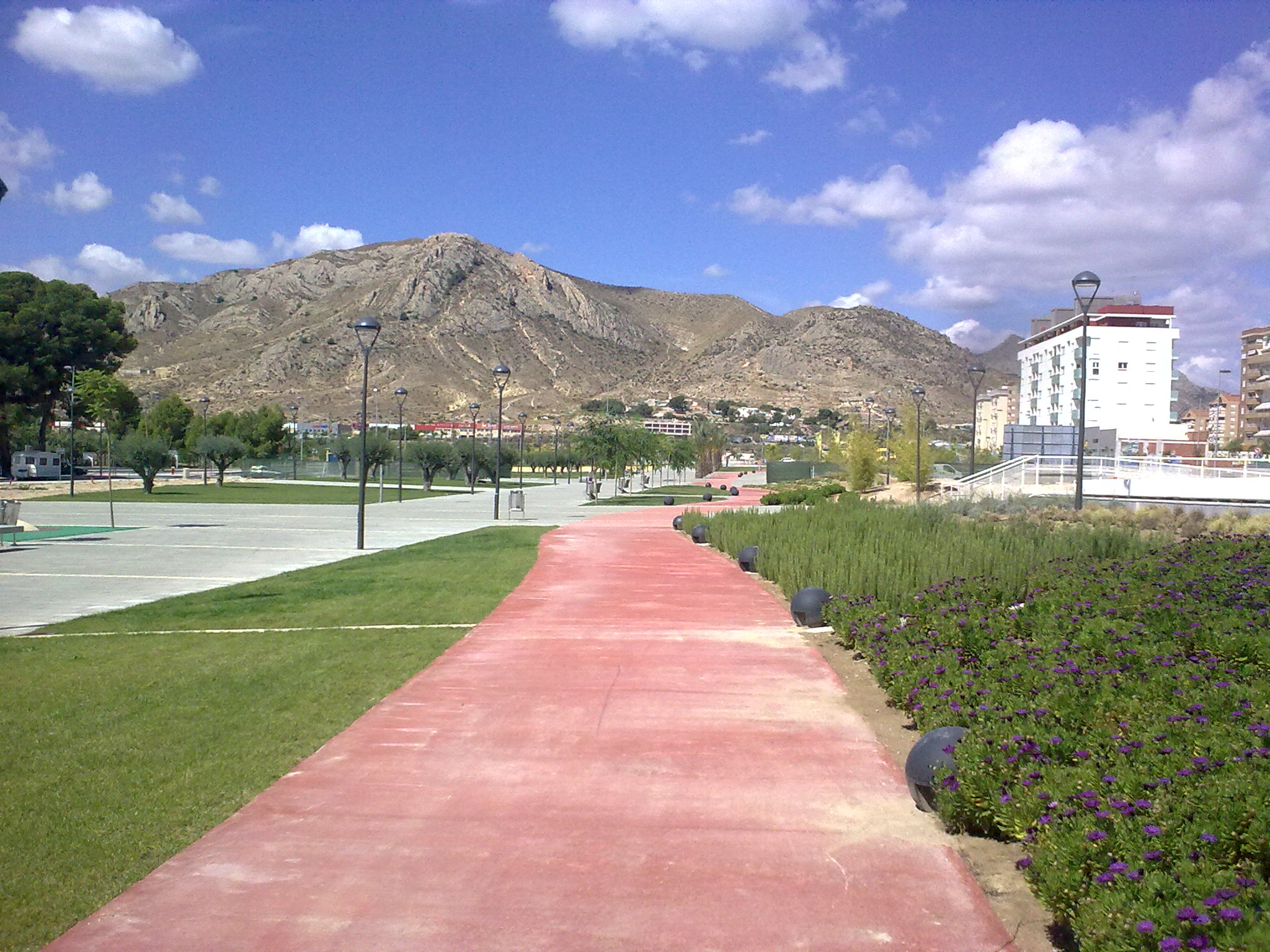
Un sector del parque Mateo Pastor

Se trata de un parque de reciente construcción, en la zona de la avenida de Ronda y Sector 9. Se trata de un jardín-corredor de forma rectangular y alargada. En la parte central del mismo se encuentra un mástil con la bandera de España y un monolito, en recuerdo de Miguel Mateo, eldense asesinado por ETA en los años 1980.
- Parque de San Crispín

Es un parque situado en el barrio de La Torreta. Este parque tiene una pinada, merenderos y espacios habilitados para realizar fuegos y barbacoas. Anexo al parque se encuentra un recinto donde se encuentran las piscinas municipales y otro con pistas deportivas. También se encuentra una ermita del santo que da nombre al parque, San Crispín.
- Jardines del Vinalopó

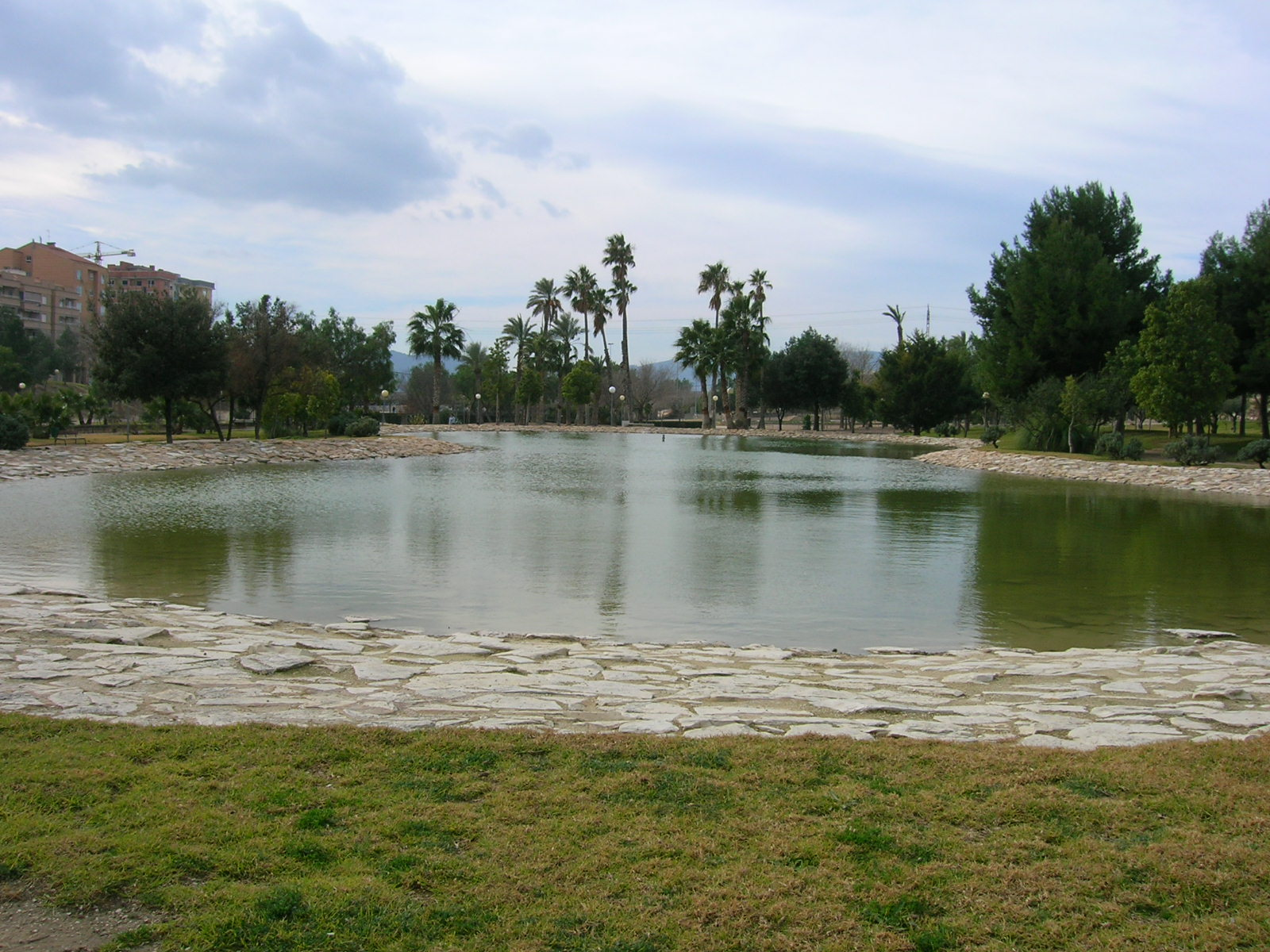
Jardines del Vinalopó. Lago Sur

En los años 80 se llevó a cabo un plan de reforma interior (PERI) para reorganizar toda la ribera urbana del río Vinalopó a su paso por el casco urbano eldense. El río fue encauzado en un canal de hormigón, y en las laderas se construyó un parque que se extiende desde la Tafalera hasta el Puente de Monóvar. Estos jardines tienen caminos y viales que son comúnmente utilizados para prácticas deportivas. El parque tiene 2 lagos, y varios puentes peatonales que comunican ambas orillas para los viandantes. En la parte norte del parque se encuentra el polideportivo de la Sismat.
- Plaza del las Huestes del Cadí

Una plaza de planta cuadrada situada frente a las sede oficial de la comparsa y que el 23 de enero de 1999 fue inaugurada en su honor.
- Bulevar de la Mujer Mejor Calzada de España

En marzo de 2025, la céntrica calle Dahellos se renombró con una segunda referencia, “Bulevar de la Mujer Mejor Calzada de España” aunque, por definición, no es un bulevar propiamente, no obstante, se habilitó esa calle a la que se incorporó un mobiliario urbano e iluminación que le dan un toque festivo y diferente, colocando unas placas en el piso de las aceras con el nombre de las premiadas y el año en que lo fueron. 
El Premio a la mujer mejor calzada de España  se creó en el año 2000 para distinguir a aquellas mujeres que fuesen exponente de elegancia y distinción del calzado para mujer y embajadoras de la industria española de ese tipo de calzado.
En 2017, se propuso a través del semanario local Valle de Elda, dedicar una avenida o bulevar con el nombre de ese galardón, y con el fin de promocionar el calzado femenino en la ciudad que lo creó, y donde se fabrican de forma especial los zapatos de media y alta gama para la mujer.
El Ayuntamiento de Elda, ocho años después, hizo suya la idea, eligiendo la calle Dahellos para situar el bulevar que debía recordar a las galardonadas de cada año.

## Historia

### Prehistoria

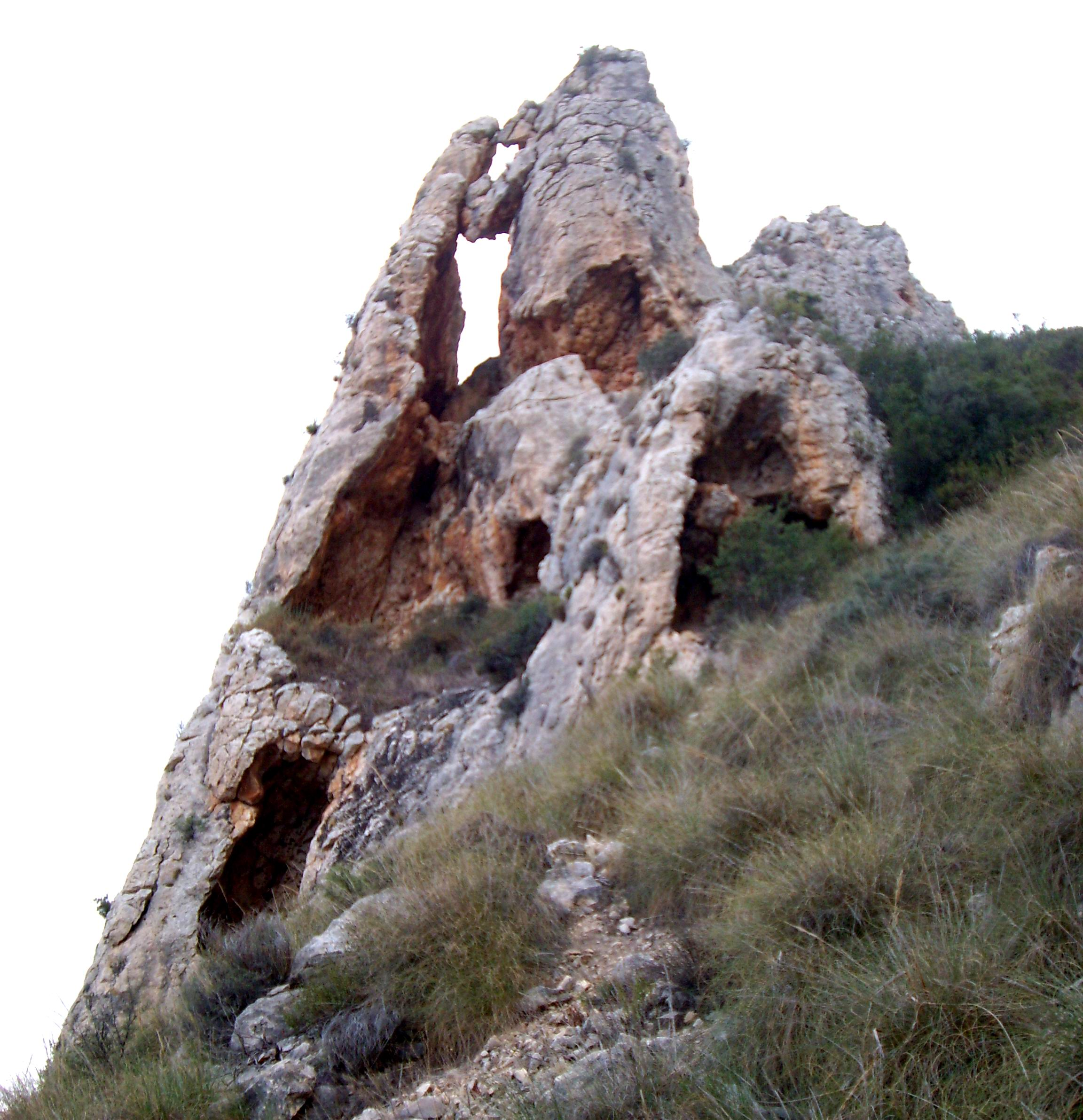
Peñón del Trinitario, donde estuvo uno de los primeros asentamientos neolíticos

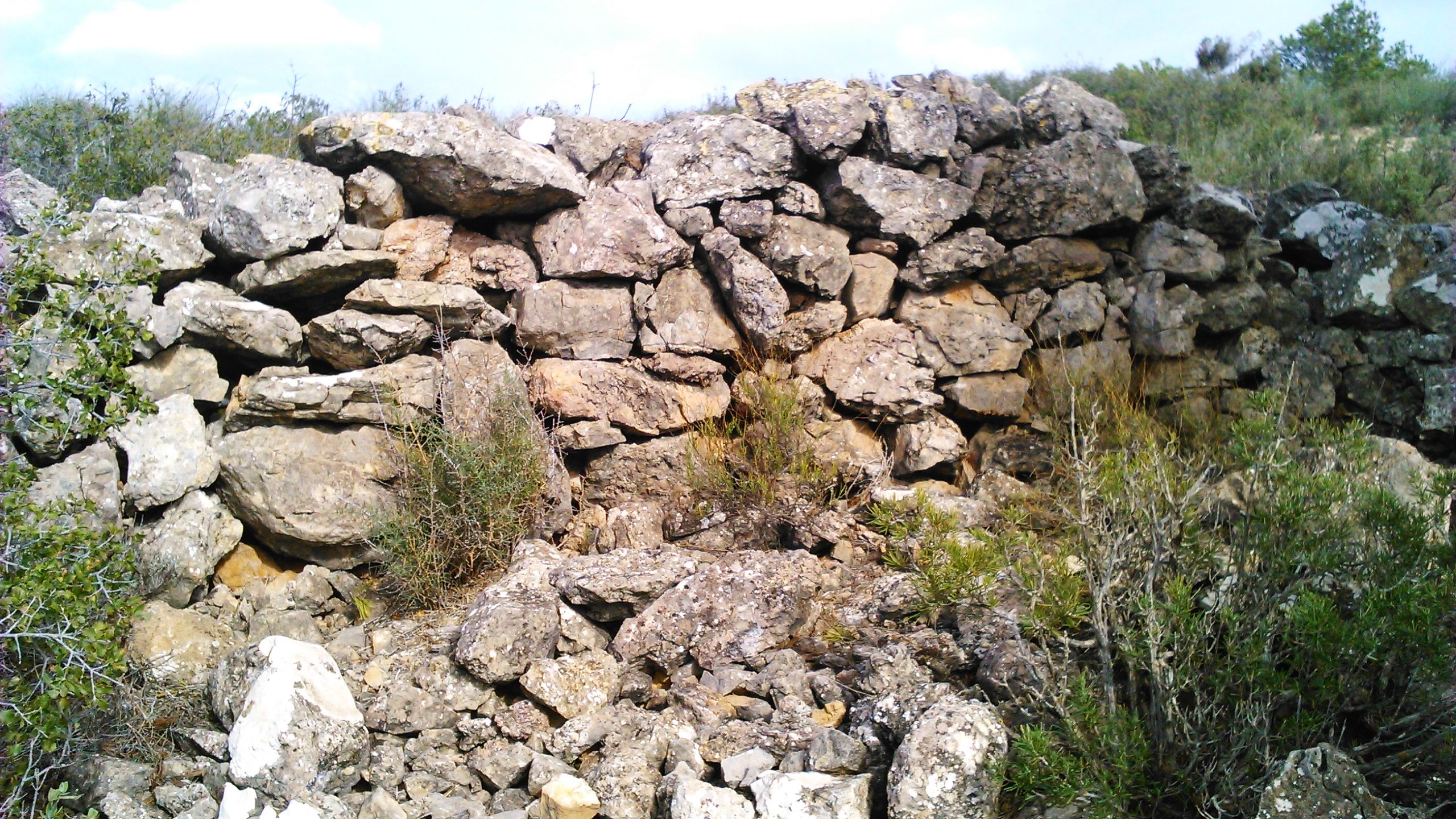
Ruinas fenicias, en la sierra de Camara

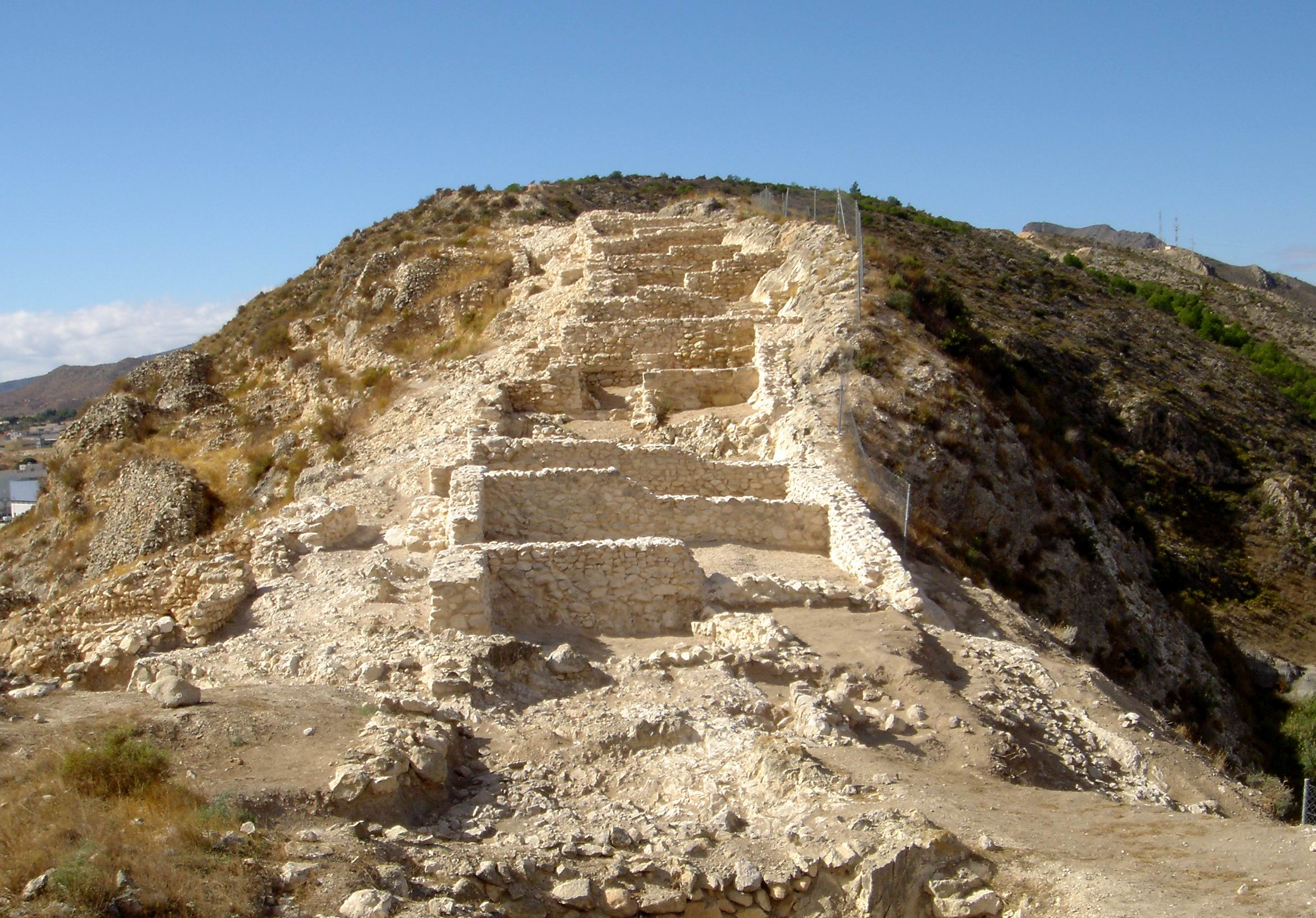
Sector del poblado íbero-romano El Monastil

Los primeros indicios de asentamiento humano en la zona se remontan al Neolítico y se han encontrado en los parajes del Chorrillo y el Chopo. En aquella época, los pobladores solían habitar en lugares elevados, en laderas de montes y cuevas, donde se han encontrado utensilios, hachas de piedra, puntas de flecha, etc. Existen así mismo pinturas rupestres en el barranco del Gavilán, en la zona de Cámara, las únicas en el Vinalopó. Se han localizado varios poblados y yacimientos de la Edad de Bronce, de donde se han recuperado utensilios metálicos, ánforas o incluso restos humanos procedentes de enterramientos. Estos asentamientos estaban inicialmente en lugares montañosos, como el Monastil, o el Peñón del Trinitario en Bolón, pero con el paso del tiempo fueron descendiendo al valle y creando algunos otros asentamientos familiares a lo largo del río, como en La Jaud. Estos pobladores, que desarrollaron la metalurgia y la alfarería, estaban relacionados con los pueblos argáricos. Existe también un asentamiento fenicio cerca del pico de Camara, donde todavía hoy se pueden ver las ruinas de las murallas y restos de cerámicas.

### Edad Antigua
Iberia
Desde el siglo VI a. C. el contacto mantenido entre los pobladores locales con los griegos y fenicios, da lugar a un proceso helenizante con el que surge el pueblo íbero. En Elda, cobra una gran importancia el poblado del Monastil, donde está localizado el primer monasterio bizantino de la península ibérica. Se construye un importante poblado en lo alto del monte, a modo de oppidum, desde donde se controla el gran meandro del Vinalopó, un vado de gran valor estratégico. El Monastil se convierte desde entonces en un poblado de significativa relevancia dentro de la región de Contestania. En esta época cobra gran importancia la producción alfarera en el lugar.
Cartago
En el año 236 a. C. en el marco de las guerras púnicas, las dos grandes potencias de la zona, Roma y Cartago, se disputan su hegemonía territorial. De este modo, los cartagineses colonizan el sureste de la península ibérica. El valle del Vinalopó, que queda dentro del dominio de Cartago, se encuentra en una extraordinaria situación estratégica, ya que era de paso obligado para desplazarse desde Cartagena a Sagunto, o en las batallas e invasiones hacia Italia. Hay numerosas reseñas históricas sobre las andanzas a través de estos valles, de los poderosos líderes cartagineses como Amílcar Barca, Asdrúbal y Aníbal. Según las leyendas, el primero pudo perecer ahogado en aguas del Vinalopó, cerca de Elche.
Roma
En el año 201 a. C. la República romana derrota a Cartago. Los nuevos colonizadores utilizan el ancestral paso del Vinalopó, que queda incluido en la importantísima Vía Augusta, que comunica Roma con Cádiz. De este modo la llegada de colonos comerciantes itálicos produjo una rápida romanización de la zona. Se desarrolla una agricultura más organizada, y sigue habiendo una importante producción de alfarería, con objetos con dibujos, grafías y relieves decorativos. Surge una notable producción del esparto y la cestería. Al encontrarse en una importante vía romana, y estar cerca de grandes puertos como Carthago Nova y Portus Ilicitanus, hace que el comercio tanto por tierra como por mar sea intenso.
Durante los primeros siglos romanos, el oppidum del Monastil (la parte más alta) sufre también una importante transformación, y la arquitectura y urbanismo se adecuan a sus cánones. El poblado se componía de una calle central, con casas a ambos lados. El desarrollo más importante de la población tuvo lugar dentro ya de la era cristiana, en los siglos I y II d. C.. En este periodo el poblado se expande a una zona llana al pie del Monastil, más accesible al río y a tierras agrícolas. La población no se limita al mencionado casco urbano, sino que empiezan a construirse diversas villas romanas en tierras llanas y fértiles a lo largo del río, en zonas como Arco Sempere y Las Agualejas. Poco a poco la cultura romana va calando, y se sustituye el alfabeto íbero por el latino, así como comienza a introducirse el latín como idioma. Es aquí cuando empieza a usarse para la población el nombre de Ad Ello.
En la primera división provincial romana, las tierras eldenses pertenecieron a la Hispania Citerior. En la división de Augusto en el siglo I, perteneció a la provincia Tarraconensis. En la última división, la de Diocleciano en el siglo III, se pasó a la provincia Cartaginensis.

### Edad Media
Bizancio

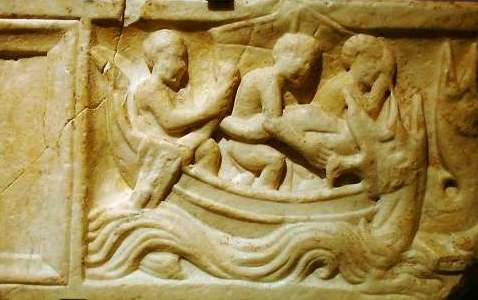
Sarcófago paleocristiano del Monastil

En el siglo V, Roma entra en decadencia y desaparece como imperio. Hispania sufre una invasión de pueblos germánicos, entre ellos los visigodos. A su vez, en Constantinopla se había fundado un nuevo imperio, sucesor cultural de Roma. El Imperio bizantino intenta reconquistar la península, pero solo consigue hacerse con regiones del sureste. Se crea así la provincia de Spania, a la cual pertenece la población de Elo. Es durante esta época en la que comienza una paulatina expansión del cristianismo, y el núcleo urbano de El Monastil vuelve a recuperar importancia. En él se construye una importante Basílica paleocristiana, de la que se han encontrado sus ruinas, así como restos de una pila bautismal, o de un sarcófago de piedra con relieves bíblicos sobre Jonás. Probablemente, una vez más, el angosto vado del río a través de Elda la convierte en una importante posición estratégica y fronteriza entre los beligerantes bizantinos y visigodos.
Visigodos
En el siglo VI, los reyes godos Leovigildo y Recaredo logran derrotar a los bizantinos, y toda Hispania queda unida en el Reino Visigodo, que tiene su capital en Toledo. El reino se convierte oficialmente al catolicismo, y la población de Elo, sobre el año 590, se convierte en sede episcopal, como así queda reflejado en los Concilios de Toledo, en los cuales aparecen nombrados los representantes de la Iglesia elotana.
Musulmanes
En el año 711 el Reino visigodo sucumbe y los musulmanes invaden la península. Los pobladores del Monastil comienzan a huir hasta quedar deshabitado, quedando el territorio conquistado en poder del Califato Omeya de Damasco. Cuando el emir de Córdoba se independiza de Damasco, concede a Teodomiro, un noble visigodo de Orihuela, un pacto por el que pueda conservar sus posesiones. Así las tierras eldenses pasan a formar parte de la llamada Cora de Tudmir. Durante la invasión musulmana, el valle vuelve a poblarse lentamente, con la instalación de alquerías agrícolas en lugares donde habían estado las villas romanas, en tierras fértiles junto al río. Así mismo, el Monastil, llamado al-Munastir vuelve a estar poblado en este periodo. La zona sufre una completa islamización, y el idioma utilizado será el árabe. Políticamente, al-Ándalus vivió terribles convulsiones y guerras internas. Tras la fragmentación del Califato de Córdoba en el 1031, el valle pasó a formar parte de la Taifa de Denia, y después un territorio fronterizo disputado entre otras taifas.
En 1147, el Imperio almohade, con musulmanes de origen bereber (y no de Oriente Medio como los anteriores), invade lo que queda de al-Ándalus, para tratar de unificar el territorio y frenar el avance cristiano. De este modo Elda queda gobernada desde Marrakech. En este periodo, sobre el año 1172, es cuando se construye el castillo de Elda, con un claro carácter defensivo, en una colina junto al río. Así pues, los habitantes abandonan definitivamente el Monastil, así como las villas y alquerías diseminadas por las orillas del río, y comienzan a concentrarse específicamente alrededor de la fortaleza, dando origen y forma al que es el actual casco antiguo. En él se construyen algunos hitos, como la Mezquita Vieja, situada en la Placeta de San Antón; la Mezquita Aljama, situada donde hoy esta la iglesia, o los Baños, junto al puente de Sax.
La Reconquista
En el siglo XIII la Reconquista cristiana llega al valle. Las tropas de Castilla lideradas por el futuro Alfonso el Sabio, convierten en territorio vasallo la Taifa de Murcia, a la que entonces pertenece el Vinalopó. Castilla y Aragón pactan el reparto de las tierras reconquistadas en el Tratado de Almizra, en el que los tercios sur y oeste de la actual provincia de Alicante, quedan dentro de Castilla en 1243. Un año después, Castilla concede la propiedad del castillo y villa de Ella a un caballero llamado Guillermo el Alemán. Solo veinte meses después, este la cedió a los caballeros de la Orden de Santiago. La Villa de Ella perteneció a la orden militar más de una década, hasta que Alfonso canjeó la villa por otras, (quizá en 1256), para donársela a su hermano el infante Manuel, primer señor de Villena, uniendo un gran territorio en torno al Vinalopó, sirviendo este Señorío de Villena a modo de apanage. En 1264 tiene lugar una sublevación sarracena en todo el Reino de Murcia. Jaime I de Aragón, y a la sazón, suegro de Alfonso el Sabio, acude en su socorro y consigue claudicar a los moriscos de toda la zona, devolviendo el control de Elda a su señor. Don Bernat Amat (Caballero de la Casa de Claramunt y Cardona) es el primer señor barón. Tras su muerte, el control de la villa pasa a manos de Don Juan Manuel, el segundo señor, primer duque y único príncipe de Villena.
En 1294 estalla una guerra entre Castilla y Aragón, dado que el rey aragonés Jaime II quería hacer valer los derechos de su reino sobre Murcia. Las tropas aragonesas consiguen importantes victorias, penetrando más allá de los territorios pactados en Almizra, violando el tratado. Finalmente en el año 1304 Fernando IV de Castilla y Jaime II de Aragón firmaron el acuerdo de la Sentencia Arbitral de Torrellas por el que se ratificó la anexión militar de la Gobernación General de Orihuela, lo que dejó a Elda bajo soberanía del Reino de Valencia, y por tanto de la Corona de Aragón.
Durante el siglo XIV la propiedad del valle de Elda (en el que generalmente se incluía también Novelda y Aspe), cambió muchas veces de manos. Durante la Guerra de los Pedros, la comarca estuvo varias veces bajo dominio castellano. También se vivieron episodios de incursiones y saqueos provenientes del Reino de Granada, en la que las morerías alicantinas prometían sublevarse. En tiempos de paz, la propiedad recaía en la Corona, hasta 1336 en que Pedro II el Ceremonioso cedió el castillo y la villa al noble francés Beltrán Duguesclín. En 1383 se devuelve a la monarquía, y durante un tiempo, el valle se alterna entre manos de la Corona y de otros nobles extranjeros. En 1424 Alfonso IV vendió Elda al noble valenciano Jimeno Pérez de Corella, conde de Cocentaina, cuyos descendientes ostentaron el señorío durante casi un siglo.

### Edad Moderna
Creación del Condado
El señorío, tras pertenecer a los Corella durante casi todo el siglo XV, hasta el 4 de septiembre de 1513, cuando debido a problemas económicos de la familia, fue vendido por 48 000 libras valencianas a Mosén Juan Coloma, originario de la ciudad aragonesa de Borja, convirtiéndose así en I Señor de la Baronía de Elda. En 1577, el rey Felipe II asciende la categoría nobiliaria del lugar, otorgando el título de conde de Elda —cuyo condado incluía Petrel y Salinas— a Juan Coloma y Cardona, nieto de Mosén. Enmarcado en el proceso de renovación de la alta nobleza en el Reino de Valencia y para conferir mayor estabilidad a su patrimonio, Juan Coloma creó para su hijo Antonio el vínculo de mayorazgo en 1581.
Del estado de la ciudad y su área circundante en 1517 da testimonio conciso pero de gran interés Fernando Colón:

Elda es lugar de doscientos cinquenta vecinos e está entre unas syerras y es lugar que tiene de tres partes las dos de moros, y es en el Reyno de Valencia e tyene fortaleça buena, e está metyda como en una rambla sobre una peña, e tyene razonable valle de huertas, y es de Mosén Solano, e está a una legua del moxón de Castylla [...].

En esta época, el castillo se convierte en palacio condal, se construyen las dos torres redondas, y en su interior dependencias palaciegas para la habitabilidad de la familia del conde. Así mismo, se procede a una paulatina cristianización de la villa, pese a que los cristianos viejos seguían siendo minoría. Así en 1528, siguiendo una Orden Real de Carlos I, se transforma la mezquita mayor en un gran templo católico para la villa, la iglesia de Santa Catalina Mártir, que poco después sería rebautizada bajo otra advocación, como iglesia de Santa Ana. En 1562 se fundó también un convento franciscano, el Convento de Nuestra Señora de los Ángeles.
Expulsión de los moriscos
Tras la caída de Granada, los moriscos eran forzados a convertirse a la fe cristiana, a usar las lenguas latinas, y a usar las vestimentas propias de la zona. Pese a que oficiosamente la mayoría se convertían, después seguían profesando en privado el islam. A finales de la centuria de 1500, comienza a crecer el descontento, sobre todo en regiones como Valencia en la que los mahometanos suponían aun una gran masa de población. La rebeldía de estos a adoptar la fe y costumbres cristianas, acaba desembocando en que la corte de Felipe III, promulga un decreto de expulsión. El 22 de septiembre de 1609 se decreta la expulsión de los moriscos del Reino de Valencia, a los que se les da tres días para acudir a los puertos dispuestos para tal caso. Así pues, los moros de Elda y del resto del Vinalopó se trasladaron al puerto de Alicante, donde a primeros de octubre embarcaron rumbo a la ciudad de Orán, posesión española en África.
Los moros de Elda y Novelda, se conoce que fueron reubicados en las ciudades de Tremecén y Mostaganem. Los provenientes de Valencia supusieron un activo para las tierras moriscas africanas, pues exportaron allí todos los conocimientos relativos a las labores agrícolas y de regadío que desarrollaban aquí. Mientras tanto, Elda sufrió una gran crisis económica y demográfica, dado que los moriscos suponían la mayor parte de la población. De los 2200 habitantes, se pasó tras la expulsión a cerca de 600, por lo que muchas tierras y casas quedaron abandonadas.
Carta Puebla
Ante la flagrante despoblación de la villa, el segundo conde de Elda, Antonio Coloma, dicta la Carta Puebla de la Villa de Elda, el 11 de noviembre de 1611. Tras la proclama de la misma, llegan a Elda nuevos pobladores del Marquesado de Villena, y de lugares limítrofes tales como Alicante, Agost, Muchamiel, Onil o Aspe, entre otros. Se tardaron más de treinta años en volver a recuperar el volumen demográfico. En la carta, se detallan las condiciones para la habitabilidad en Elda, definiéndose como un sistema de corte feudal, en el que la jurisdicción de las tierras quedaba a cargo del Conde, al cual los arrendadores de las mismas deberían pagarle los diezmos de la producción.
Durante las centurias de 1500 y 1600, en las que la economía estaba basada en la agricultura, se dan numerosos conflictos y litigios con la justicia relativos al reparto de las entonces abundantes aguas de Villena, cuyos acuíferos y fuentes abastecían todo el Vinalopó hasta Elche desde que era una sola unidad feudal bajo el Señorío de Villena. Los manantiales de Elda no siempre eran suficientes, o no siempre aportaban agua, o el uso de la misma estaba disputada con los regantes de Petrel. Elda compró derechos de la Fuente del Chopo, en Villena, pero igualmente había continuos litigios por no respetar lo pactado, entre Villena, Sax, Elda, Novelda, incluso Elche que tenía derechos desde tiempos de Don Juan Manuel, en lo relativo a los acuerdos sobre usos también de aguas del río. Estos conflictos se solucionaron en parte con la construcción del pantano de Elda, una presa de gravedad, situada en el charco de Domingo, en el cañón que se forma junto al Monastil. La obra queda finalizada en 1698, lo que permite una mayor estabilidad al regadío eldense.

### Edad Contemporánea
División del Condado
El siglo XVIII no comenzó con buena fortuna para la villa. El quinto conde de Elda, Francisco Coloma Pujades -quien según el historiador Lamberto Amat, no profesaba buena voluntad hacia Elda-, firmó un documento en el consejo local el 12 de diciembre de 1703, en el cual se definían los términos territoriales dentro del condado. Las fronteras se trazaron de forma arbitraria, sin ninguna justificación (pues no había divisiones ni referencias previas). De este modo, a la villa de Elda, siendo la cabecera del condado, se le otorgó el término territorial más pequeño, de algo más de 44 km². A Salinas se le otorgó un 50 % más de terreno que a Elda, pero donde más conflicto se generó, fue en la frontera trazada con Petrel. A la vecina villa se le otorgaba un territorio que era doble y mitad que el eldense, quedando la línea divisoria alejada varios kilómetros del núcleo petrelense, pero casi pegada al casco de Elda, lo cual marcaría para siempre el futuro desarrollo de la ciudad. Se perdieron también importantes terrenos tradicionalmente eldenses, como el Marquesado de la Noguera, donde estaban el manantial de agua y la ermita de Santa Bárbara.
Guerra de Sucesión
El siglo comienza con un gran conflicto para España. La muerte sin descendencia del rey Carlos II, dio lugar a la guerra de sucesión española, una larga guerra internacional en la que se enfrentaron los dos pretendientes al trono, el francés Felipe V y el archiduque Carlos de Austria. Durante la contienda, los únicos austracistas fueron el conde de Elda, y un grupo de vecinos de la calle la Tripa. Mientras, el resto de la población local se mantuvo fiel al rey Felipe, llegando a formar parte de la junta de defensa llamada Unión de Castalla.
Una vez más, el paso natural que supone el Vinalopó entre la meseta y el mar, situó Elda en un frente de guerra. En 1706 todas las defensas borbónicas del valle estaban bajo mando del mariscal irlandés Daniel O'Mahony, que guareció sus tropas en Villena. Sin embargo las tropas austracistas que desembarcaban desde el mar, llegaron a Elda el verano del mismo año. De este modo, los ingleses enviados por orden del conde de Peterborough, tomaron la villa el 9 de agosto, a manos del brigadier Richard Gorges, según una narración de P. Lorenzo López:

[Las tropas enviadas por Peterborough] llegaron a Elda, que se resintió un poco, y pasando algunas horas para tratar de la capitulación, se cansó el Brigadier inglés, y mandó entrar espada en mano: executaron muchos desordenes, dieron de palos a los del gobierno, robaron las armas, que pudieron, saquearon de la ropa, y se llevaron ochenta cabalgaduras. Despedazó la furia de los ingleses muchas imagenes de Christo y de los Santos, y hicieron otras insolencias

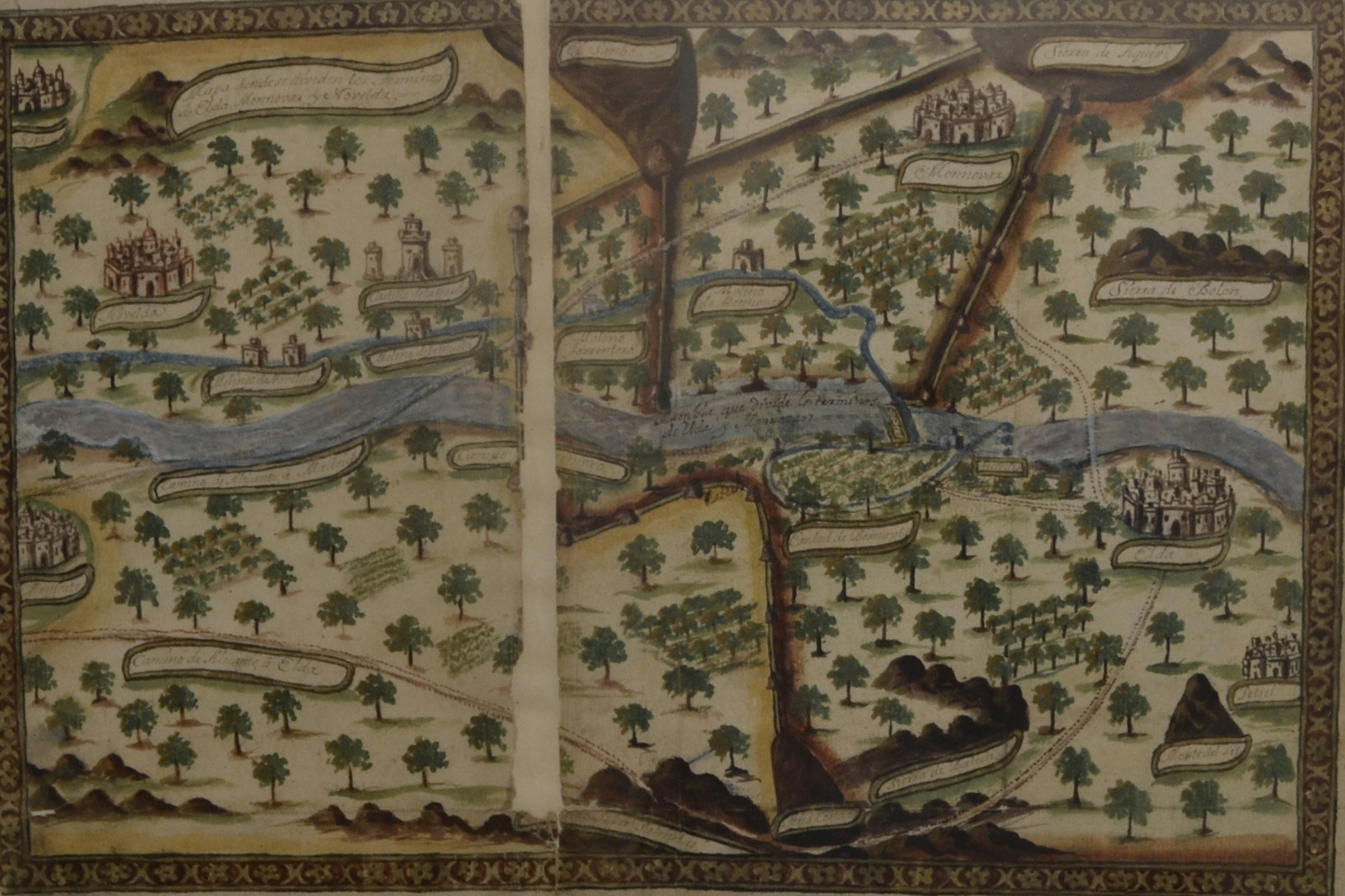
Mapa de la división de términos entre Elda, Novelda y Monóvar (1719)

El 5 de octubre, las tropas borbónicas entran en Elda, lideradas por el mariscal Medinilla, el cual cobró un tributo de rescate, a la par que se reconstruían las defensas. Durante los próximos meses, al estar la villa en paso fronterizo, se suceden las invasiones y escaramuzas de ambos bandos, estando la plaza en manos de unos u otros. A comienzos de 1707, el duque de Berwick, proveniente victorioso de plazas cercanas, toma el poder en todo el valle. Sin embargo en febrero, tropas austracistas desembarcadas en Alicante, entre quienes se encontraba el conde Fco. Coloma, toman Elda y alrededores con unos 6000 hombres, que se disponían a avanzar sobre Villena. El valle volvía así a quedar dominado por fuerzas inglesas. Hasta abril, cuando las fuerzas superiores del duque de Berwick vuelven a tomar Elche, Elda y el resto del Vinalopó, en una oleada que culminaría con victoria en la batalla de Almansa, poniendo el punto final al dominio austracista en el Vinalopó, y poco después en todo el Reino de Valencia.
Decreto de Nueva Planta
El 29 de junio de 1707 se publica el Decreto de Nueva Planta, por el cual los fueros regionales quedan abolidos, y se asume el gobierno de un reino centralizado, con unificación de leyes. Cambia así mismo el ordenamiento municipal, sustituyéndose por un nuevo consejo de gobierno local similar al actual, compuesto por un alcalde, regidores y un síndico. Las autoridades de Elda hicieron constar a la corte real los esfuerzos llevados a cabo por la villa en apoyo de la causa borbónica. De este modo, mediante el Real Decreto de 23 de mayo de 1713, se concede a Elda el título de Fidelísima villa, con el cual se gana el derecho de incluir en su escudo una Flor de Lis, símbolo de la dinastía Borbón. Así mismo, fue condonada una abultada deuda contraída por la guerra. El conde de inicio fue considerado traidor, aunque unos años más tarde le fueron restituidos sus bienes confiscados.
Guerra de la Independencia
El 2 de mayo de 1808 estalla la Guerra de la Independencia, contra la ocupación de España por tropas de Napoleón. Días después de los sucesos, la Capitanía de Valencia daba orden a las gobernaciones de levantarse contra el rey ocupante José I. El levantamiento es promulgado en Elda por el entonces alcalde, José Verdú Mirambell. Tras el bando de reclutamiento, 144 eldenses se alistaron en aquella primera quinta. Dado que la guerra tomó un carácter de guerrillas, se ordenaba la creación de juntas locales de defensa, pero estas fueron difíciles de formar en la zona, debido a la escasez total de recursos. El alcalde solicitó a la Gobernación de Orihuela el envío de fusiles, pero estos nunca llegaron, y el gobernador pedía que las milicias fueran armadas con chuzos, palas, hachas o cualesquiera armas. Ante tal falta de medios, la milicia local de Elda no pudo ser creada. Si se estableció no obstante un punto de vigilancia en La Torreta, desde donde se controla el vado del angosto valle.
En enero de 1812 las tropas francesas entran en la zona. Los españoles se retiran, debiendo dejar el general Martín de la Carrera dos escuadrones en Elda, pero ante el caos esto no sucede, y el valle queda libre, adentrándose el general Montbrun desde Almansa, ocupando cada pueblo hasta asediar Alicante. Durante aquel año de ocupación, el ejército francés llegó a entrar en Elda hasta 79 veces, para llevar a cabo expropiaciones de elementos de la entonces rica huerta eldense. Los ocupantes hicieron pagar a Elda 50 000 reales en metálico en abril y en junio. En sus incursiones confiscaban pan, harina, vino, aceite y piensos para caballos, por valor de casi 750 000 reales. También hay constancia de que se tomaban rehenes, hacia los que luego se exigía cobrar un rescate. Sin embargo en algún texto de la época, se relata que Elda fue conocida por ser una villa bastante pacífica con el francés. Otro de los problemas era el de propios guerrilleros españoles, que a través de caminos y poblaciones, se dedicaban al bandolerismo. El 13 de abril de 1813 tiene lugar la batalla de Castalla, donde una coalición aliada de miles de soldados españoles y británicos, consiguen derrotar al mariscal Suchet, comenzando así la liberación de toda la zona alicantina.
Siglo XIX
El resto del siglo XIX vivió una sucesión de terremotos políticos. El año 1833 se crean las provincias, quedando Elda incluida en la provincia de Alicante. El mismo año estallaba la I Guerra Carlista, que pese a no tener mucho apoyo en la zona, sí hizo vivir algunos conflictos con algunos insurgentes de la comarca, así como las escaramuzas protagonizadas por tropas del guerrillero Domingo Forcarell, que atravesó el valle en alguna ocasión. En 1844 tiene lugar una insurrección progresista con la intención de extenderse por todo el sureste. El 5 de febrero, tropas rebeldes comandadas por Pantaleón Boné sufren un choque con el general Pardo en las afueras de Elda (entre Santa Bárbara y La Torreta), que es conocida como batalla de Elda, o de Boné. En ella se enfrentaron cientos de hombres, en los que colaboró activamente la Milicia Nacional de Elda en favor de las tropas del gobierno. La ayuda del capitán-general Roncali dio por vencida la batalla el día 7. El año 1873 es especialmente difícil. A la tercera guerra carlista, hay que sumarle la rebelión cantonal, dos graves conflictos que afectan especialmente a la región. De ambos asuntos tuvo que hacerse cargo el ciudadano eldense más célebre, Emilio Castelar, presidente durante la Primera República,.
Fue un siglo también de tragedias naturales. Aún no se había reconstruido la presa del pantano, derribada en una riada, cuando una nueva inundación en 1884 arrambló con puentes y molinos en la villa, dejando 5 muertos en las orillas del río. En esta época se viven los episodios más negros de la historia eldense, acontecidos por las epidemias de cólera. El 5 de agosto de 1855 comienza un brote, pero la noche del 6 al 7, súbitamente son más de 800 los infectados, creando una situación de pánico en la villa. Es conocida esta fecha, en la que los vecinos atemorizados, piden al cura sacar en procesión rogativa a la Virgen de la Salud y el Cristo del Buen Suceso. Según relata Lamberto Amat, la mortalidad de aquel brote fue menor en Elda. En 1885 tiene lugar una nueva epidemia, aún más virulenta que la anterior. Durante el 12 y el 17 de julio fallecen al menos 334 vecinos, casi un 10 % de la población.
No obstante, la segunda mitad del siglo puede considerarse un periodo ilustrado y de grandes cambios para la villa. En 1858 entra en funcionamiento el ferrocarril Madrid-Alicante, del que Elda, siendo un importante punto del camino, contará con una estación, que contribuirá en gran medida a su apertura y desarrollo. Es una época de gran auge cultural, donde surgen notables eldenses en el mundo de la sociedad local y nacional, políticos, juristas y escritores, de la talla de Emilio Castelar, Juan Rico y Amat, Sempere Guarinos, Lamberto Amat o El Seráfico. Se desarrolla el tejido cultural local, se funda la banda de música Santa Cecilia en 1852, se comienzan a celebrar las fiestas de Moros y Cristianos y se imprime el primer periódico local El Bien General en 1887. Al mismo tiempo, en el marco de la II Revolución Industrial, empiezan a sustituirse los pequeños talleres de zapateros y alpargateros por grandes fábricas de calzado de piel.

### SiglosXXyXXI
El siglo XX es el de la expansión definitiva de Elda. Comienza un periodo de progreso, con el surgimiento de una clase media, y una incipiente burguesía local. En el 1900 llega la electricidad a casas y calles, de manos de La Eléctrica Eldense. Este gran avance contribuirá así mismo a la mecanización y la industrialización a gran escala del calzado. La población comienza a crecer rápidamente, como el tejido social. En 1901 se funda el Casino Eldense. En 1904 tienen lugar diversos acontecimientos se funda el Teatro Castelar. Se funda la Gran Peña, así como publicaciones de prensa local, se funda la Cruz Roja eldense, y llega por primera vez la instalación de la línea telefónica. Pero el hito que marca la explosión demográfica y económica de Elda, tendrá lugar ese mismo año 1904, cuando el presidente del gobierno Antonio Maura, tras una calurosa acogida a su paso por la villa, intercede con el rey Alfonso XIII para que este conceda a Elda el título de ciudad, como narra el Real Decreto:

Gobierno de la Nación Ministerio de la Gobernación Madrid Su Majestad el Rey (q.D.g.) se ha dignado expedir por este Ministerio el Real Decreto siguiente: «Queriendo dar una prueba de mi Real aprecio a la villa de Elda, provincia de Alicante, y en atención al aumento de su población, importancia industrial y comercial y su constante adhesión a la Monarquía Constitucional: Vengo en concederle a dicha Villa, el título de Ciudad. Dado en San Sebastián a 24 de agosto de mil novecientos cuatro. -ALFONSO.- El Ministro de la Gobernación, Juan Sánchez Guerra. Sr. Alcalde del Ayuntamiento de Elda»

Durante las dos primeras décadas hay un crecimiento económico y social, que se traduce en gran crecimiento poblacional a partir de 1920. Se fundan el CD. Eldense, el Banco de Elda y otras sociedades. En 1932 el presidente de la república Alcalá-Zamora visita Elda para colocar la primera piedra en el monumento a Castelar, en la plaza del mismo nombre, y en el centenario del nacimiento del célebre personaje, recriado en esta ciudad, se inauguró dicho monumento y la plaza, contando con la presencia de Miguel de Unamuno. No obstante hay un capítulo negro en estos trepidantes años de crecimiento. En 1918 Elda no escapa a la terrible epidemia de gripe de 1918 que asola Europa, y entre agosto y noviembre fallecen 51 eldenses contagiados.
Guerra civil
En julio de 1936 comienza la guerra civil española. El verano de ese año resulta especialmente violento en Elda. Durante las primeras semanas, miembros de organizaciones de izquierdas, fundamentalmente de CNT-FAI, cometen asaltos y saqueos a viviendas de empresarios, médicos o importantes comerciantes de la ciudad, muchos de los cuales huyen. Se cometieron numerosos asesinatos, entre ellos a un grupo de guardias civiles, a 28 personas ideológicamente opuestos a su causa, simples vecinos practicantes católicos o el párroco de la iglesia de Santa Ana, Luis Abad. La iglesia fue así mismo saqueada, incendiada y derribada, quemándose las imágenes de los Santos Patronos y los retablos existentes. En agosto del mismo año se funda el SICEP (Sindicato de la Industria de Calzado de Elda y Petrel), y a través de esta formación se integraron fabricantes de Elda y Petrel por deseo expreso de sus propietarios o representantes legales. En 1937 se creó la Cooperativa Obrera de la Industria del Calzado y Similares (C.O.I.C.S.) que había cambiado su nombre anterior conocida como Industrias Socializadas del Calzado C.N.T. y en las que se integraron fábricas expropiadas por los trabajadores, tanto en Elda como en Petrel Numerosos eldenses adeptos al régimen partieron a los diversos frentes de guerra, donde algunos registros hablan de unos 60 republicanos y 5 nacionales muertos, mayormente en las Batallas de Teruel y Extremadura.
Durante la contienda, al quedar Elda alejada de los frentes, se convirtió en una importante ciudad de retaguardia de la zona republicana. Pese a que se construyeron varios refugios antiaéreos, aun existentes en la actualidad, la ciudad no llegó a sufrir ningún bombardeo. Muchas industrias adaptaron su producción a materiales militares, se instalaron varias fábricas de armamento y blindajes, como que la Unión Naval de Levante tuvo junto la estación, donde se montaban blindados UNL-35. Se ubicaron varios hospitales de guerra, como en el Casino o el Chalet de Porta, donde se recibían los heridos de los frentes. Así mismo, había casas de acogida para cientos de refugiados de Madrid. Al ser una zona alejada de los frentes preferentes, la llegada de recursos fue muy escasa, las colas en panaderías y carnicerías duraban el día entero. Desde 1937/38 la falta de alimentos y la desorbitada inflación, provocaron un grave problema con el hambre, hasta el punto que el ayuntamiento envió una misiva al gobernador refiriéndose a los niños eldenses como hijos famélicos y abocados al raquitismo. Muchas familias salían a realizar trueques de manufacturas por alimentos, en provincias limítrofes, sobre todo Albacete, donde podían abastecerse de harina.
Al final de la guerra, en febrero de 1939, la posición estratégica de la ciudad, hace que Elda acabe siendo de facto la última capital de la II República. El presidente Juan Negrín se escondió en la finca de El Poblet (Petrel), cercana al pantano, la cual recibió el nombre en clave de Posición Yuste. Así mismo, también se alojó en la ciudad el politburó del PCE, con la mayoría de miembros más destacados, como Dolores Ibárruri, Vicente Uribe, Enrique Lister, Hidalgo de Cisneros, Álvarez del Vayo, Rafael Alberti, Juan Modesto, o los famosos comisarios soviéticos del Komintern Stepanov, y Palmiro Togliatti. Se escondían en chalets y casas acomodadas de la burguesía local que fueron incautadas, en Ciudad Vergel, y en la salida de la carretera de Alicante, lugar que se conoció como Posición Dakar. Se celebraron consejos de ministros, y las Escuelas Nacionales (Padre Manjón), fueron desalojadas para albergar sedes ministeriales. En Elda tuvieron lugar importantes reuniones, como las mantenidas entre el presidente Negrín y el coronel Casado, quien días después protagonizaría un golpe en el seno republicano que provocaría la derrota definitiva de su bando.
El 6 de marzo, tras celebrar la última reunión en España del gobierno republicano, todos los dirigentes comunistas se enteran del golpe de Casado. Deciden huir del país, y abandonaron Elda para dirigirse al entonces aeródromo militar del Hondón, en Monóvar, desde donde huyeron en aviones hacia Orán y Toulouse. El 26 de marzo se lanza la ofensiva final. El último ayuntamiento republicano se disolvió al día siguiente, y el día 28, varios miembros locales del bando nacional se hicieron con el control del mismo. El día 30 hicieron entrada en Elda las tropas italianas de la División Littorio, comandadas por el general Gambara, que tras dar como tomada la ciudad, y cerciorarse de la no presencia de mandatarios republicanos en sus últimas posiciones, prosiguieron hasta tomar Alicante, dando así por finalizada la guerra.
Desarrollismo y actualidad
Tras los duros años de posguerra, marcados por la escasez, el aislamiento y el estancamiento económico... a partir de los años 1950 tiene lugar la época del desarrollismo. La industria del calzado vuelve a vivir una época dorada, las fábricas se multiplican, al tiempo que se vive una explosión demográfica sin precedentes en la provincia. Miles de familias llegadas de toda España vienen a Elda, a la vez que crecen rápidamente los barrios de aluvión. La ciudad se convirtió en pionera, con la fundación en 1960 de la primera Feria Internacional de Calzado en España, hecho que marcará definitivamente la posición de Elda como capital nacional del calzado en aquellos años.

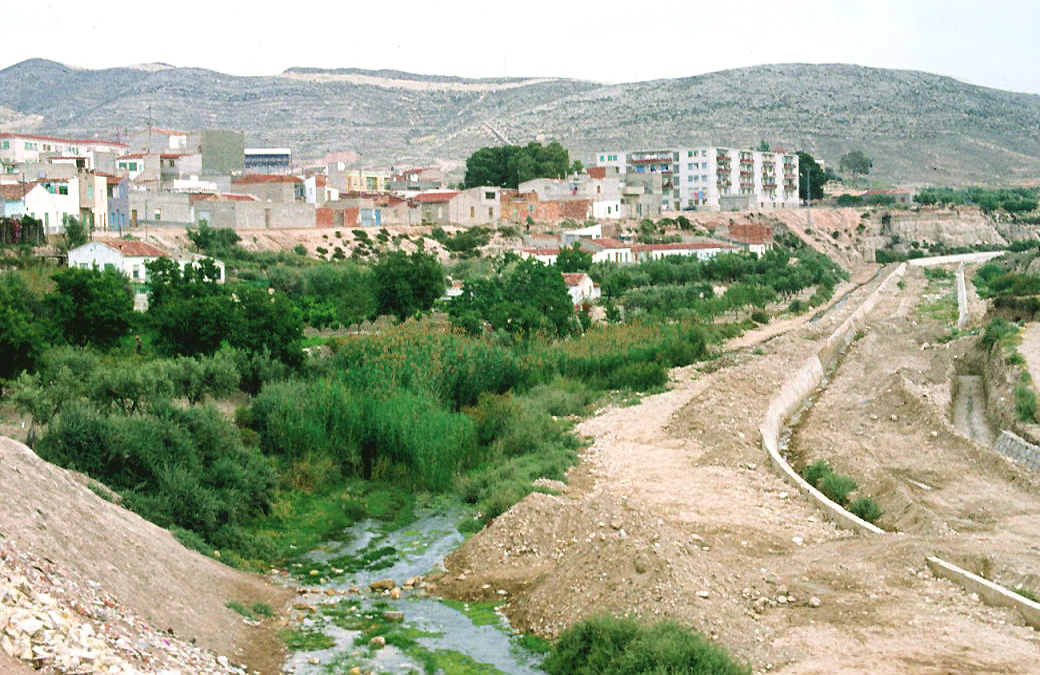
Río Vinalopó y Elda a finales de la década de 1970

Tras la restauración democrática de 1977, se comienzan a regenerar algunos espacios urbanos. Se construyen servicios como el Hospital General en 1983, el nuevo Mercado Central en 1984, o más adelante hitos urbanos como la avenida de Ronda en 1993, la plaza Mayor en 1994 o el Museo del Calzado «José María Amat Amer» en 1999, inaugurado por la infanta Elena. En los 80 la FICIA se convirtió en IFA, Institución Ferial Alicantina, siendo el único palacio de congresos de la provincia. Sin embargo a principios de los 90 la institución ferial se traslada a Torrellano, y comienza el declive local. Durante las décadas de los 1990 y 2000 la ciudad vive un largo periodo de estancamiento económico y poblacional. La crisis que sufre el calzado debido a la feroz competencia del mercado asiático y la deslocalización ha lastrado la industria local, que se ha visto más agravada desde el inicio de la crisis económica general desde 2008. Otros aspectos también han influido, como la gran degradación que sufre el casco antiguo y sus barrios aledaños, la creación de guetos de marginalidad, el tráfico de drogas, o episodios de grave inseguridad ciudadana como los vividos entre 2000-2003, han provocado que ese estancamiento se alargue en el tiempo. Esa tendencia se ha revertido algo desde el inicio de la última década, al crearse nuevas áreas de expansión urbana con mayor calidad de vida y regenerarse algunas zonas del centro urbano.

## Demografía
Elda cuenta con una población de 53 818 habitantes (INE 2024).
| Gráfica de evolución demográfica de Elda entre 1842 y 2021                                                          |
| |
| Población de derecho según los censos de población del INE Población de hecho según los censos de población del INE |

Siglos XIII a XIX
| Año  | Población |
| ---- | --------- |
| 1315 | 1200      |
| 1350 | 870       |
| 1355 | 830       |
| 1366 | 351       |
| 1500 | 910       |
| 1510 | 968       |
| 1565 | 1445      |
| 1595 | 2250      |
| 1608 | 2200      |
| 1609 | 480       |

| Año  | Población |
| ---- | --------- |
| 1653 | 812       |
| 1663 | 972       |
| 1705 | 1832      |
| 1718 | 1539      |
| 1730 | 2280      |
| 1740 | 2657      |
| 1760 | 2830      |
| 1767 | 3101      |
| 1790 | 3915      |
| 1800 | 3988      |

| Año  | Población |
| ---- | --------- |
| 1835 | 3696      |
| 1860 | 4085      |
| 1877 | 4337      |
| 1900 | 6131      |
| 1950 | 20 699    |
| 1960 | 28 751    |
| 1980 | 53 117    |
| 1990 | 57 515    |
| 2000 | 51 501    |
| 2009 | 55 186    |

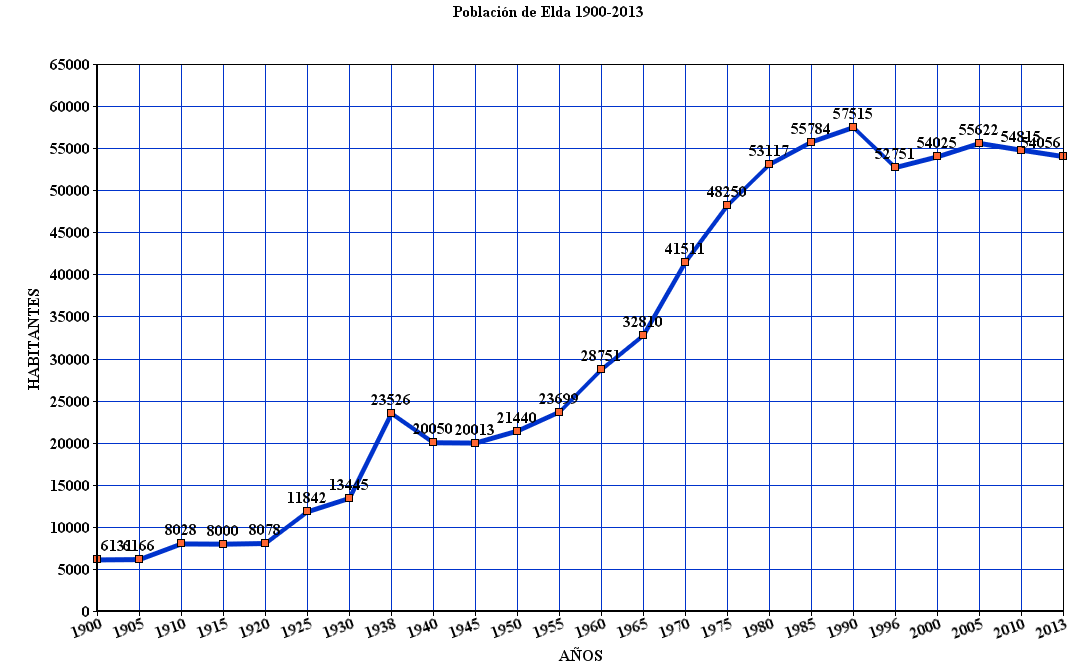
Evolución de población de Elda 1900-2013

No existen datos sobre cuanta gente vivió en Elda durante las épocas antiguas. No es hasta la reconquista cuando comienzan a obtenerse las primeras cifras. No obstante, la historia demográfica más antigua es difícil de establecer con absoluta certeza, dado que los censos con los que se ha elaborado por los historiadores se han basado en los contribuyentes a la Corona. Se sabe que la comunidad cristiana llegó a poblarla en el siglo XIII con no más de 130 personas que se asentaron alrededor de lo que hoy se conoce como ermita de San Antón, siendo el número de residentes no cristianos cinco veces superior.
En el siglo XIV, la población sufrió drásticas pérdidas. En 1348 como consecuencia de las epidemias de peste que asolaban la zona, más alante por la guerra de los dos Pedros, de singular impacto en una zona fronteriza como la eldense. A principios del siglo XVI se incrementó la población, a pesar de la expulsión de las familias judías, que con unos 30 miembros, no eran muy numerosas en Elda. A lo largo de éste siglo la población morisca representaba entre el 75 y el 80 % del total de la villa, que alcanzó los 2250 vecinos en 1595. Con la expulsión de los moriscos el 4 de agosto de 1609, Elda perdió el 83 % de población (unos 1750 vecinos), quedando únicamente unos 480 habitantes. Pese a que tras la expulsión se concedió Carta Puebla, en 1663, 54 años después, la villa solo contaba con 972 habitantes y la procedencia de los repobladores, salvo contadas excepciones, era de poblaciones cercanas, dentro lo que hoy es la provincia. La recuperación demográfica de Elda será paulatina, y habrá que esperar a la explosión demográfica del siglo XVIII, hasta que en 1730 la villa vuelva a tener una población similar a los 2200 habitantes que había antes de la expulsión. No obstante durante la centuria de 1700 se duplicó la población, desde unos 1800 habitantes de principios de siglo, a unos 4000 al acabar.
Siglos XIX, XX y actualidad
El siglo XIX, de gran prosperidad y desarrollo demográfico en toda España, no se tradujo en un gran incremento poblacional para Elda. El año 1800 comenzó con unos 4000 habitantes, que se incrementaron hasta el 1900 hasta los 6100 eldenses. Sin embargo a lo largo del siglo se vivieron mermas de población debido a épocas de hambrunas, a migraciones pero sobre todo a duras epidemias de cólera que afectaron a varias zonas del país. En 1855 hubo más de 800 infectados, y en otra más dura en 1885, llegó a fallecer el 10 % de eldenses. Es en los últimos años, con la evolución industrial, cuando la población empieza verdaderamente a crecer.
Al comienzo siglo XX, el rápido desarrollo de la industria del calzado provocó un espectacular crecimiento demográfico. En 1910 se alcanzan los 8000 habitantes, creciendo en una década lo mismo que todo el siglo anterior. En esa época llegan a la ciudad vecinos de comarcas cercanas con experiencia zapatera, llegando gente mayoritariamente de Almansa, Villena y Yecla. También hubo una corta oleada de inmigrantes menorquines, experimentados en el calzado, conocidos aquí como los mahoneses. A partir de 1920 se vive un gran repunte de población, llegando a mitad de los años 1930 a rozar los 20 000 vecinos. Algunos documentos apuntan que durante la guerra es posible que incluso se rebase esa cifra, al recibir Elda refugiados de los frentes. Tras la guerra, sin embargo, hay una importante pérdida de población, entre refugiados retornados, y eldenses muertos o desplazados por la contienda.
Durante los años 1940, la población permanece estancada en los 20 000, pero se vuelve a la senda alcista desde 1950 en adelante, dando comienzo a una gran explosión demográfica. De este modo en 1960 se sobrepasan los 28 000, en 1970 se pasan los 40 000 y la cifra de 50 000 se alcanza antes de 1980. En estas décadas el crecimiento se debe sobre todo a migraciones procedentes fundamentalmente de las provincias de Albacete, Murcia, Almería, Jaén, Badajoz y Cádiz. Así mismo, siguieron llegando pobladores de otros municipios de comarcas vecinas.
El pico histórico de población se da en Elda en el año 1990, con 57 515 habitantes. Desde entonces, vive un estancamiento demográfico, con años de aumento y de retroceso. Las causas iniciales han sido urbanísticas, ya que en los 80-90 en Elda no había suficiente vivienda nueva para cubrir la demanda. Petrel, sin embargo generó una gran área de expansión en La Frontera, y durante años construyó cientos de viviendas modernas, con amplias calles y zonas verdes, que además, eran sustancialmente más baratas que en Elda. Esto provocó un amplio éxodo de la juventud eldense hacia Petrel, que provocó una inversión proporcional de los datos de crecimiento de ambos: los habitantes que perdía Elda, los ganaba Petrel. Durante los años 1990 no obstante, ha habido otros motivos económicos. La crisis industrial a la que se enfrenta el calzado desde hace dos décadas, sumada a la actual crisis económica, ha provocado que numerosos vecinos, sobre todo jóvenes, migren a otras ciudades en busca de empleo.
En el periodo 1990-2014 el estancamiento poblacional de Elda ha sido notorio respecto al ritmo ascendente de otras ciudades de la región. De esta forma se pasó de ser en 1990 el cuarto municipio de la provincia y el sexto de la comunidad, a ocupar el octavo puesto provincial, y el decimocuarto autonómico en el año 2012.
Según los datos facilitados por el INE, a fecha 1 de enero de 2017, la ciudad de Elda arrojaba un índice de población de 52 745 habitantes, una cifra muy similar a la de 1996 (52 271). La pérdida de población en un año (2015 a 2016) fue muy significativa, alrededor de 500 personas. La ralentización de la industria principal, la de fabricación de calzados y conexas, por la que decreció el número de nuevos establecimientos industriales, la carencia de diversificación industrial que pudiera absorber la pérdida de puestos de trabajo en el sector zapatero, apuntan como posibles causas de esa despoblación.
| Posición | Nacionalidad | Población |
| -------- | ------------ | --------- |
| 1.ª      | Colombia     | 593       |
| 2.ª      | Rumania      | 457       |
| 3.ª      | Marruecos    | 302       |
| 4.ª      | Ecuador      | 228       |
| 5.ª      | Ucrania      | 133       |
| 6.ª      | Argelia      | 130       |
| 7.ª      | China        | 101       |
| 8.ª      | Argentina    | 92        |
| 9.ª      | Polonia      | 75        |
| 10.ª     | Pakistán     | 71        |
| 11.ª     | Italia       | 69        |
| 12.ª     | Bolivia      | 66        |
| 13.ª     | Paraguay     | 49        |
| 14.ª     | Venezuela    | 47        |
| 15.ª     | Reino Unido  | 45        |

Ciudad Joven
Un informe elaborado por la Fundación de La Caixa, situaba en el año 2000 a Elda como la ciudad más joven de todo el país. Así, el 40 % de la población tenía menos de 15 años y la edad media en el censo era de tan solo 27 años, siendo la única ciudad de todo el Estado con más de 50 000 habitantes que conseguía estos resultados. Sin embargo, informes posteriores de la misma fundación, señalaban que en 2001 la media de edad era de 39,1 años y de 39 en 2002. Petrel, por su parte, registraba 35,8 y 36 años de edad media en los informes de 2001 y 2002 respectivamente.

### Inmigración
Según los datos arrojados por el INE sobre el 1 de enero de 2013, el número de habitantes extranjeros de Elda es de 3046, lo que supone el 5,63 % de la población de la ciudad. Hay población procedente de todos los continentes excepto Oceanía. Por continentes, el grupo más numeroso es el procedente de América con 1270 habitantes. Le siguen los europeos con 1068, de los cuales 838 son comunitarios y 230 no comunitarios. Los procedentes de África son 487 y los de Asia 221. Desde el estallido de la crisis en el año 2008, la población extranjera ha disminuido en 666 habitantes.
Por países, los tres primeros puestos los ocupan Colombia, Rumanía y Marruecos. Respecto a los datos de 2008, poblaciones como las de colombianos y argentinos descienden a la mitad. En contra, aumentan los vecinos provenientes de Rumanía, Ucrania, Argelia y sobre todo de una nueva procedencia que anteriormente no se daba en la ciudad, Pakistán. Si bien es cierto que no todos los casos de descenso de inmigrantes de deben a retornos, y algunos casos se deben a extranjeros que han obtenido la nacionalidad española.
Pirámide poblacional
Pirámide poblacional de Elda en 2009

### Urbanismo
Origen y villa amurallada

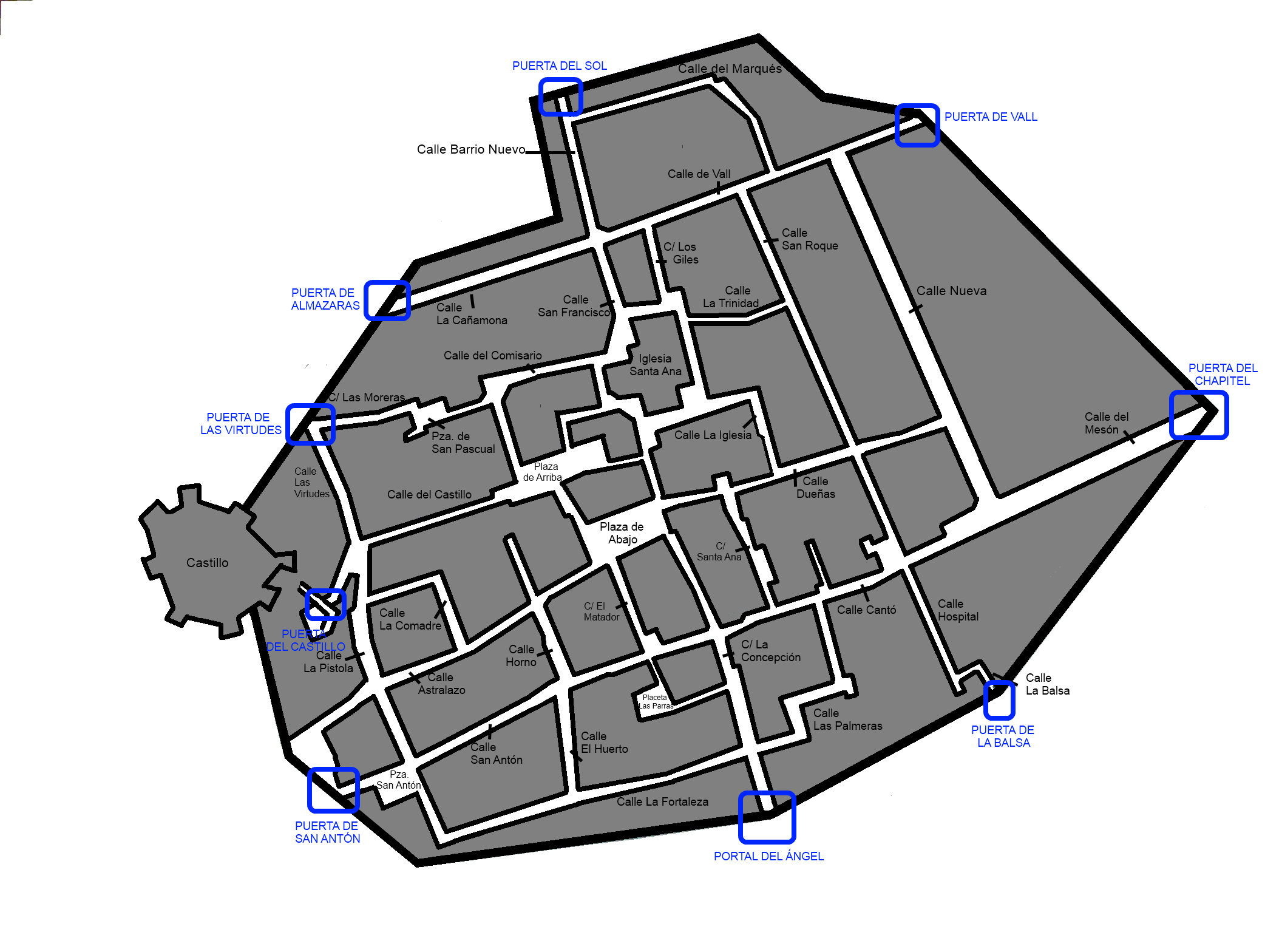
Mapa de Elda en 1834

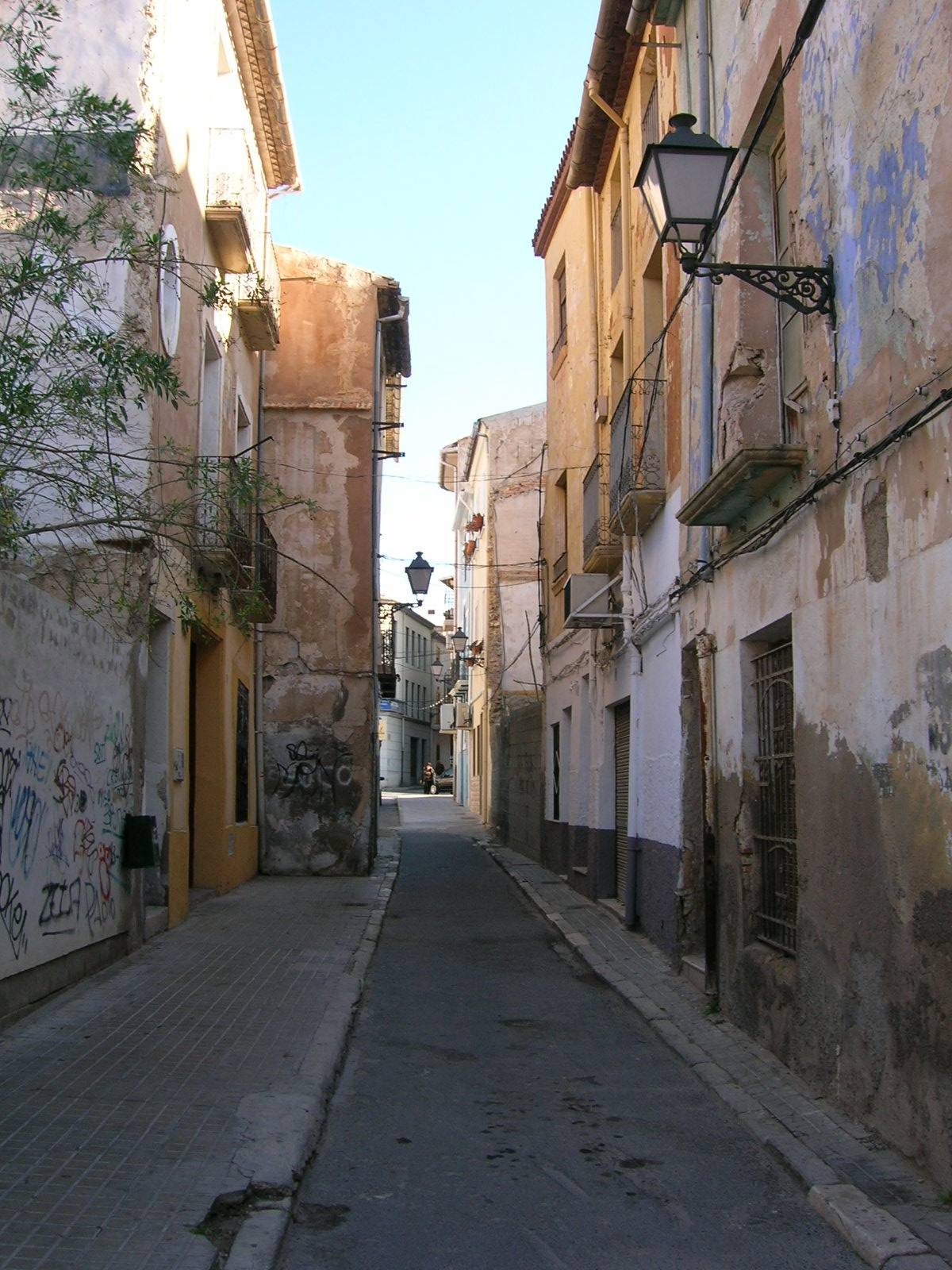
Calle La Purísima, muy deteriorada

El actual trazado urbano de Elda tiene su origen en la Alta Edad Media, cuando los moriscos abandonan definitivamente el antiguo emplazamiento del Monastil para urbanizar la zona llana. El casco urbano empieza a formarse alrededor del castillo por la defensa que este ejerce. Desde la reconquista hasta varios siglos después, la villa no crece más allá de lo que hoy sigue siendo el casco antiguo. El trazado urbano es típicamente morisco, muy irregular, con callejuelas estrechas, callejones sin salida, y numerosas plazuelas. Los puntos neurálgicos de la villa eran sus plazas de Arriba y Abajo. Los cambios más significativos se dan en el castillo, que deja de ser una fortaleza meramente defensiva para convertirse en un palacio, residencia de los condes, y que contará con la primera iglesia y primer cementerio cristianos. Desde el siglo XVI en adelante, la antigua mezquita mayor se convierte en iglesia y se amplía. Se abren algunos viales nuevos, más rectos y espaciosos, como la calle Nueva, y las de Vall, San Roque, o del Mesón.
Elda no tenía una muralla defensiva como tal, pero sí era una villa murada. Contaba con un muro de mampostería que unos 90 cm de grosor, que circundaba la parte trasera de las viviendas del extrarradio hasta formar un cerco completo. En ocasiones eran las viviendas las que se construían adosadas al propio muro. Toda la villa estaba murada, y se comunicaba con el exterior a través de las diversas puertas o portales, que había en los accesos de las principales calles. Las puertas se cerraban a la puesta de sol, o bien al toque de las campanas de la misa de la tarde. La villa permanecía cerrada hasta el alba, quedando prohibida la entrada de extraños durante la noche. A partir del siglo XVIII también se contó con iluminación por medio de lámparas de aceite colocadas en algunos portales, o puntos estratégicos del trazado urbano. Con este recinto murado, la villa se protegía de los peligros cotidianos, ya fuera frente bandoleros y saqueadores, o frente epidemias y enfermedades.
Crecimiento 1890-1950

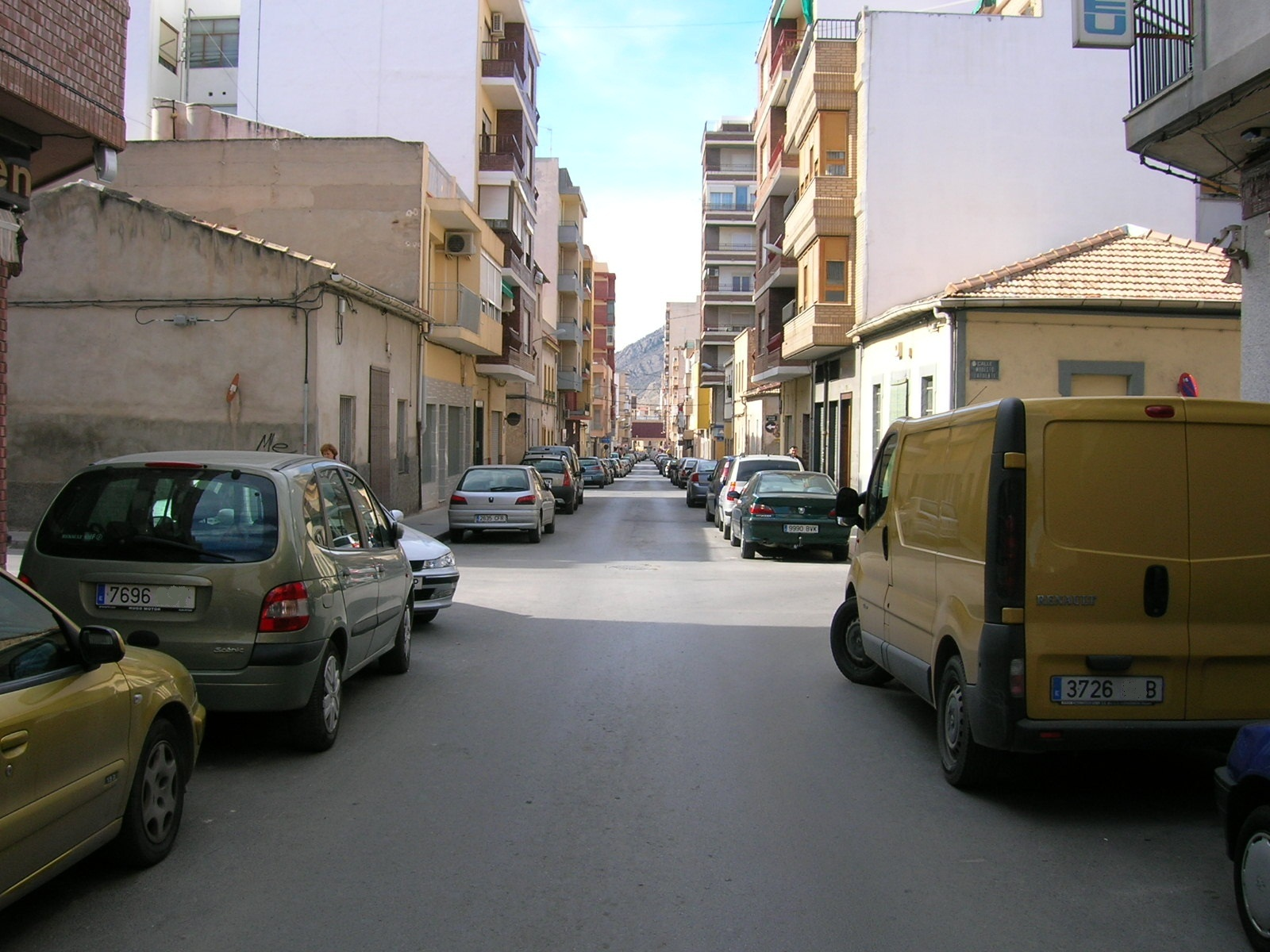
Calle típica de La Fraternidad

Desde mediados del siglo XIX los muros comienzan a desaparecer, y la creciente industria trae un aumento de población, que genera grandes problemas de hacinamiento. En la década de 1890 comienzan a crearse cooperativas de viviendas, y otras auspiciadas por industriales como Rafael Romero. Surgen así barrios como La Prosperidad. La expansión urbana toma como eje central la carretera de Madrid, que se convierte en la calle Jardines y se crea la plaza Sagasta. Sucesivamente crecen más barrios en los accesos de las carreteras de Alicante y Monóvar. Surgen barriadas humildes separadas del núcleo urbano, en laderas de cerros como el Altico de San Miguel.
En los años 1920, con el aumento de población, se crean las llamadas sociedades de casas baratas, que constituyen el definitivo despegue del ensanche eldense, dando lugar a grandes barrios como El Progreso y La Fraternidad. Durante la década de 1930 la expansión continúa, y comienza a divisarse un reparto de la población por zonas en función de las rentas. La masa de población trabajadora habita el amplio ensanche que crece en dirección a Petrel. Los industriales y burgueses construyen grandes casas señoriales en calles como Nueva, Jardines, Antonino Vera, y fundan un barrio de chalets en las afueras, Ciudad Vergel. En cambio las clases más humildes ocupan el recién creado barrio de Tenerías, y barriadas junto al río y la carretera de Monóvar, como la Tafalera, Caliu o Molinos de Félix. En aquellos años se construyen hitos urbanos como la plaza Castelar, un nuevo ayuntamiento, o un sólido puente de piedra hacia la estación. La rápida expansión vislumbra proyectos, como un gran bulevar desde el centro, a través de Reina Victoria hacia la carretera de Alicante, que nunca llega a hacerse. Los constructores reclaman al ayuntamiento de Petrel que respete el trazado de las calles, surgiendo los primeros trazos del barrio La Frontera.
Desarrollismo y estancamiento 1950-2000

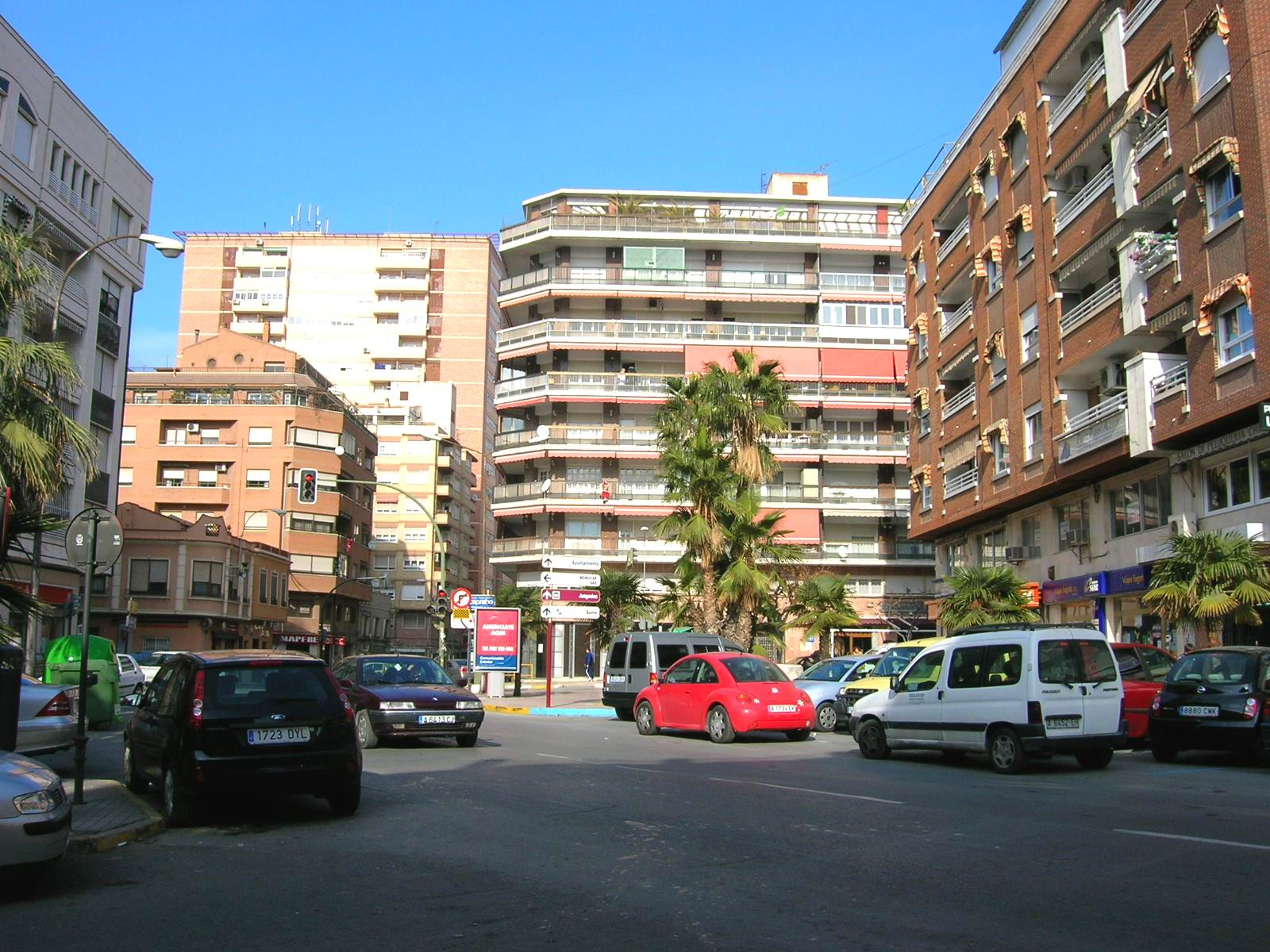
Cruce Chapí con Padre Manjón, ensanche de la década de 1970

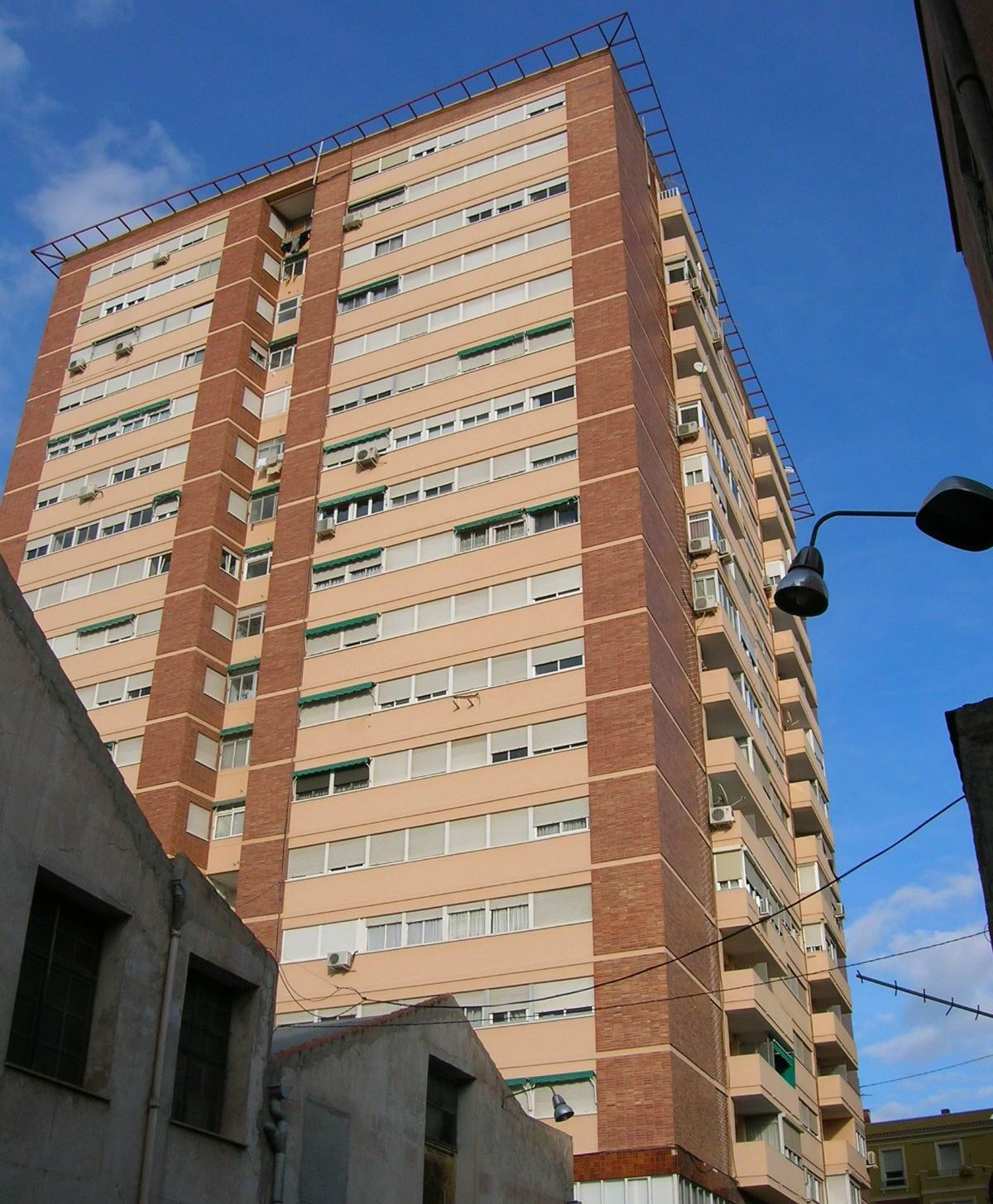
Edificio Elda

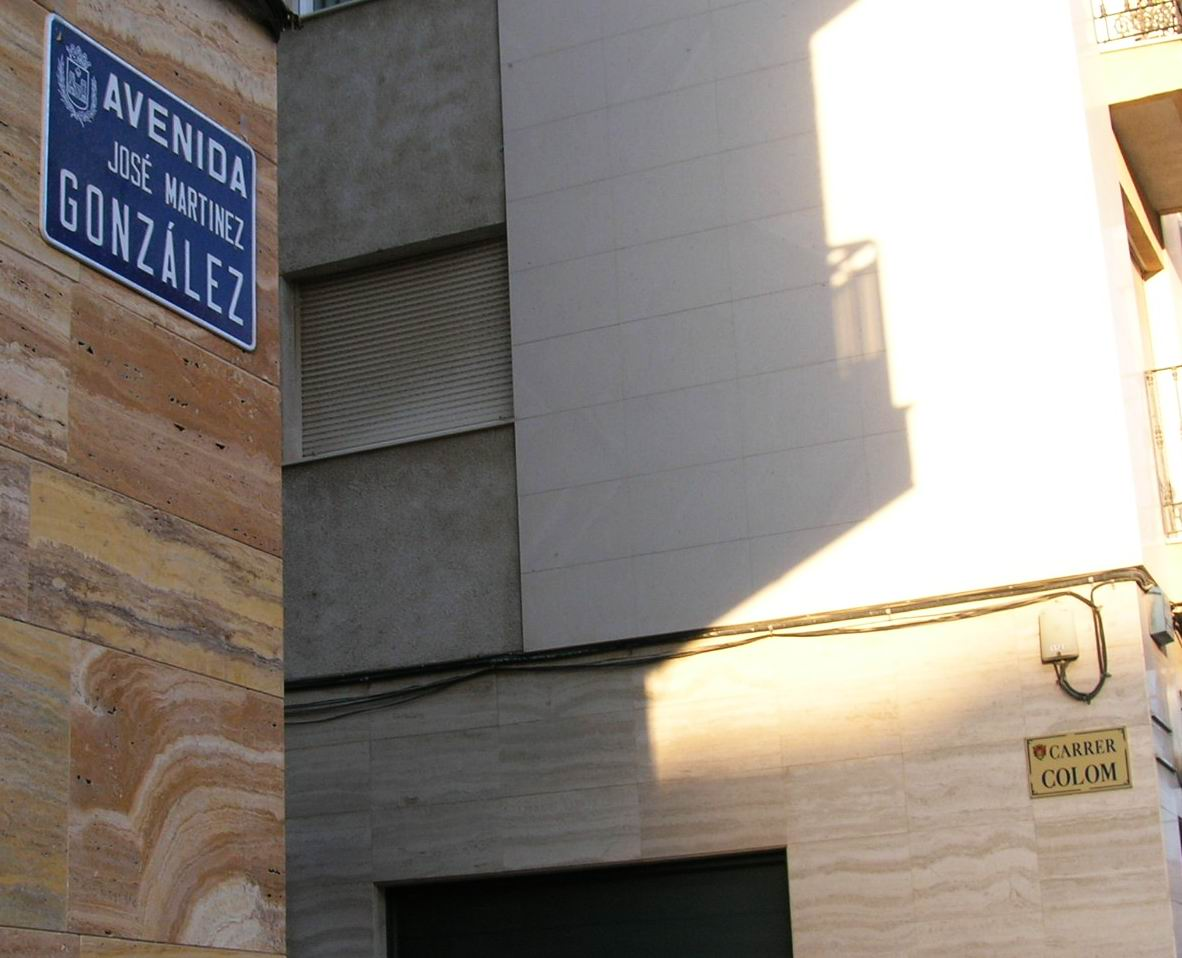
Detalle placas en la frontera Elda-Petrel

Tras la guerra, hay un parón urbanístico que no resurge hasta los años 1950, cuando el proteccionismo franquista elabora el Plan Nacional de Vivienda. Surge así el barrio Virgen de la Cabeza, junto al lavadero y el solar del antiguo manicomio provincial. La ciudad había crecido de forma caótica, sin planificación alguna, y tenía grandes carencias. El alcalde Martínez González elabora un primer plan urbanístico, que planifica un crecimiento del ensanche respetando un plano ortogonal, no obstante, un plan muy rudimentario y especulativo, que dejaba muchas carencias. Se pavimentan todas las calles que no lo estaban, y se construye un gran bulevar central que lleva su nombre, la Gran Avenida, que será la principal arteria del centro. Durante las décadas de 1960 y 1970 en tiempos de Porta, la ciudad vive su mayor explosión. Siguen creciendo barrios a una grandísima velocidad, pero con una mala planificación, surgiendo así la Nueva Fraternidad, la Ficia, Trinquete, o barrios de extrarradio como Las 300, San Francisco, Huerta Nueva o Caliu. El desorden es criticado, el ensanche tiene calles estrechas, que limitan la altura de los edificios. Además fábricas, naves, viviendas o el recinto ferial, acaban mezclándose todos en el casco urbano de forma desordenada. Las carreteras seguirán siendo ejes verebradores, creando las calles Santa Bárbara, Jardines y Av. de Chapí sobre la nacional, los barrios de Estación y Torreta junto la carretera de Sax o Virgen de la Salud en la de Monóvar.
El crecimiento económico da lugar a la construcción de grandes edificios que reflejan el poder industrial, tales como el edificio Ernes, el 2 de mayo, el San Cristóbal, el Monumental, incluso de más de 20 plantas como el Edificio Elda. En aquellos años surge el barrio de La Frontera, y con él, la conurbación de Elda-Petrel. Las constructoras hacían crecer el ensanche hacia el pueblo vecino, de modo que se construyó un gran vial, la avenida de Madrid, que es la línea que oficiosamente se consideraba como frontera. En torno a ella crece un populoso barrio, habitado mayoritariamente por gente de Elda, pero fuera de su término, que a su vez, quedaba apartado varios km del centro urbano de Petrel. Este hecho dio lugar a una serie de conflictos que provocaron que en 1969 el alcalde Antonio Porta, solicitase al gobierno la fusión de Elda y Petrel, y si esta no se efectuaba, se cambiasen al menos las lindes para que Elda pudiera incluir en su municipio dicho barrio de la Frontera. Ambas propuestas fueron rechazadas por Petrel. No obstante años más tarde acaba fundándose una mancomunidad para trabajar sobre temas comunes.
En la transición, los nuevos gobiernos dotan la ciudad de numerosos servicios de los que carecía, como un Hospital General, nuevos colegios e institutos, nuevas redes de aguas y alcantarillado, etc. En los años 1980 hay una desaceleración, y es momento de replantearse el modelo de ciudad. En 1985 se elabora el primer PGOU para la ciudad, que lega una planificación del suelo para los próximos años. A su vez se elaboran grandes obras como la construcción de dos nuevos puentes sobre el Vinalopó, el encauzamiento del trazado urbano del Vinalopó y la creación de un gran parque en su ribera. La esperada creación del primer polígono industrial en Campo Alto, permite la salida de un gran número de industrias del casco urbano. Durante esta década, la principal zona de expansión es la avenida de Alfonso XIII. Cabe destacar la construcción de plazas en espacios degradados del centro, como la plaza del Zapatero, la plaza Porpetta, o la plaza Mayor, construida por iniciativa privada de Maisa.

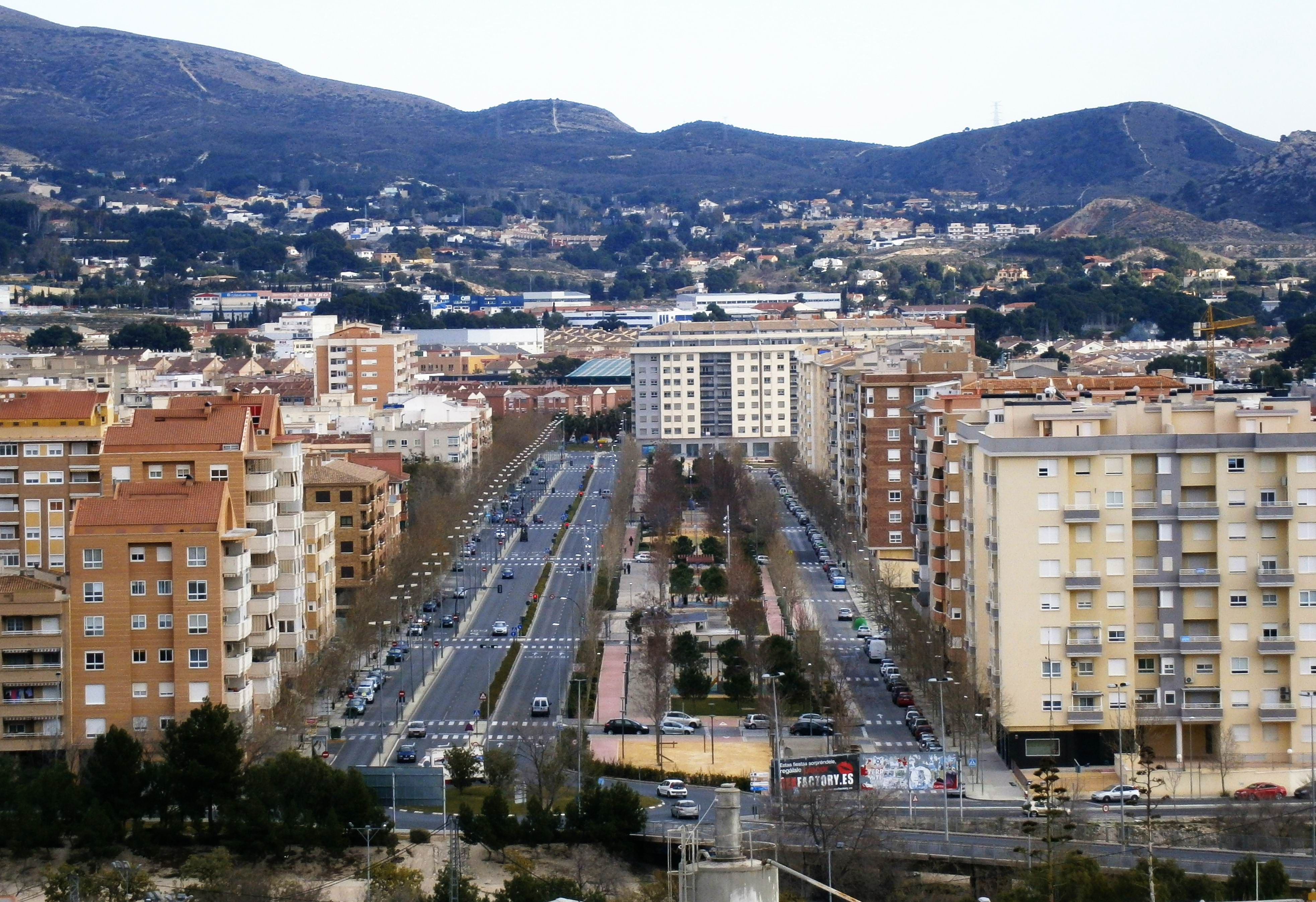
Avenida de Ronda. Sector oeste

En 1993 se construye el más importante hito urbano de las últimas décadas, la avenida de Ronda. Una gran avenida de 1 km de larga que comunica el puente del CEE con la plaza del Ejército Español, suponiendo una conexión rápida entre las carreteras de Monóvar y Alicante. Esta vía cierra por el sur todos los barrios inconexos de la zona. Durante los años 1990 se convierte en la nueva zona de expansión, y numerosos edificios grandes y modernos comienzan a construirse en la avenida y sus barrios aledaños. Se construye el vial de la Ronda Norte, uniendo las rotondas de La Melva y Santo Negro, descongestionando el sinuoso trayecto a través de los barrios de Estación y Torreta. Paralelamente, durante los 80 y 90, los problemas con las drogas y las etnias, dan lugar al desarrollo de barrios conflictivos como Almafrá y Caliu, o la proliferación de guetos chabolistas, en zonas como las ramblas del Sapo y Melva, pero sobre todo, en la Tafalera. El efecto chabolista se ha ido extendiendo a barrios limítrofes como Tenerías-Monte Calvario o el propio casco antiguo.
Siglo XXI

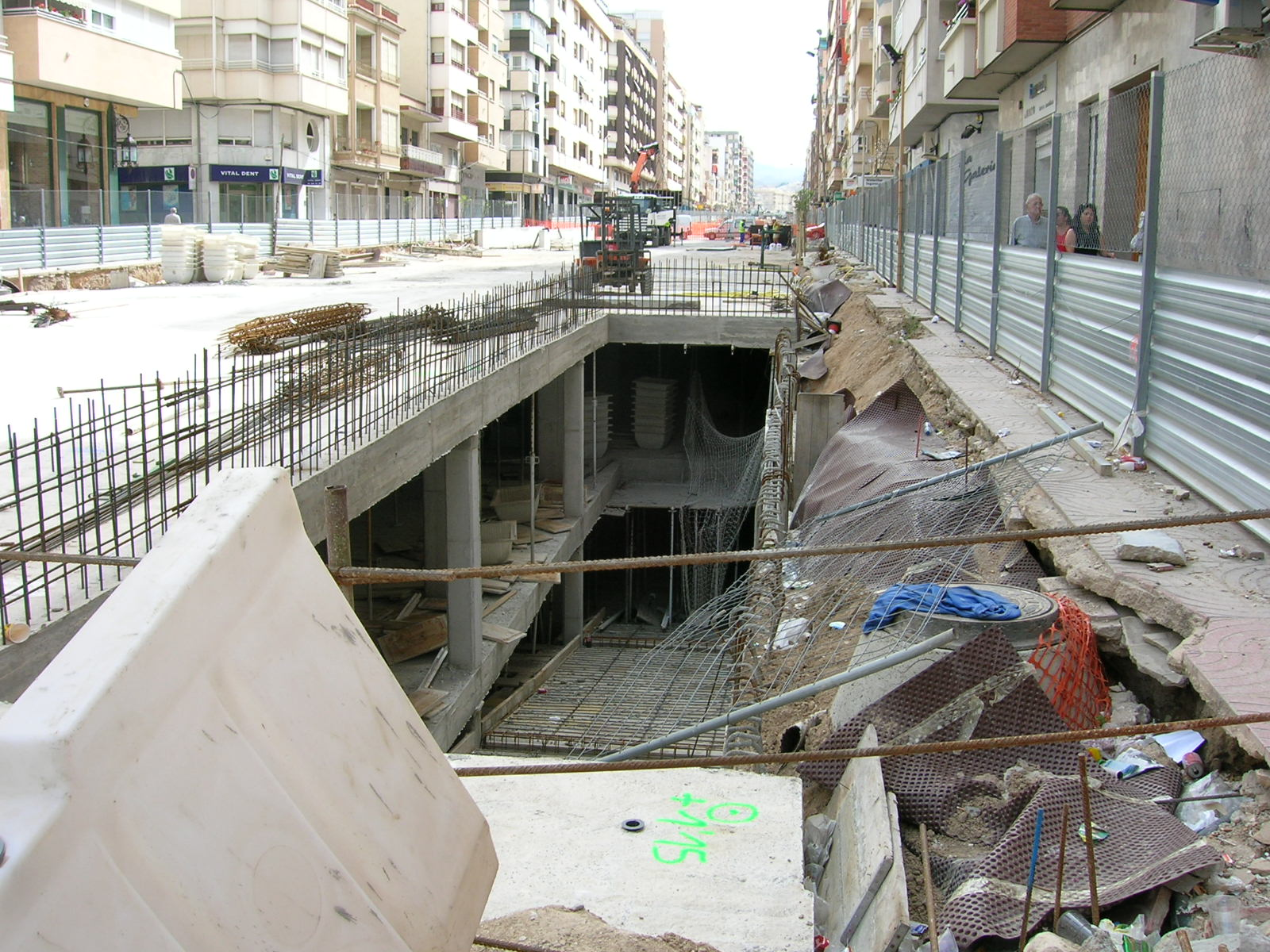
Obras en la Gran Avenida en 2006

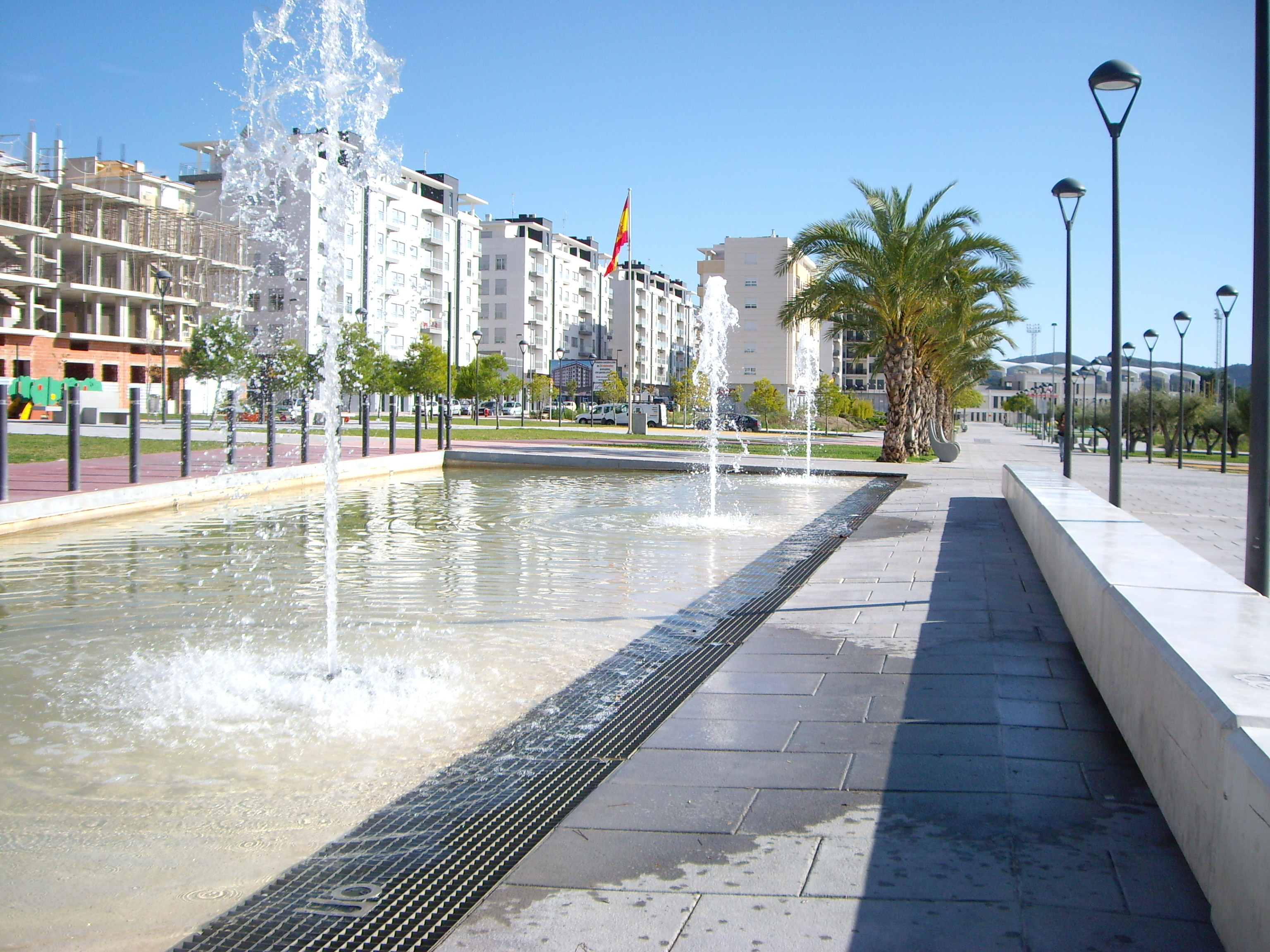
Parque lineal del sector 9

Desde el 2000, la avenida de Ronda, con 2 kilómetros de longitud, se consolida como zona de expansión. En su sector occidental se ha desarrollado el Sector 9, una zona de grandes bulevares con dos parques lineales, donde se han levantado grandes edificios con urbanizaciones privadas y bajos comerciales, que han convertido el lugar en una creciente zona de ocio y esparcimiento. Acoge además el nuevo estadio de fútbol. En el sector oriental de la misma, entre las avenidas de Ronda y Mediterráneo, se ha ido construyendo un gran barrio compuesto por chalets adosados y acomodadas viviendas unifamiliares.
La especulación desde 1990 hizo que se otorgaran licencias para construir el barrio de adosados antes de estar diseñado el trazado de las calles. Esto provoca que en 2002, cuando la Av. de Ronda se prolonga hacia el este, esta se encuentre con casas construidas que le impiden salir hacia la carretera como estaba previsto. La que iba a ser la principal arteria de la ciudad, acaba trazándose con una pronunciada curva hacia el sur, muriendo condenada en una rotonda sin salida junto a la Rambla de Bateig. El Supremo llega a dictar una sentencia de demolición para más de 120 casas ilegales, mientras el ayuntamiento seguía otorgando licencias en la zona. Hoy se trata de modificar el PGOU para tratar de legalizar el sector Puente Nuevo y evitar las demoliciones. Al calor de la burbuja inmobiliaria, el alcalde Azorín llegó a presentar para las elecciones de 2003 un proyecto para urbanizar la zona montañosa de Las Cañadas y El Tite, construyendo un campo de golf con 7200 viviendas, en una trama urbanística por el que es imputado judicialmente en 2014.
Durante la última década ha habido no obstante importantes obras urbanas. La construcción de la Ronda Sur, que permite un acceso directo a la carretera de Monóvar; a este respecto cabe señalar que la Diputación de Alicante iba a realizar de forma inminente la conexión y trazado de la Ronda Norte y el acceso a la autovía del Mediterráneo en la zona próxima a la subestación de Iberdrola, sin embargo quedó totalmente paralizada la ejecución en 1999, a pesar de las gestiones para reactivarla que llevaron a cabo, tanto el equipo de gobierno como la oposición en el Ayuntamiento. El plan antirriadas, con la construcción de una importante red para aguas pluviales por donde discurrían antiguas ramblas en centro urbano. La construcción del polígono Finca Lacy que duplica el suelo industrial, y la Av. del CEE que conecta la ciudad con los 2 grandes polígonos. En 2006 se construyó un gran aparcamiento subterráneo en la Gran Avenida y una remodelación de la superficie. La reurbanización de Ronda, la creación de la plaza de la Ficia, o la creación de la zona PAC, dotando de una semipeatonalización a las principales vías comerciales, han cambiado notablemente la fisionomía de algunas zonas de la ciudad.
El Ministerio de Fomento hizo pública, a mediados de 2018, una estadística de los precios más bajos en las viviendas de la Comunidad Valenciana en poblaciones con más de 25 000 habitantes, asignando a Elda el último lugar seguidas de Petrel, Villena y Onteniente. Esto es una consecuencia de la pérdida de población y la falta de alternativas que frenen la emigración a otras zonas.
Elda se enfrenta a múltiples retos urbanísticos. La problemática del chabolismo sigue vigente, el casco antiguo se encuentra en estado de ruina, con numerosos solares abandonados y con crecientes zonas de marginalidad. Barrios del centro envejecidos y poco atractivos, sufren un rápido declive y quedan despoblados, mientras el grueso de la población se traslada en masa a las zonas de expansión. La lentitud en la construcción y el elevado precio de la vivienda, hizo trasladarse a miles de vecinos al barrio de la Frontera en Petrel. Hoy día, tras más de una década, sigue estando estancada la elaboración del nuevo PGOU que deba marcar las pautas del futuro crecimiento, como de los planes de regeneración de los barrios degradados.
Campo de Elda

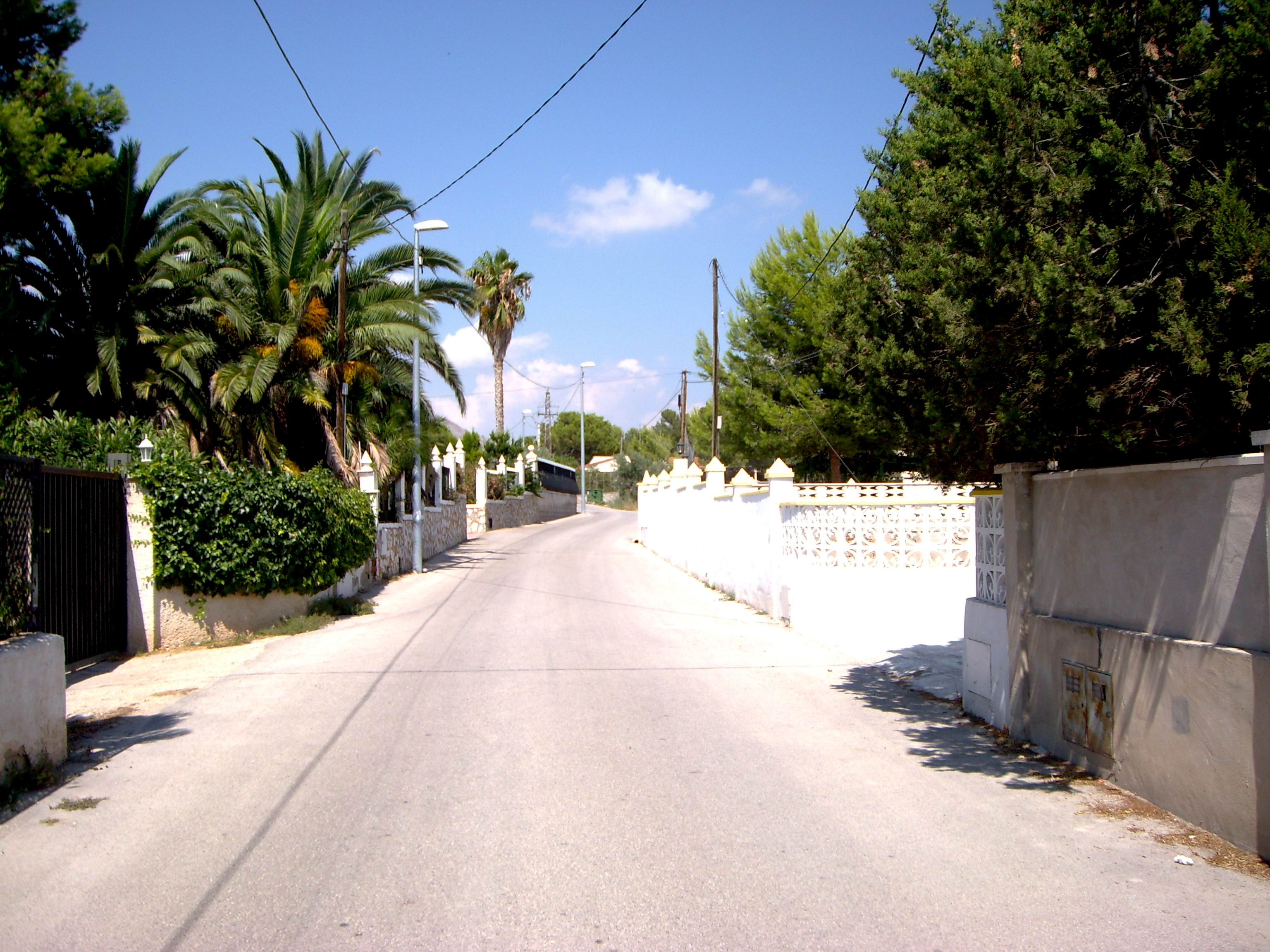
Camino Casa de los Dolores

Desde la antigüedad ha habido villas agrícolas y casas en el fértil campo eldense. En el siglo XX, la creciente población toma la costumbre de comprar pequeños campos. Lo que en un inicio eran pequeñas casas agrícolas que se usaban los fines de semana, fueron derivando en grandes casas de segunda residencia, teniendo lugar un gran éxodo hacia los campos durante los meses de verano. Durante los últimos veinte años, los principales caminos del campo eldense han sido asfaltados y dotados de iluminación, al tiempo que un gran número de fincas se han convertido poco a poco en acomodadas primeras viviendas.
Hay 3 zonas principales:
- Partida de El Chorrillo, que se encuentra en una llanura al norte de la Torreta, entre el Vinalopó y Camara.
- La carretera de Monóvar, que da acceso a numerosos chalets, en partidas como Campo Alto y Peter Ribes.
- Agualejas-Jaud: Es una zona encajonada entre la avenida de Ronda, el Vinalopó y el monte Bateig, donde se concentra la mayor parte de campo eldense. Desde la avenida surgen todos los caminos que vertebran la vega, siendo los principales los de Agualejas, Doctor Rico, Casa de los Dolores, Negret, Lumbus y La Jaud.

Barrios
Estos son los barrios en los que se divide actualmente la ciudad:
| La Torreta            | Virgen de la Cabeza | La Fraternidad   | Nueva Fraternidad      | Ciudad Vergel            |
| Numancia-Tenerías     | La Prosperidad      | El Progreso      | Plaza de Toros         | Avenida del Mediterráneo |
| Tafalera              | Casco antiguo       | Centro           | Trinquete              | La Ficia                 |
| Huerta Nueva          | Estación            | Caliu            | Virgen de la Salud     | Molinos de Félix         |
| Agualejas-Diseminados | Las 300             | Ronda - Sector 9 | San Francisco de Sales | Almafrá                  |

### Economía

#### Sector primario
Agricultura

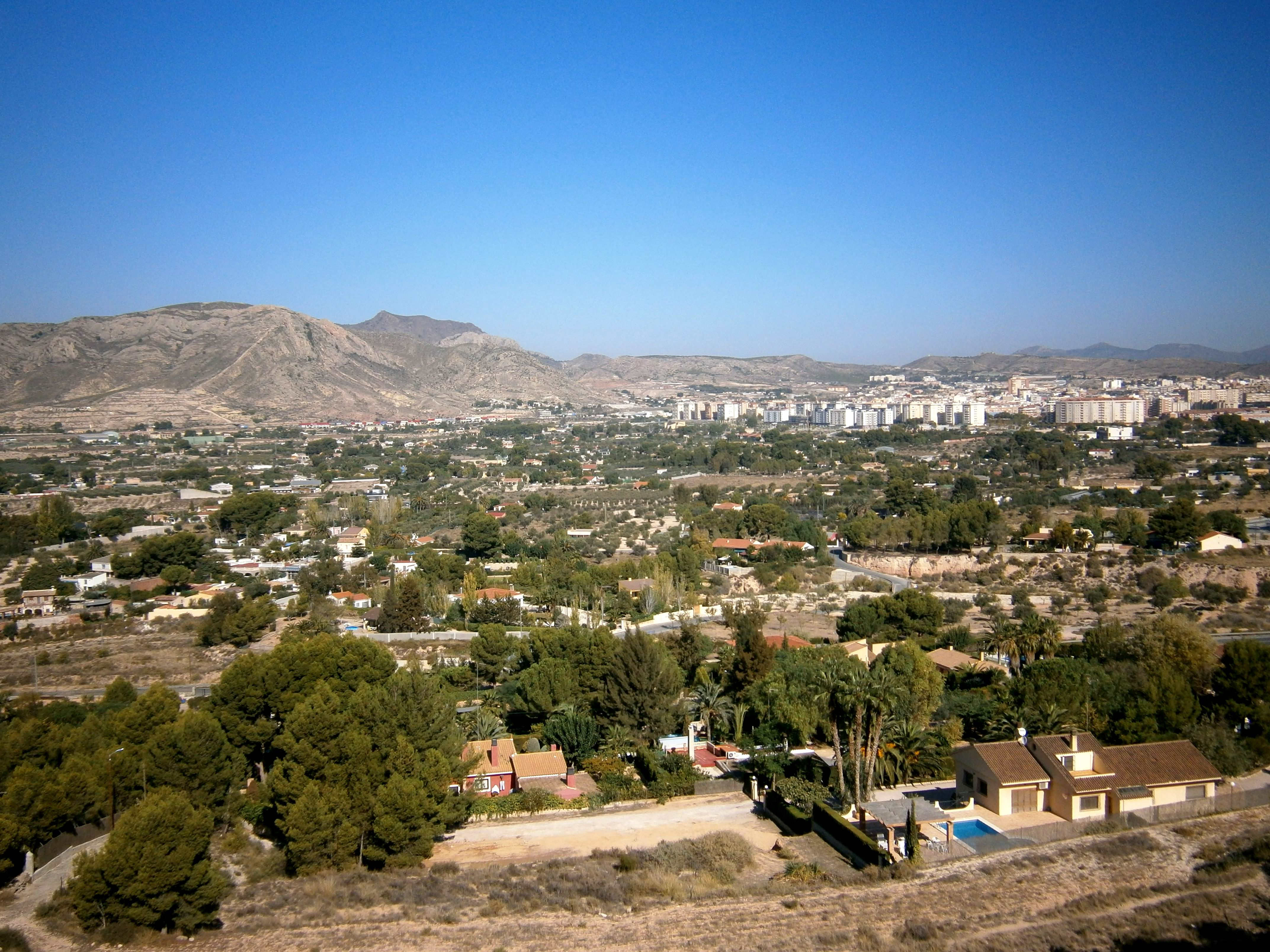
Campo de Elda, actualmente

Desde el Neolítico, la agricultura ha sido la base principal de subsistencia de los pobladores de este valle. La base principal del cultivo eran los cereales como trigo, cebada, escanda, avena y centeno. Históricamente se daban las dos especies frutales mediterráneas más típicas, la vid y el olivo, tal como podemos ver en las vasijas íberas del Monastil, que reflejan la producción de vino y aceite de oliva. Se recolectaban otros frutos de árboles de secano, como bellotas y algarrobas. Se daban algunos otros frutales, como la granada, la higuera o la palmera datilera, así como algunas legumbres, como la lenteja, el guisante, el haba o la almorta. También se puede destacar la recolección de hierbas aromáticas, como el tomillo, romero, salvia, etc.
Con la romanización, y sobre todo más adelante con la llegada de los moriscos tiene lugar un mejor aprovechamiento de las fértiles vegas del Vinalopó, con la construcción de algunas acequias y acueductos, que introdujeron más frutales de regadío, como la pera y el albaricoque. En las zonas alejadas del río y las terrazas construidas en las faldas de las montañas, se daba cada vez más el cultivo de la almendra. Pero la verdadera explosión del regadío llegó en el siglo XVII con la construcción del pantano. Desde entonces, a la par que la producción de algunos cereales secanos caía, comenzó a subir con fuerza el cultivo del panizo, que demanda más agua, así como todo tipo de hortalizas y otros frutales. El botánico valenciano Cavanilles, destaca en sus escritos de finales del XVIII la gran importancia del campo eldense, y el esmero con que se cultiva. Otros cultivos y recolecciones que han gozado de importancia a lo largo de los años han sido el del anís, la barrilla, pero sobre todo el del esparto y el lino, para la producción de fibras.

Cubren el suelo de Elda extensos viñedos, corpulentos algarrobos, multitud de moreras, frutales y preciosos cuadros de hortaliza../.. Producen trigo, cebada, panizo, aceite, vino, anís, higos, albaricoques, manzanas, otras frutas, legumbres y hortalizas; sostiene un poco de ganado lanar, alguna caza de perdices y conejos; y pesca de barbos en el río.
(Madoz, 1847, pp. 463-464)

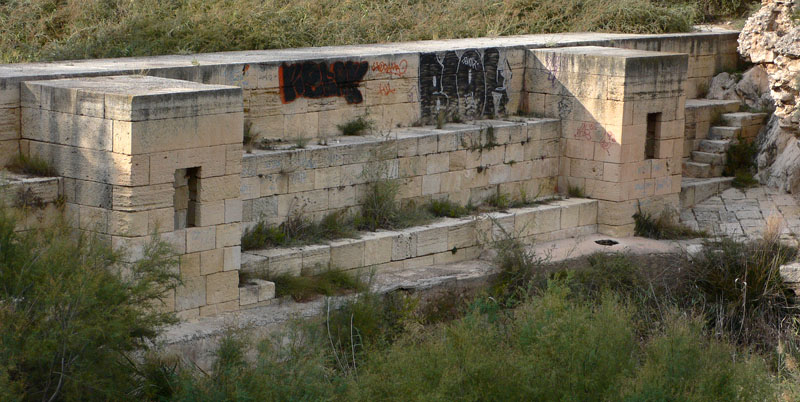
Actual presa del pantano

En 1803, por orden del rey Carlos IV, tiene lugar la construcción de la llamada Acequia del Rey, que tiene como objetivo canalizar hacia el río Vinalopó las aguas de la Laguna de Villena para desecarla. Dicha laguna contiene un alto contenido en sales, lo que propicia un aumento de la salobridad de las aguas del río y por ende, los cultivos empezaron a decaer. Al tiempo, los transportes hacían que los cereales cultivados en Castilla, hicieran innecesaria la producción local. Al mismo tiempo la escasez provocada por la sobrexplotación del esparto, acaba con el abandono de aquella labor.
En el siglo XX con la construcción de canalizaciones de agua modernas provenientes de la sierra de Salinas, el problema de la contaminación y salinidad de las aguas del río se mitiga. No obstante, hoy en día la producción agrícola se da únicamente en pequeños campos familiares para el autoconsumo, o para la venta de algún comercio local, por lo que como actividad económica es inapreciable.
Ganadería

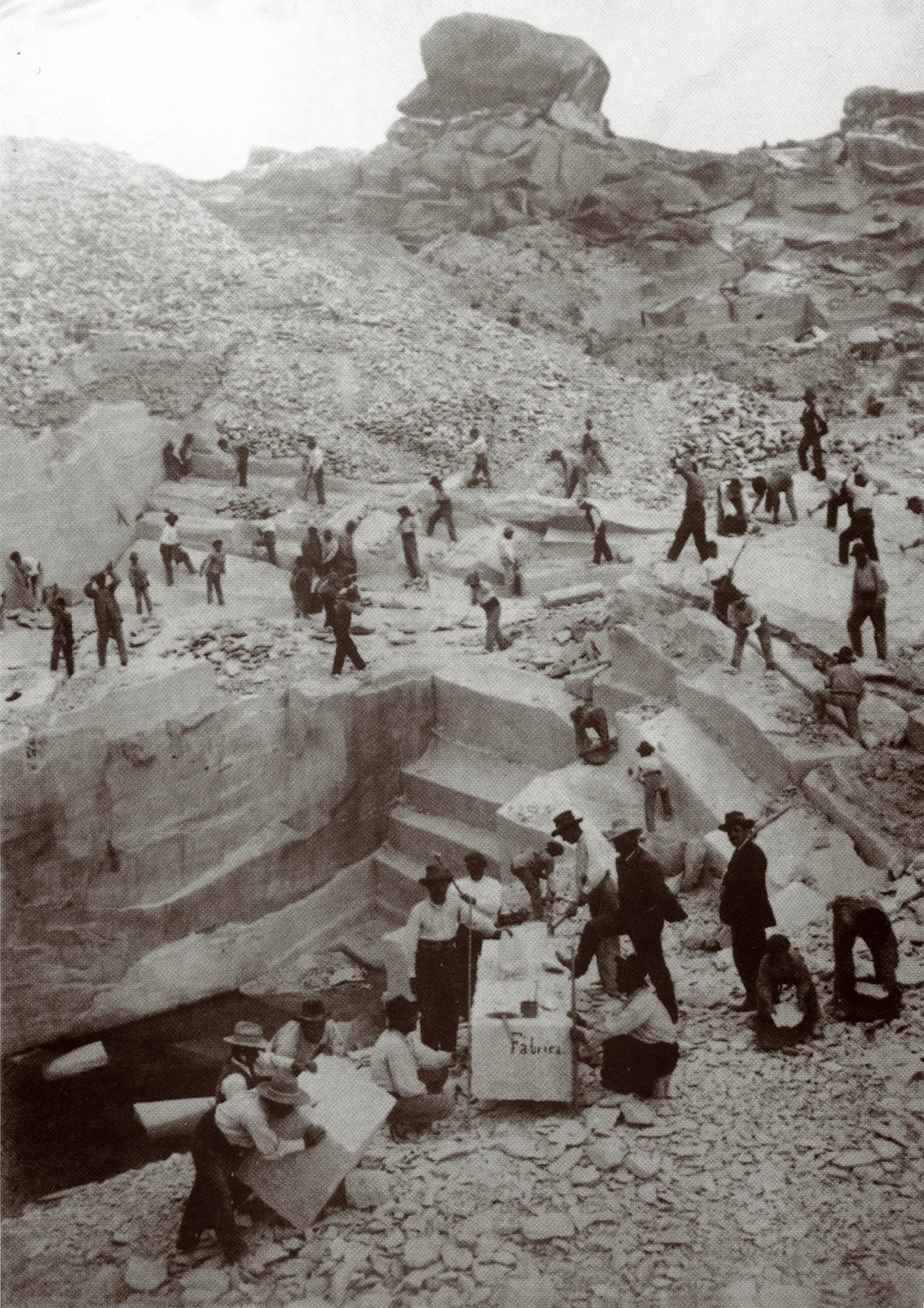
Trabajo en las canteras de Bateig (1905)

Desde la antigüedad, incluso en el medievo, está documentada la presencia en el valle de especies de caza relativamente abundantes, tales como jabalí, ciervo, conejo o perdiz, así como otros tiempos en los que la pesca en el Vinalopó, y en el pantano, era abundante.
Paralelamente también se desarrolló una actividad ganadera, si bien mucho menos importante que la agrícola. Entre las que cabe destacar la cría de aves, cabras, ovejas, vacas, cerdos y caballos. Cabe destacar igualmente la apicultura y producción de miel. Con el tiempo, la ganadería más tradicional del valle ha sido fundamentalmente el ovino, así como la producción de la lana. Hoy día la labor ganadera es familiar y anecdótica.
Cantería
Desde hace siglos, pero sobre todo desde el siglo XIX, ha tenido lugar en la sierra de Bateig una importante explotación cantera de piedra calcarenita, que sigue estando totalmente activa hoy en día. La explotación de piedra de Bateig goza de una importante calidad y fama internacional. Ha sido utilizada en la construcción de importantes edificios históricos a nivel nacional, tales como el Ayuntamiento de Valencia, o el Ayuntamiento de Madrid, la Biblioteca Nacional, o la Catedral de la Almudena. La exportación internacional de esta piedra hace que esté presente en construcciones de todo el mundo, en lugares tan destacados como puedan ser el aeropuerto de Singapur, o el edificio más alto del mundo, el Burj Khalifa de Dubái.

#### Sector secundario
Industria Molinera y Agropecuaria

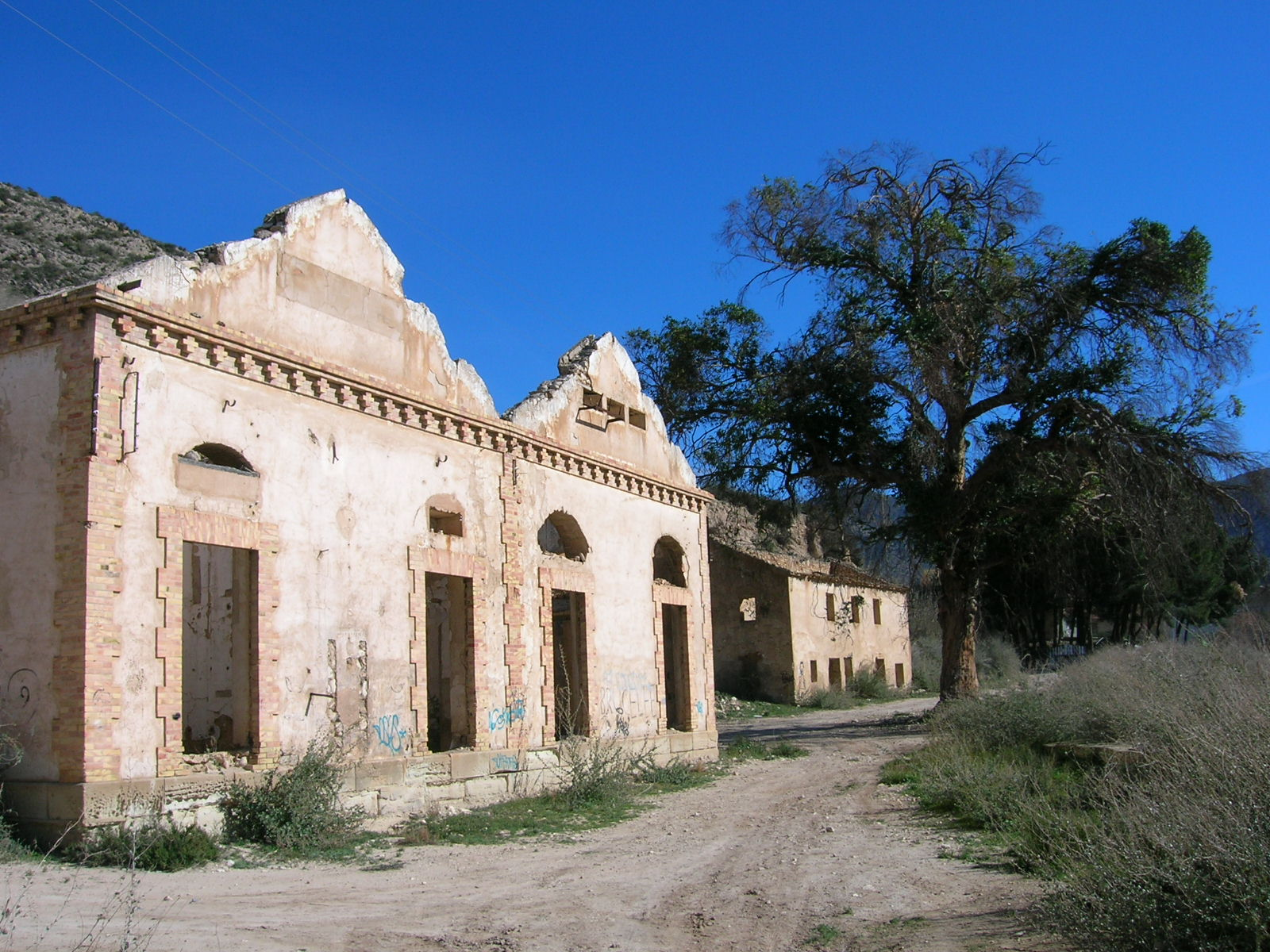
Antigua central de la Eléctrica Eldense, en La Torreta

Las primeras instalaciones con procesados que existieron en Elda son las almazaras que datan de época íbera y romana, que estaban destinadas a la producción de vino y aceite. En la época morisca, comienza a aprovecharse el potencial hidráulico del río y se instalan dos molinos de harina. A finales del siglo XIX existían hasta once molinos harineros, localizados a lo largo del valle, en zonas como el Chorrillo, Horteta, Alfaguara o la Jaud. Durante el siglo XVIII tiene una relevante importancia la industria del papel. El diccionario de Madoz ya nombra siete molinos para producir papel de estraza, y el Molino de Tormo, que era el único que producía papel blanco. Años más tarde la producción e incluso exportación de papel blanco para oficina ganaría importancia, hasta que a mitad del siglo XIX la industrialización a gran escala del papel hace decaer los molinos eldenses.
En 1793, dice Cavanilles que existían en Elda siete fábricas de alcohol, que elaboraban una significativa cantidad de aguardiente que se destinaba a la exportación. También hubo algunas industrias menores, de fabricación de tejidos de lino y cáñamo, o una fábrica de jabones, que aprovechaba la producción eldense de barrilla. Al comienzo del siglo XX, el río también sirvió para la producción de energía hidroeléctrica, en la famosa Fábrica de la Luz, junto al Monastil.
Esparto
La abundancia del esparto en los montes de la zona, propició una intensa actividad en la elaboración de productos artesanales hechos de esta fibra. Primeramente, esta labor era un complemento para las clases más pobres, pero paulatinamente esta artesanía que se fue profesionalizando. Entre los siglos XVIII y XIX había ya una infraestructura industrial dedicada al esparto, compuesta por balsas para el remojo, y fábricas donde nuevamente se utilizaba la fuerza motriz del agua con martinetes para majar las fibras y se pudieran trabajar. Se elaboraban todo tipo de útiles de este material, cuerdas, cestas, felpudos, también alpargatas, pero sobre todo, se vendía gran cantidad de esparto majado a zonas en las que se fabricaban redes, cabos o alpargatas en cantidades notables, ya que Elda no sobresalió por la elaboración de ese tipo de calzado. Su posterior industria no provino, como en otras villas y ciudades zapateras, de la fabricación de ese tipo tosco de alpargatas de esparto que en Elda recibía el singular nombre de alborgas.

La elaboración del esparto que es sin duda una de las mas sobresalientes de la villa, aunque no tanto como lo que fue en lo anterior. No se machaca a brazo, sino por maquinas hidráulicas de las que hay 6; también se encuentran 7 fab. de papel de estraza, una de papel, otra de salitre, 8 molinos harineros, 27 de aceite y 50 cubos con lagares para vino.
(Madoz, 1847, pp. 463-464)

Calzado

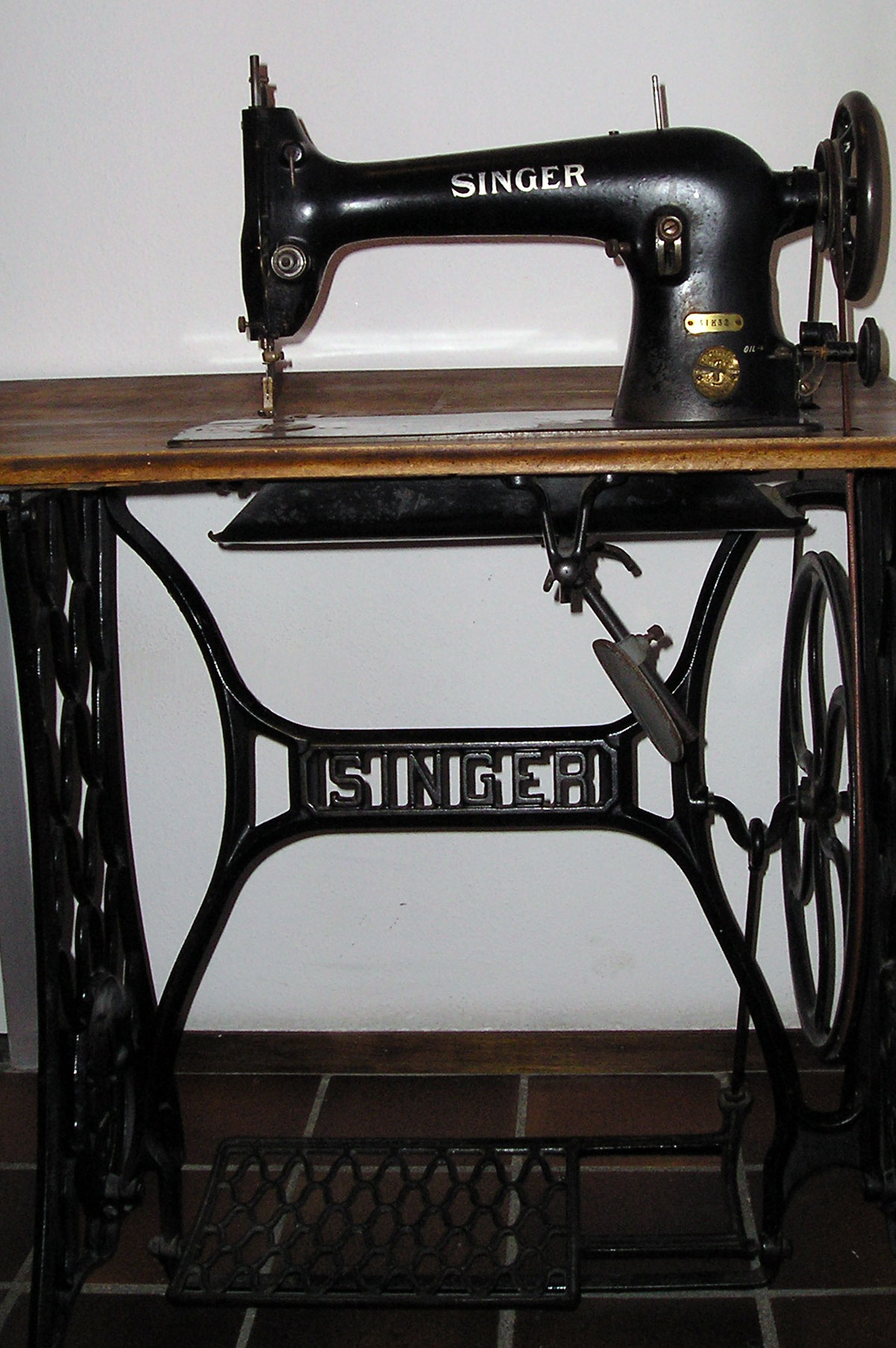
La máquina de coser revoluciona el calzado

La industria del calzado eldense no evolucionó de la de alpargatas, ya que este calzado apenas se realizó en la villa. La actividad zapatera aparece por la venta de zapatos hechos a mano en los mercadillos de los pueblos colindantes. La creación de pequeños talleres obedecía a la necesidad de sustituir una actividad agrícola diezmada por la salinización de las aguas del río Vinalopó, con la creación de manufacturas zapateras a finales del XIX y dando paso a la consolidación de una industria del calzado a gran escala. Comenzaron a surgir por toda la ciudad pequeños talleres de calzado de piel, más moderno y confortable. Al principio todo eran zapateros artesanos, lo que se conoce como zapatero de silla, que vendían sus productos individualmente en las ferias de la región. Sin embargo a finales de siglo comenzaron a construirse grandes fábricas más especializadas, de la mano de pioneros emprendedores como Silvestre Hernández, Rafael Romero, Pedro Giménez, Rodolfo Guarinós, Casto Peláez, Pablo Guarinos y otras familias como los Vera, Bellod o Aguado. Con la entrada del siglo XX llegó la electricidad. Las fábricas cambiaron a un proceso de producción dividido en partes, al que se suma el trabajo en cadena y la mecanización (por ej. la gran importancia que tuvo la máquina de coser Singer), lo que provoca que durante el primer cuarto de siglo, la producción zapatera ya ocupase el tercer lugar en la industria provincial. A partir de 1914 con el estallido de la Primera Guerra Mundial, el calzado eldense sufre un nuevo impulso. La caída drástica en la producción de otros países, así como los encargos de calzado militar para el ejército francés, provocan un aumento notable de la industria zapatera local.

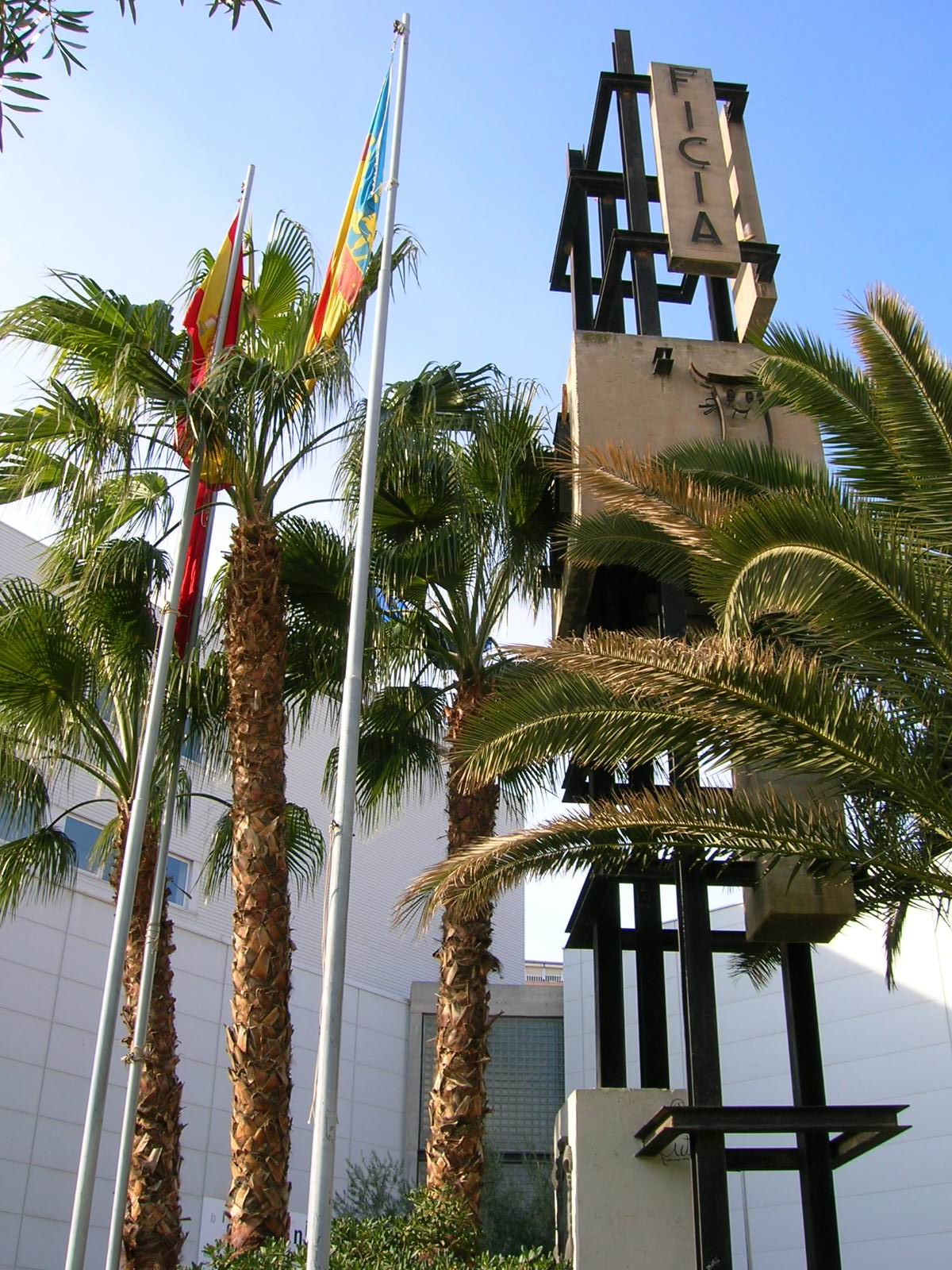
Monumento de entrada a la antigua FICIA

Durante la Guerra Civil, al quedar Elda bajo zona republicana, la industria sufre importantes pérdidas. No solo por la contienda en sí, además porque las fábricas sufrieron expropiaciones, colectivizaciones, y muchos propietarios e industriales fueron perseguidos y huyeron de la ciudad. Tras la guerra y tras dos décadas de estancamiento, tiene lugar la creación en 1960 de la FICIA (Feria Internacional del Calzado e Industrias Afines), gracias entre otros a Roque Calpena; coincidiendo en el tiempo se creó también la C.I.C. (Cooperativa de la Industria del Calzado) que daría paso a Elda Exportadora, que daría un impulso importante a las ventas de calzado en el extranjero. La construcción de un gran palacio ferial, la creación del CEPEX (Centro Promotor de Exportaciones) y el INESCOP (Instituto Español del Calzado y Conexas) supusieron en conjunto el impulso definitivo para la industria, y consolidaron a Elda como una importante capital zapatera. El número de grandes fábricas se multiplica y la exportación internacional a gran escala, sobre todo a América y Alemania, supone un gran boom económico y demográfico para la ciudad.
A partir de los años 1970, debido a los periodos de crisis en los países importadores de los que se tenía gran dependencia, la industria zapatera comienza una época de estancamiento. La producción empieza a atomizarse, algunas de las más grandes fábricas comienzan a cerrar, a la vez que surgen nuevamente pequeños talleres que adquieren por separado los diferentes procesos del zapato. Con la excusa de reducir costes para poder seguir fabricando, otros comienzan a dar faena a domicilio, sobre todo a mujeres, que realizan en sus casas las labores de doblado y aparado. Esto da comienzo al surgimiento de una importante economía sumergida, que está presente también en nuestros días (70 % de la industria).
Desde los años 1990, la deslocalización empresarial a China, el traslado del pabellón ferial a Elche y la llegada más tarde de calzado de bajo coste de fabricación china supuso el inicio de una gran crisis en esta industria y en toda la ciudad. El calzado ha tenido que reconvertirse, y apostar más por la calidad que por la cantidad.
.

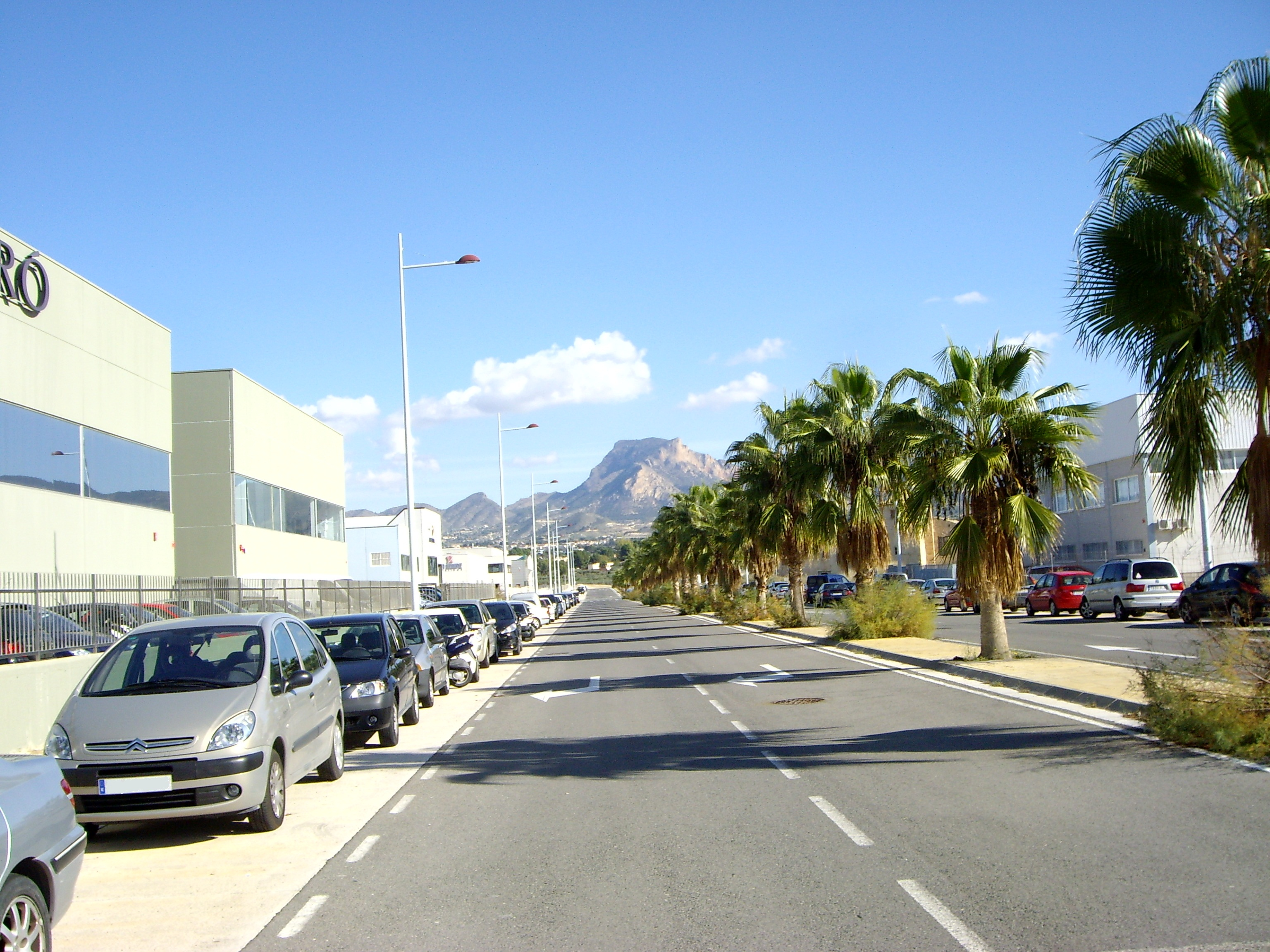
Av. San Luis de Cuba en el P.I. Finca Lacy

La primera Feria Internacional del Calzado que se realizó fuera de la ciudad de Elda tuvo lugar en 1991, en un pabellón rehabilitado en término de la pedanía de Torrellano, aunque ya desde hacía varios años se había producido una fuerte politización en la cúpula de la organización ferial y un enfrentamiento entre los diferentes grupos de empresarios zapateros, aquella primera feria del calzado dentro del término municipal de Elche correspondería a la XXV de MODATECC inaugurada el 26 de noviembre de aquel 1991.
Polígonos industriales
Desde los años 1980, la industria vive una nueva reestructuración. Se construye el polígono industrial Campo Alto, donde la mayoría de empresas se trasladan y crean instalaciones más amplias y modernas. Con esto, no solo se consigue que la mayoría de fábricas de calzado salgan del núcleo urbano, sino que además se ofrece suelo para la implantación de industrias alternativas. Pero quizá lo más importante de este polígono fue la declaración de Polígono de Preferente Localización Industrial, lo que propiciaba la obtención de subvenciones a fondo perdido para las empresas que se instalasen en él, además de beneficios fiscales En la década del 2000, se abren dos nuevos polígonos más, Finca Lacy y Torreta-Río. La apuesta por crear suelo industrial en pro de una mayor diversificación, ha instalado en la ciudad industrias de todo tipo, ya sean alimentarias, de caucho y látex, metalúrgicas, de biodiésel o de fabricación de aerogeneradores. No obstante, el calzado sigue siendo el principal pilar de la industria local.

#### Sector terciario
En el primer tercio del siglo XX el fulgurante crecimiento de la exportación industrial permite la llegada de divisas a la ciudad, lo cual empieza a fomentar el comercio local. En el año 1924 se creó la Asociación Patronal de Fabricantes de Calzado de Elda y Petrel, el primer intento serio de creación de una colectividad en favor de los intereses de la industria. Significativa es la apertura de sucursales de la banca, que tenía sus oficinas en la calle Nueva. En el año 1933 se fundó el Banco de Elda, por iniciativa de un grupo de fabricantes de calzado e industrias afines y profesionales liberales, asesorados por el que también sería el forjador de la SICEP, Tomás Guarinos Maestre, que sería su primer consejero-secretario, y que concedía crédito a la industria local, siendo absorbido por otra entidad mayor décadas más tarde.
Desde los años 1960 hasta finales de los 1990, la ciudad vivió una época dorada como capital de interior. Fue significativo el gran crecimiento y variedad del comercio local, así como la amplia oferta en el ocio de fin de semana. Un gran número de cines, bares, pubs, discotecas, actuaciones musicales y teatrales, y salas de baile, atraían cada semana a miles de vecinos de la comarca y de otras ciudades más lejanas, tales como Villena, Yecla, Almansa o Castalla. Entre los 1980 y 1990, y sobre todo tras la apertura de la autovía, comenzaron a instalarse en la conurbación todo tipo de concesionarios de vehículos, hipermercados y de grandes superficies, que si bien perjudicaron a algunos comercios tradicionales, también afianzaron la ciudad como centro comercial comarcal.
En los años 1980, a raíz de una de las crisis por las que atravesó la industria de fabricación de calzado, hubo un receso en esta actividad comercial, y muchos comercios históricos de la ciudad acabaron cerrando. También se produjo un hecho singular que propiciaría el cierre, traslado y paralización de nuevos comercios de alimentación en zonas próximas al Mercado Central, por un decreto de alcaldía del Ayuntamiento gobernado por el PSOE, se prohibía la ampliación y la instalación de comercios que pudieran competir con el nuevo Mercado Central que se estaba construyendo y que quedó inaugurado en 1998, esto desvió superficies de hipermercados que estaban solicitando licencias de apertura en Elda y que finalmente se establecieron en el término municipal de Petrel. Los últimos cines tradicionales, acabaron echando el cierre en la década del 2000. El ocio nocturno sufrió un gran varapalo en el año 2002, debido a una creciente ola de violencia callejera, que lejos de resolverse, se fue agravando hasta que la práctica totalidad de pubs y discotecas de la zona centro acabaron cerrando.
Las asociaciones de empresarios de calzado establecidas en Elche, Elda y Villena, que durante las décadas de los años 70 y 80 se manifestaron muy activas en la problemática del sector zapatero, quedaron disueltas, para dar paso a la Asociación Valenciana de Empresarios del Calzado (AVECAL) que se constituyó el 7 de octubre de 2010, con el objetivo de representar y defender los intereses de los/as empresarios/as del sector del calzado e industrias afines de la Comunidad Valenciana, instalando su sede en el parque empresarial de Elche. Con este paso la voz de los empresarios, especialmente de la ciudad de Elda, pierden protagonismo y la posibilidad de liderar los intereses de la ciudad zapatera más importante del Medio Vinalopó.
Durante la legislatura de 2011-2014 se realizó la obra Punto de Atención Continuada de Salud, el PAC de la Zona Centro, con el objetivo de remodelar las principales vías del centro urbano, con un cambio de imagen y semipeatonalización en pro de la reactivación comercial. También está aprobada la construcción de un centro comercial en los terrenos donde se encuentra el viejo estadio Pepico Amat, sin concretar ninguna fecha debido a la actual crisis económica.
Desde el año 2015 dado el constante deterioro de la actividad laboral, la pérdida de valor de los inmuebles y la falta de crecimiento comercial en la ciudad, se propuso una exposición en Elda de zapatos para mujer de media y alta gama, que son los tipos mayoritarios fabricados en la comarca. En septiembre de 2018 se produjo un acuerdo entre la Asociación de Minusválidos Físicos Intercomarcal (AMFI) con el propietario de uno de los edificios palaciegos existentes en la ciudad y que desde hace años está sin actividad. AMFI ofreció estos salones para la deseada exposición de zapatos con el fin de tratar de elevar el interés comercial en ese tipo de fabricados, asentar el prestigio de la Comarca del Medio Vinalopó como la zona zapatera de calzado de gama alta y crear un evento que pueda captar la atención de comparadores, además de devolver a los habitantes de la zona la esperanza por un reforzamiento de sus señas de identidad y su industria. Se le dio el nombre provisional de Exposición de Zapatos de Mujer de Alta Gama en la Comarca del Medio Vinalopó, si bien quedó en fase de proyecto al conveniar el Ayuntamiento de la ciudad con AMFI, la posible ubicación en ese lugar de una Casa de Cultura.

## Cultura

### Museos

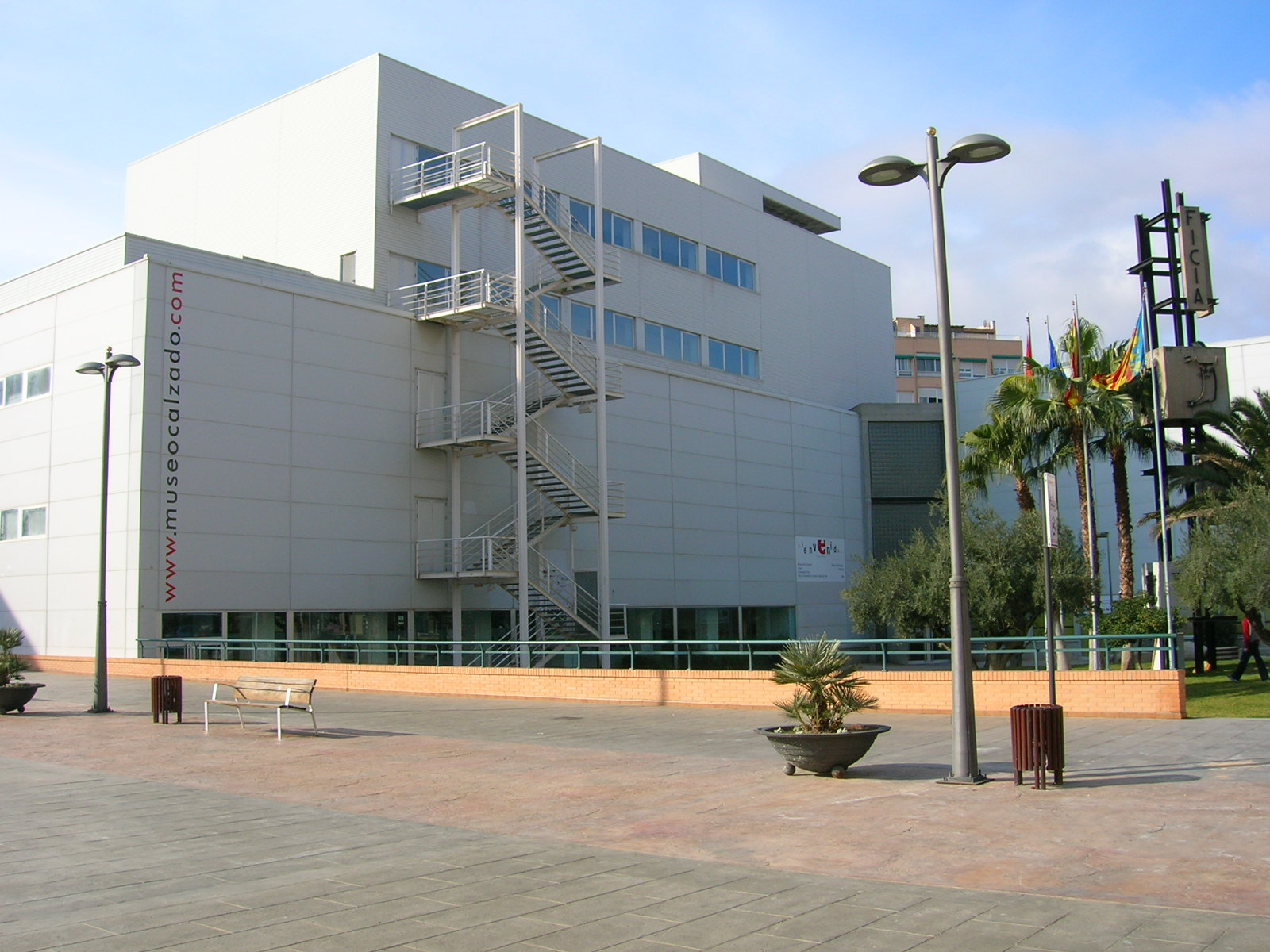
Museo del Calzado «José María Amat Amer»
Ubicado en los terrenos de lo que fue la Feria Internacional del Calzado, fue inaugurado el día 4 de febrero de 1999 por la infanta Elena. Su importancia estriba en que recoge y acoge toda la historia del calzado, con un gran número de muestras tanto de calzado como de maquinaria dedicada al proceso de producción del mismo, pero también de la Industria Auxiliar, destacando una amplia sección para la fabricación de la horma. Entre las actividades que desarrolla se encuentran: el Premio a la mujer mejor calzada de España; el concurso periodístico sobre calzado femenino Luis García Berlanga; los concursos para escolares Calzapinta y Calzacuenta; la revista CALZARTE de publicación semestral. Cada año promueve la Semana de la Artesanía del Calzado. El Museo desplaza varias exposiciones temporales a diferentes lugares coincidiendo con las Ferias del Sector Zapatero y otros eventos promocionales. También se imparten cursos de artesanía en el calzado. A partir de 2015 pasa a llamarse Museo del Calzado «José María Amat Amer».
Museo Arqueológico Municipal
Está situado en la primera planta de la Casa de la Cultura. Fue creado en 1983 con objetos procedentes de la Sección de Arqueología del Centro Excursionista Eldense y de colecciones de aficionados. Entre sus mejores piezas se encuentran la Sirena de El Monastil, importante pieza íbera, y un magnífico fragmento de la tapa de un sarcófago paleocristiano del ciclo de Jonás perteneciente al siglo IV junto a otros restos encontrados en el poblado íbero-romano del Monastil y vestigios del período del Neolítico hallados en el yacimiento arqueológico Trinitario, a las faldas del monte Bolón. Se pueden encontrar cerámicas ibéricas, con vasos decorados, cerámicas romanas estampadas, sigillatas, lucernas y terracotas.
Museo Etnológico
Contiene la colección etnológica Mosaico, con oficios típicos del pasado y la colección municipal de Pedrito Rico, cantante local.

### Patrimonio
- Monumento erigido a Emilio Castelar con motivo del centenario de su nacimiento y coincidiendo con las Fiestas Mayores de la ciudad, está situado en una de los principales jardines con el nombre de plaza de Castelar.
- Monumento al Zapatero de Silla, inaugurado el 14 de marzo de 1998 en la plaza del Zapatero, se financió por cuestación popular, inspirado en el cuadro El Zapatero y Aprendiz, del pintor local Gabriel Poveda Rico «Leirbag», obra del escultor eldense afincado en Ferrerias (Menorca), Alejandro Pérez Verdú.[75]
- Monumento a la Aparadora, ubicado en la plaza de la FICIA y obra del escultor eldense Sócrates de la Encarnación.
- Monumento a la Familia Zapatera, inaugurado el 20 de diciembre de 2005 en los jardines frente al Museo del Calzado, se financió por aportaciones de industrias y comercios de la ciudad, es obra del escultor eldense José Francisco Maestre Pérez.[76]
- Cruz de los Caídos: Monumento con columnas y una cruz central que se encuentra en la parte superior del parque Adolfo Suárez, que fue erigido en los años 40, en memoria de los caídos en la guerra civil.
- Monumento a la FICIA: Se trata de un monolito que cuenta con el logotipo institucional de la extinta Feria del Calzado. Es el monumento que había en la entrada de la misma, ubicado en su emplazamiento original, frente al ahora Museo del Calzado, sobre una idea del artista gráfico Fermín Hernández Garbayo, autor del Torito de la FICIA y ganador de varios concursos sobre carteles de las Ferias del Calzado, se inauguró el 13 de septiembre de 1967.
- Monumento al dios Mercurio: Es una columna de piedra coronada con una estatua metálica del dios Mercurio. Se encuentra ubicado junto a la Biblioteca Alberto Navarro, donde en su día se celebró la I Feria de Calzado, motivo del cual procede.
- Cruz de Bolón: Es una gran cruz metálica, incrustada en lo alto del monte Bolón, que se divisa desde todo el valle, y que contiene una placa conmemorativa en memoria de los montañeros fallecidos. La colocó el Centro Excursionista Eldense en 1984.
- Monumento homenaje a la Industria de Fabricación de Calzados, fue financiado y ofrecido a la ciudad de Elda por el Colegio Oficial de Ingenieros Técnicos Industriales de la provincia de Alicante, se inauguró el 6 de diciembre de 1972 en la plaza Sagasta y fue retirado por el Ayuntamiento presidido por Juan Pascual Azorín para remodelar dicha plaza, sin que en la actualidad se haya repuesto[77]

### Eventos culturales
- Premio a la Mujer Mejor Calzada de España. Desde el año 1999, el patronato del Museo del Calzado, a instancias de Luis García Berlanga, el fundador del museo, José María Amat Amer, puso en marcha el premio que concede un galardón anual a la mujer mejor calzada de España,[78][79] que destaca la elegancia y distinción de este complemento calzado por las galardonadas. El premio consiste en un zapato alado sobre un soporte, y lleva aparejado una colección de zapatos correspondientes a los diseños más avanzados de las firmas colaboradoras, tanto en los modelos correspondientes a la temporada de primavera-verano, como la de otoño-invierno. Entre las premiadas hay personalidades del mundo de la prensa, el cine, o la aristocracia, entre quienes se puede nombrar a Ana Rosa Quintana, Anne Igartiburu, Marta Sánchez, Concha Velasco, Paz Vega, Tita Cervera, o la Duquesa de Alba, entre otras.[80][81]
- Concurso Internacional de Canto Ciudad de Elda. Desde el año 2012, el Ayuntamiento de Elda junto con la Asociación de Ópera y Conciertos ADOC, organizan un concurso internacional de canto, donde los participantes exponen sus dotes en ópera y zarzuela. Tiene como objetivo promocionar a nuevos valores de la lírica y tiene una base con diversos premios a los ganadores. El jurado está dirigido por la soprano Ana María Sánchez. Se celebra anualmente en el mes de septiembre.
- Conciertos de Fiestas Mayores. Cada año coincidiendo con las Fiestas Mayores tienen lugar una serie de conciertos en el campo anexo del viejo Pepico Amat. Suele haber un concierto cada uno de los tres días, en los que acuden conocidos cantantes y grupos de pop/rock del panorama nacional e internacional.
- Feria de Comercio Medieval. Desde el año 1999 se viene celebrando un fin de semana al año (generalmente en abril) una feria comercial de carácter medieval. Se monta un mercadillo donde se venden sobre todo productos alimentarios caseros y complementos y objetos de artesanía. Es un mercadillo caracterizado en la época y, donde la decoración es propia del medievo, y se llevan a cabo actuaciones teatrales representando personajes del momento, así como bufones o juglares. También hay talleres de oficios tradicionales, o vuelo de aves rapaces. Se lleva a cabo en el Casco Antiguo, entre las plazas del ayuntamiento e eglesia, y las calles Nueva y Colón.
- Antiguo Festival de Ópera. En los años 1960, coincidiendo con las Ferias del Calzado, se realizó en la ciudad un festival de ópera que contó con las mejores voces del momento. Se llegó a un acuerdo con el Liceo de Barcelona, para el montaje de los libretos de varias de las óperas más famosas y cantadas por los intérpretes que habitualmente trabajaban allí: Plácido Domingo, Montserrat Caballé, José Carreras, Victoria de los Ángeles, Alfredo Kraus, Juan Pons o Jaime Aragall, entre muchos otros; bajo la dirección, en la orquesta de El Liceo, del que fuera su director en aquellos años, el eldense Gerardo Pérez Busquier. La Traviata, Norma, Marina, Rigoletto, La Bohème, Carmen, Madama Butterfly, fueron algunas de las óperas que se cantaron, primero en una carpa provisional montada en la plaza Castelar y más adelante en el Teatro Castelar.
- ADOC. La Asociación de Opera y Conciertos ADOC, construyó un auditorio en el año 2000 y desde entonces realiza una constante actividad cultural con la representación de zarzuelas, óperas, recitales y conciertos; también suele poner dicha sala a disposición de colectivos para realizar diferentes actos culturales.
- Fundación Paurides. La Fundación Paurides, creada por Paurides González Vidal, un eldense que hizo fortuna en Sudáfrica y que de vuelta a su tierra quiso crear una institución que recogiese su patrimonio y lo dedicase a la realización de obras culturales. Se construyó un edificio en el casco antiguo que posee una biblioteca pública. Así mismo, cuenta con diferentes salas de exposiciones y un salón de actos en el que se imparten charlas por parte de diferentes colectivos, en el que destacan jornadas sobre ciencias, astronomía, etc.
- Certamen de Minicuadros de Las Huestes del Cadí. Desde el año 1980 se convoca el Certamen de Minicuadros, que organiza la Comparsa de Fiestas de Moros y Cristianos de Elda "Huestes del Cadi" y que reúne a más de 1600 obras en pequeño formato con carácter internacional.[82]
- Otras manifestaciones culturales. El premio de pintura Pintor Sorolla, el premio de cuentos Ciudad de Elda, la semana de títeres y marionetas y la semana de cine Elda de Estreno. El último domingo de cada mes se lleva a cabo la feria de arte Emplazarte, que tiene lugar en la plaza Mayor y reúne a artistas y aficionados al mundo de las Artes Plásticas.

### Religión

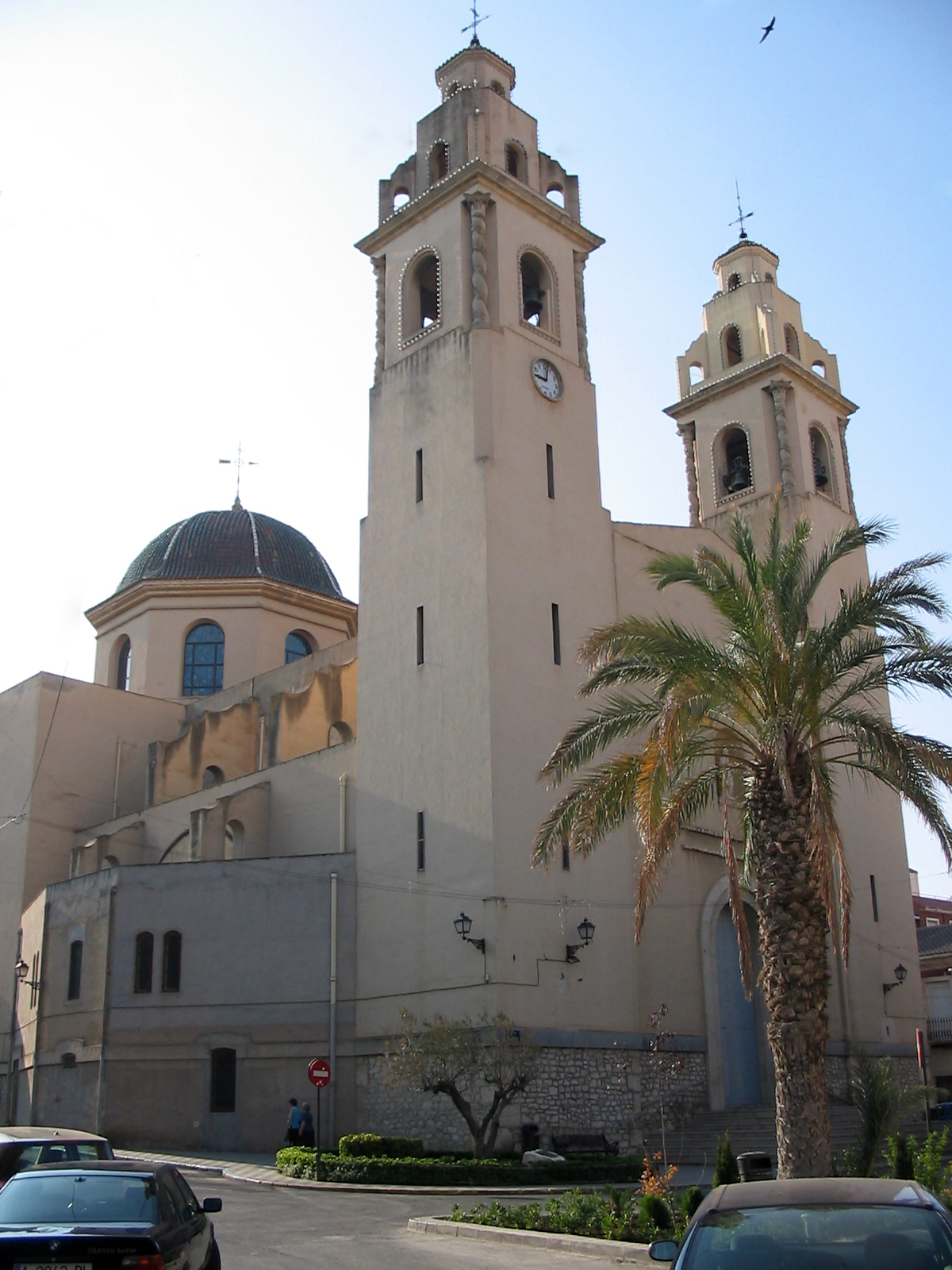
Iglesia de Santa Ana

En Elda la mayoría de la población practicante de alguna creencia, lo es de la religión católica. De este modo, tienen en la ciudad cinco templos mayores:
- Iglesia de Santa Ana
- Parroquia de la Inmaculada Concepción
- Parroquia de San Pascual Bailón
- Parroquia de San Francisco de Sales
- Parroquia de San José Obrero

Existen también tres ermitas: la ermita de San Antón, la ermita de San Crispín y la ermita de la Virgen de los Dolores.
Otra de las confesiones que tiene un templo constituido en la ciudad es la corriente protestante baptista, con la iglesia evangélica bautista de Elda.
Santos patronos
Los santos patronos de la ciudad de Elda son la Virgen de la Salud y el Cristo del Buen Suceso. Según la historia, las imágenes de ambos santos llegaron a Elda en el año 1604, procedentes de la isla italiana de Cerdeña, y de mano del conde Antonio Coloma. No obstante las históricas tallas de los patronos fueron destruidas con la quema y derribo de la iglesia de Santa Ana en 1936.

### Gastronomía

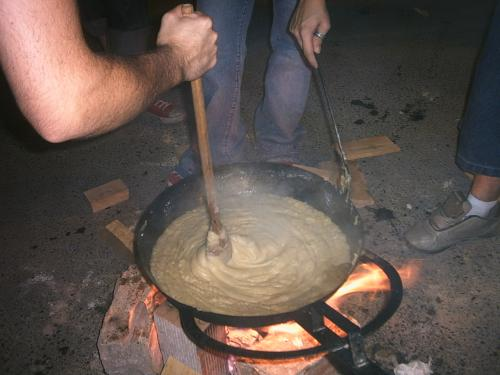
Elaboración de una gachamiga

Los platos típicos de la gastronomía eldense son similares a los del resto del Vinalopó y comarcas de interior.
- Las fasiuras o pelotas: Consiste un guiso de pelotas a base de carne picada de magro de cerdo, pan rallado, huevo, perejil, pimienta, piñones, limón y sal que se cuece en caldo de cocido.
- El fandango: es un guiso a base de bacalao desalado, patatas, tomates, cebolla, aceite, pimentón y sal.
- La paella y el arroz con conejo y caracoles.
- La gachamiga: Es un típico plato que suele hacerse en las salidas campestres de Elda; está hecha a base de harina, aceite, ajos, agua y sal. También se le pueden añadir longanizas.
- Los gazpachos, hechos con tortas de harina desmigadas como ingrediente básico. Suele llevar pollo, conejo y setas. Aromatizados con pebrella, una hierba de los montes alicantinos.
- La ollica, guiso a base de arroz, lentejas y garbanzos. Muy popular en épocas de escasez.

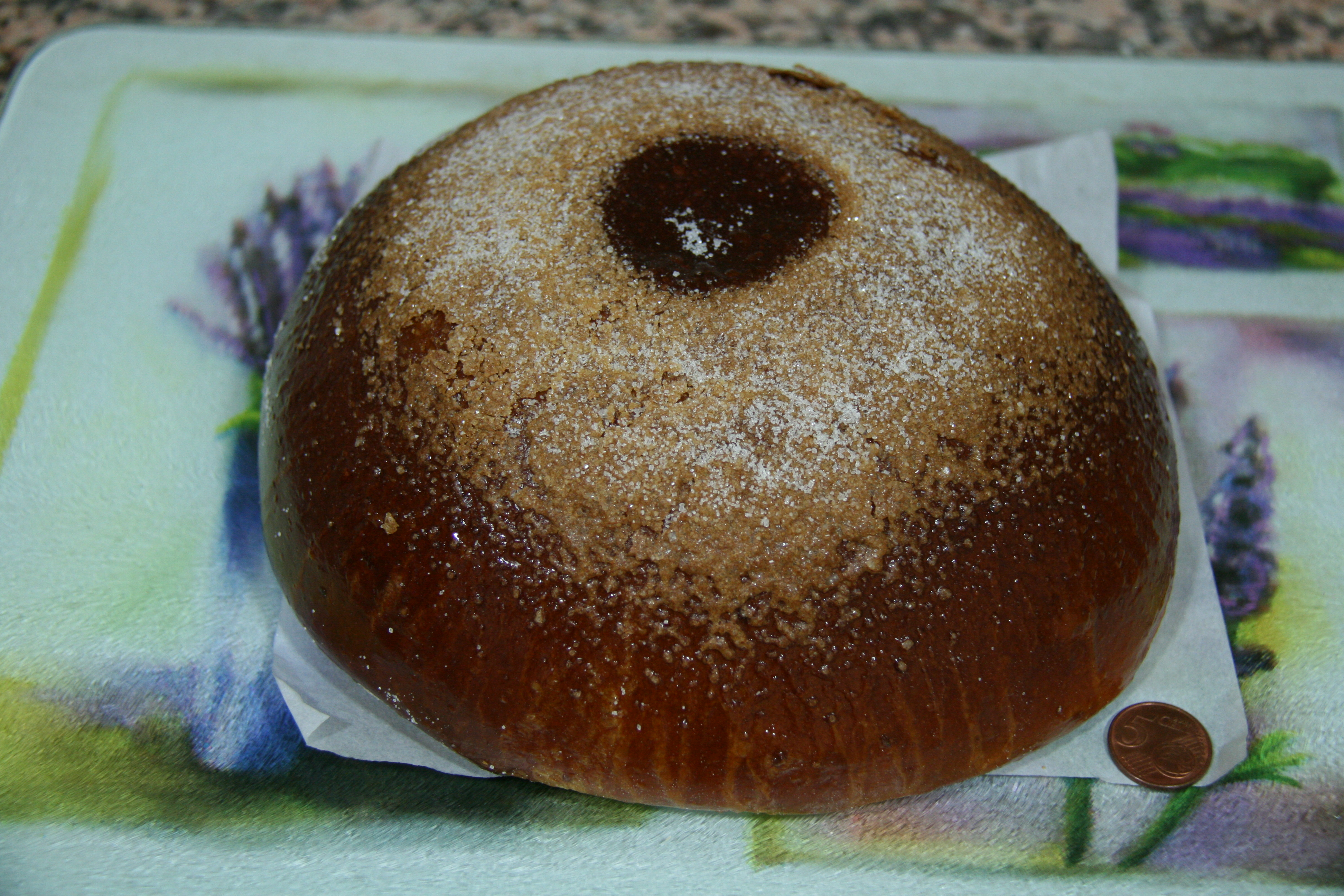
Toña alicantina

- En panadería, el producto estrella es la toña, muy tradicional en los almuerzos eldenses de los fines de semana, así como la Mona de Pascua, elaborada con mismos ingredientes. Son típicas también las cocas, sobre todo saladas, de sardina y tomate, de migas, y también las empanadillas de patata o pisto.
- Son tradicionales productos hortícolas como la alcachofa, el pimiento y las habas tiernas. Frutas como el melón, los cítricos, la granada, el albaricoque y sobre todo la uva de mesa.
- Son muy típicos los embutidos, sobre todo la longaniza y la guarra. También salazones, tales como caballa, bonito, sardinas saladas, atún de sorra, mojama, etc. Un típico aperitivo en los bares son las Gildas, un plato de papas de bolsa con boquerones en vinagre por encima.
- Como bebidas son muy típicos los vinos de la comarca, la mistela, y en verano bebidas refrescantes como las aguas de limón y cebada. Es popular un cóctel local de las fiestas mayores, el mezclaíco.

### Habla eldense
No se puede decir que en Elda exista ninguna variante dialectal del idioma español, sin embargo, el hecho de que la ciudad se haya encontrado históricamente en una zona fronteriza entre Castilla y Aragón, y que durante siglos haya recibido migraciones de distinta procedencia, hacen que la forma de hablar eldense tenga ciertos rasgos y curiosidades que la hacen característica y reconocible. Los rasgos más identificativos son principalmente fonéticos, contando también con algunos términos léxicos particulares, o que han sido adoptados de diferentes procedencias. Con estos rasgos, para los habitantes de la zona, a veces resulta fácil identificar la procedencia de gente de ciudades como Elda, Villena, Aspe o Alcoy.
Fonéticamente, se tiende a la velarización de algunas consonantes, y a cambiar con mucha frecuencia el sonido de las s implosivas. A diferencia de otros lugares vecinos como Villena, más que aspiración, se suele pronunciar sustituyendo las S por otras consonantes pronunciadas de forma sonora, fundamentalmente j/f/r. La variedad de sustituciones que se hacen con las S, depende de si son precedidas de una u otra consonantes. Ejemplos: Muslo > Murlo. Obispo > Obifpo. Pescar > Pejcar. Aspe > Afpe. Vasco > Vajco.
- Otro ejemplo claro donde se pueden ver los casos de pronunciación, es en el artículo de las horas. Nótese como en algún caso la S sí se pronuncia y en otros es sustituida: La una, lar dos, las 3, laj 4, lar 5, lar 6, lar 7, las 8, lar 9, lar 10, las 11, lar 12.
- En este ejemplo de frases, vemos como dependiendo del tipo de fonema al que precede la S, una misma palabra puede sustituir su terminación fonética por una u otras consonantes: - Vámonos = Vámonor. - Vámonos, que hace frío. = Vámonoj, que hace frío. - Vámonos para casa. = Vamonof para casa.

Morfológicamente, se encuentran algunas costumbres que son adoptadas de otras zonas. Así por ejemplo se dan valencianismos, como el de añadir artículo delante de un nombre propio: - Me voy con el Antonio. También se da un aragonesismo, que quizá sea el elemento más típico del habla local, usar el diminutivo -ico en lugar del -ito o -illo, y usarlo además con mucha frecuencia, sin que ello signifique que nos estemos refiriendo a algo pequeño. Ej. - Hoy voy a comer paellica.
Léxicamente se siguen usando algunos arabismos frecuentemente usados en otras comarcas de la zona, como alborga (zapatilla), alcacil (alcachofa), colfa (cáscara), zafa (palangana) o leja (estante). También muy frecuentes son los valencianismos, tales como bajoca (judía verde), camal (pernera del pantalón), espolsar (sacudir), fumaera (humareda), desfogar (desahogar), sanguango (gandul), etc. También se dan multitud de palabras con un origen poco claro, algunas también usadas en otras localidades alicantinas, tales como novachear (curiosear), companaje (fiambres), gobanilla (muñeca), mañaco (niño pesado, o adulto inmaduro), resé (lugar resguardado de inclemencias) o expresiones como achavo o d'achavo, que son una exlamación similar a menudo!..., o casi nada!..
A veces, también se dan algunos tipos de seseo mezclados con diminutivos, que son exageraciones del habla folklórica que se dan en contextos muy coloquiales y familiares, como ejemplos: Tomar una servesica, comer un arrosico, o comprar unos sapaticos. Hoy en día no obstante, son coloquialismos que han caído en desuso.

### Elda, París y Londres
Elda, París y Londres, es un dicho que se hizo muy popular en la iconografía eldense de mitad del siglo XX. La frase comienza a acuñarse a raíz de que el empresario del calzado, Rafael Romero Utrilles, recibiese en el año 1902 sendas medallas de oro en las exposiciones de París y Londres, en reconocimiento a la calidad de fabricación y belleza de sus diseños. Durante los años 60 y 70, la ciudad vivió un boom industrial y demográfico. El calzado eldense tuvo un proceso de internacionalización masivo a raíz de la creación de las Ferias en 1959 y de la III Feria Internacional de Calzado que se internacionalizó en 1962, celebrándose de forma anual en septiembre. En 1968 pasaron a realizarse dos certámenes por año, uno en marzo para presentar las novedades de la temporada otoño-invierno, y el que ya se venía celebrando en septiembre para la presentación de las tendencias de la temporada primavera-verano.
Esto permitió a las fábricas eldenses trabajar con firmas americanas, alemanas y de todo el mundo. Se estaba en contacto constante con otras ferias importantes como la de Düsseldorf, y otras capitales zapateras de Europa, como Vigevano o Romans. Aquella novedosa apertura global, unida al carácter emprendedor y pujante de la economía de la época, permitían a la ciudad vivir una época dorada, en la que se repetían los certámenes de ópera, o conciertos y actuaciones de pop/rock, en los que cantantes y grupos del panorama internacional eran habituales. El término por tanto, Elda, París y Londres, era una expresión popular para referirse a la pujanza y aperturismo de aquella época, y la cual aún se sigue usando para referirse desde la nostalgia hacia aquellos años.

## Patrimonio
Castillo de Elda

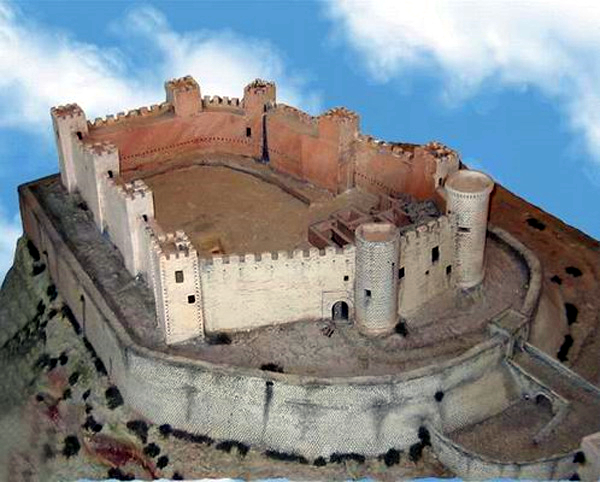
Maqueta de cómo era el castillo de Elda, antes de su estado de ruina

El castillo de Elda es una fortificación emplazada en un pequeño cerro junto al río Vinalopó, construido entre los siglos XII y XIII. Entre los siglos XVI y XVII fue transformado en Palacio Condal como residencia de la familia Coloma. Aunque se encuentra en estado de ruina, desde 1983 se desarrollan trabajos de reconstrucción que, gracias a un Plan Director, han permitido recuperar elementos como el antemural y el arco de acceso.
Iglesia de Santa Ana
La Iglesia de Santa Ana es la parroquia más antigua de Elda. Fue fundada en 1528 sobre los restos de una mezquita existente, por orden de Juan Francisco Pérez Calvillo Coloma (II Señor de Elda). De estilo barroco y de planta cuadrada, con el paso del tiempo se fue ampliando añadiéndose capillas como la de la Santísima Virgen de la Salud y la del Santísimo Cristo del Buen Suceso. Contenía imágenes realizadas por los artistas imagineros, Antonio y Jacinto Perales, también obras de Ignacio Esteban Díaz, escultor del siglo XVIII, un retablo del altar mayor del imaginero Francisco Mira y tallas del imaginero Jerónimo Esteve Bonet, oleos de Fray Antonio Villanueva (1714-1785), entre otros. Esta iglesia fue quemada y destruida en el año 1936 y tenía una torre campanario con el arranque de otra torre inacabada. El 1939 se inició la construcción del nuevo templo de Santa Ana aunque la superficie ocupada era similar, evidentemente el valor arquitectónico tanto en el interior como en sus pórticos se perderían para siempre tras su destrucción. Tiene dos torres campanario de influencia neoclásica. Con posterioridad se fueron realizando diversas ampliaciones.
Yacimiento Íbero-Romano del Monastil
Se encuentra en el extremo Este del monte de La Torreta. Se asienta sobre otro de la Edad del Bronce (1800-1000 a. C.). El poblado está situado sobre un espolón rocoso a modo de acrópolis o ciudadela desde el que se ejerce el control de las cercanas vías de comunicación y tierras de cultivo. Los Concilios de Toledo (siglo VII) reflejan la existencia de una sede episcopal llamada elotana y que ha sido identificada con El Monastil por diversos historiadores.

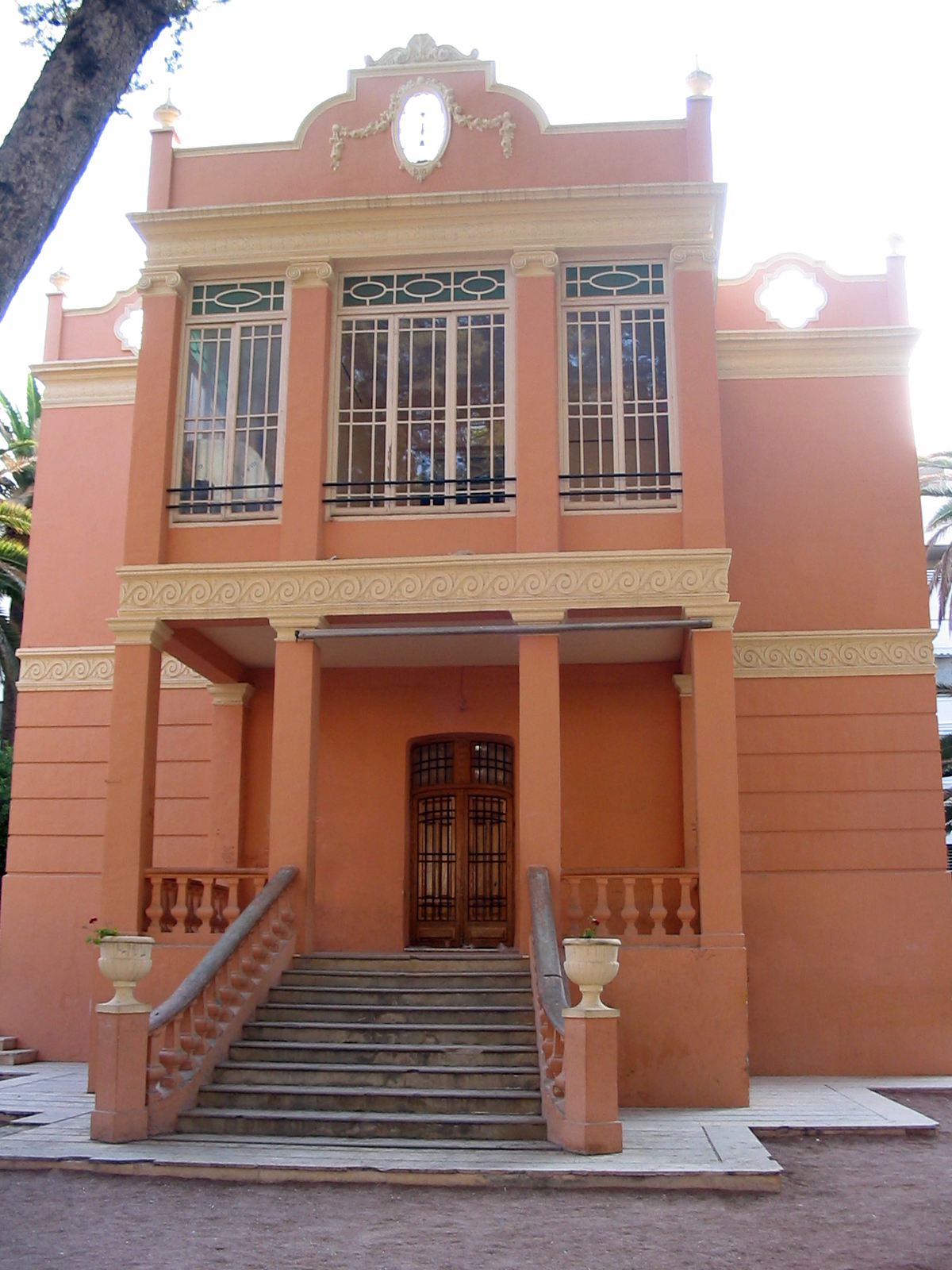
Casa Grande del Jardín de la Música
Es un antiguo chalet privado, construido en 1925, que está situado en el centro de la ciudad, rodeado de un pequeño jardín. Fue utilizado como un hospital de sangre durante la Guerra Civil. El Ayuntamiento lo adquirió y restauró entre los años 1985 y 1991. En ella se realizan diversas exposiciones temporales, a menudo de obras de artistas locales.

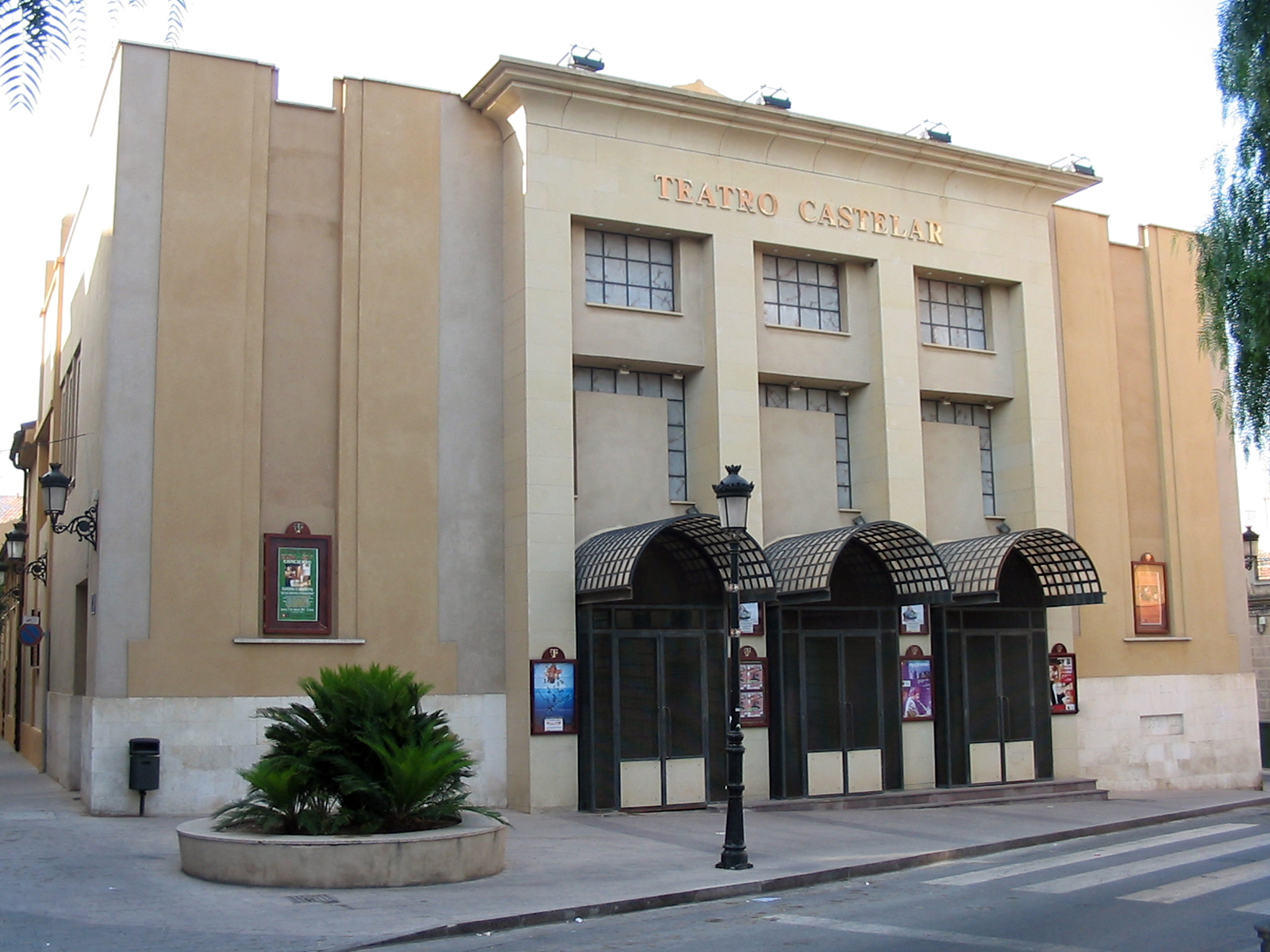
Teatro Castelar
Fue inaugurado en septiembre de 1904. En 1952 se llevó a cabo una importante reforma eliminando las plateas y aumentando la capacidad del patio de butacas. Se mantuvo cerrado durante 10 años entre 1989 y 1999, debido a deficiencias en la instalación eléctrica y fue re inaugurado en 1999, cuando se reformó de forma global. Tiene capacidad para 751 personas.
La Torreta
Es una torre vigía rectangular, de origen medieval, construida en lo alto de la sierra del mismo nombre. Declarada BIC.
Pantano de Elda
El pantano de Elda es una presa para riego que data de 1698, construida en el cauce del río Vinalopó. Se construyeron dos presas: la primera (1684-1698); y la segunda (1842-1890). Las presas del embalse de Elda constituyen bienes inmuebles patrimoniales con un singular valor en su contexto local y comarcal. Se trata de dos obras de ingeniería civil hidráulica. Contaba originalmente con 12,8 m de altura y 9,12 m de espesor, y una capacidad estimada de 700 000 metros cúbicos. La presa fue reformada y mejorada. La segunda presa, concluida en 1890, acabó con la mayor parte de los restos de la anterior, salvo los estribos conservados en la actualidad, especialmente en la orilla izquierda del río Vinalopó. Esta obra hidráulica estuvo en actividad al menos hasta los años sesenta del siglo XX. La zona circundante constituye una de las mayores reservas de tamariscos o tarays (Tamarix africana).
Calle Nueva
Es la primera calle amplia, recta y moderna que se construyó en Elda en el siglo XVII, bordeando por la derecha el casco antiguo. A finales del XIX se convirtió en la vía más importante de la ciudad, ya que era la principal calle de paso, donde se concentraba la banca, los comercios importantes, entidades de peso como el Casino Eldense. La burguesía local construyó en ella variedad de edificios modernistas, como la Casa de la Viuda de Rosas, la de José Vera Millá que se conoce como la de Pepe el Barata, la de las Beltranas, el propio casino, entre otras.
Casino Eldense
Es un edificio de una inspiración entre modernista y clásica de principios de siglo XX. Sito en la calle Nueva, es la sede donde en el año 1904 se fundó el Casino Eldense. Tiene un jardín murado a su alrededor que conecta así mismo con la calle Jardines.
Finca Lacy
Fue una gran hacienda agrícola que ocupaba una buena parte de la partida de La Jaud, en el margen derecho del río. Fue propiedad de Salvador de Lacy y Pascual de Bonanza, I Marqués de Lacy. Desde el año 2002 hay un polígono industrial en sus terrenos, en los que se arrancaron más de 6000 oliveras para su construcción. Actualmente queda la mansión que da nombre a la finca, que procede del siglo XVII, así como un nevero subterráneo de planta rectangular. Ambas construcciones se encuentran en pésimo estado de conservación.
Casa Colorá
Se trata de un caserío construido entre finales del siglo XIX y principios del XX, por el eldense Joaquín Amat y su esposa Elia Linares. A este edificio situado en las afueras de la ciudad, en la zona de la Torreta, se le dio el nombre de Torre de la Encarnación, nombre de la hija del matrimonio. En 1991 el Ayuntamiento de Elda adquirió los terrenos y rehabilitó la vivienda para destinarla a oficinas municipales.

## Administración y política
El 6 de diciembre de 1978, al votar favorablemente en el referéndum para la Constitución, el pueblo de Elda se manifestó claramente en favor del régimen de democracia parlamentaria. Con un censo de 35 037 votantes, ejercieron su derecho 24 520, y votaron 22 876 a favor, 902 en contra, 88 nulos y 654 en blanco.

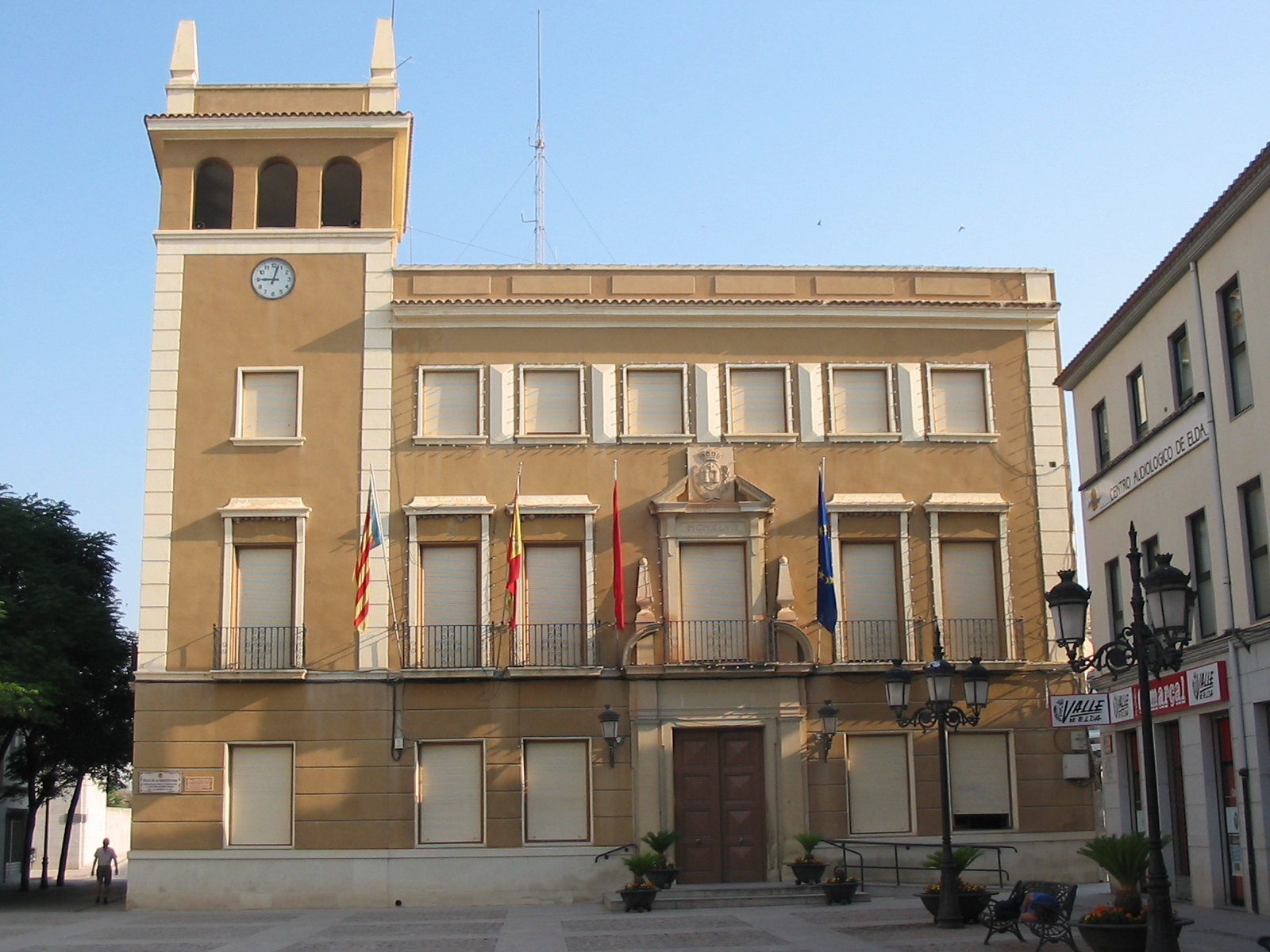
Ayuntamiento de Elda

La ciudad de Elda, con más de 50 000 habitantes, cuenta con 25 concejales en el Ayuntamiento de Elda, adscritos a los diferentes partidos políticos con representación municipal. La formación de los equipos de gobierno cambian cada legislatura en función de los acuerdos y pactos para la gobernabilidad de la ciudad.
| Periodo   | Nombre                | Partido | Partido                                         |
| --------- | --------------------- | ------- | ----------------------------------------------- |
| 1979-1995 | Roberto García Blanes |         | Partit Socialista del País Valencià (PSPV-PSOE) |
| 1995-1996 | Camilo Valor Gómez    |         | Partido Popular (PP)                            |
| 1996-2007 | Juan Pascual Azorín   |         | Partit Socialista del País Valencià (PSPV-PSOE) |
| 2007-2015 | Adela Pedrosa Roldán  |         | Partido Popular (PP)                            |
| 2015-act. | Rubén Alfaro Bernabé  |         | Partit Socialista del País Valencià (PSPV-PSOE) |

| Partido político                                   | 2023   | 2023  | 2023       | 2019   | 2019  | 2019       | 2015  | 2015  | 2015       | 2011   | 2011  | 2011       | 2007   | 2007  | 2007       |
| Partido político                                   | Votos  | %     | Concejales | Votos  | %     | Concejales | Votos | %     | Concejales | Votos  | %     | Concejales | Votos  | %     | Concejales |
| Partit Socialista del País Valencià (PSPV-PSOE)    | 11 296 | 44,47 | 12         | 10 157 | 40,22 | 13         | 8911  | 31,75 | 9          | 8321   | 29,79 | 8          | 9276   | 33,16 | 9          |
| Partido Popular (PP)                               | 7966   | 31,36 | 9          | 4584   | 18,15 | 5          | 6725  | 23,96 | 7          | 13 702 | 49,05 | 14         | 12 674 | 45,30 | 13         |
| Vox                                                | 2461   | 9,68  | 2          | 1407   | 5,57  | 1          | 227   | 0,81  | 0          | —      | —     | —          | —      | —     | —          |
| Elda para Todas (Esquerra Unida, Compromís, Podem) | 1823   | 7,17  | 2          | 1144   | 4,53  | 0          | 2301  | 8,20  | 2          | 855    | 3,06  | 0          | —      | —     | —          |
| Ciudadanos (CS)                                    | 1080   | 4,25  | 0          | 4101   | 16,24 | 5          | 2808  | 10,00 | 3          | —      | —     | —          | —      | —     | —          |
| Esquerra Unida del País Valencià (EUPV)            | —      | —     | —          | 1285   | 5,08  | 1          | 2122  | 7,56  | 2          | 2182   | 7,81  | 2          | 2245   | 8,02  | 2          |
| Podem-Sí Se Puede (SSP)                            | —      | —     | —          | 1002   | 3,96  | 0          | 2804  | 9,99  | 1          | —      | —     | —          | —      | —     | —          |
| Unión Progreso y Democracia (UPyD)                 | —      | —     | —          | —      | —     | —          | 1136  | 4,05  | 0          | 1614   | 5,78  | 1          | —      | —     | —          |
| Unión Centrista Liberal (UCL)                      | —      | —     | —          | —      | —     | —          | —     | —     | —          | —      | —     | —          | 1647   | 5,89  | 1          |

## Servicios

### Educación
En Elda hay una amplia oferta educativa, tanto pública como privada, en un espectro que abarca la educación infantil, primaria, secundaria y hasta universitaria. Hay así mismo centros para el aprendizaje de idiomas, de música, escuela para adultos y para alumnos con necesidades especiales.
- Hay varios colegios de educación infantil, tales como las EEI Nuevo Almafrá, EEI Santa Infancia, EEI El Mirador, EEI El Puente, o algunos otros colegios de primaria, que también incorporan una sección de infantil en sus centros.
- Hay 8 colegios de educación primaria: CP. Padre Manjón, CP. Santo Negro, CP. Juan Rico y Amat, CP. Antonio Machado, CP. Pintor Sorolla, CP. Miguel Hernández, CP. Miguel Servet y CP. Virgen de la Salud. En la última década varios colegios han sido clausurados debido al descenso de alumnos y la reorganización de centros, tales como el CP. Emilio Castelar, el CP. Giner de los Ríos, el CP. Sempere Guarinos y el último de ellos, el CP. El Seráfico.
- Hay 3 institutos de educación secundaria y un centro integrado público de formación profesional': IES. Monastil, IES. La Melva, IES La Torreta y CPIFP. Valle de Elda.
- Hay 2 centros privados que ofrecen educación tanto primaria como secundaria, el centro Sagrada Familia, y el colegio Santa María del Carmen, conocido popularmente como Las Monjas.
- Elda tiene una sede de la Universidad Nacional de Educación a Distancia se puede así mismo cursar un grado en la Escuela Universitaria de Relaciones Laborales que forma parte de la Universidad de Alicante. A finales de los 90 se contempló la posibilidad de construir un campus universitario en Elda, pero el proyecto quedó definitivamente descartado.[95]
- El colegio de educación especial Miguel de Cervantes da cobertura para los alumnos de necesidades especiales de infantil y primaria de toda la comarca.
- La escuela para adultos Antonio Porpetta, ha sido instalada en el edificio del antiguo CP. El Seráfico. Allí se cursan titulaciones de primaria y secundaria para adultos, en horario diurno y nocturno.
- En la ciudad se encuentra así mismo la Escuela Oficial de Idiomas de Elda, donde se imparten clases de alemán, inglés, francés, italiano y valenciano.
- En el 2009 abrió sus puertas el Conservatorio Profesional Ana María Sánchez, en un edificio nuevo y específicamente acondicionado para ello, que sustituye al antiguo Conservatorio Ruperto Chapí.

Bibliotecas
Elda cuenta con varias bibliotecas, que se ven complementadas con salas de estudio y puntos de lectura:
- Biblioteca Alberto Navarro
- Biblioteca José Capilla
- Biblioteca Fundación Paurides
- Biblioteca Las 300

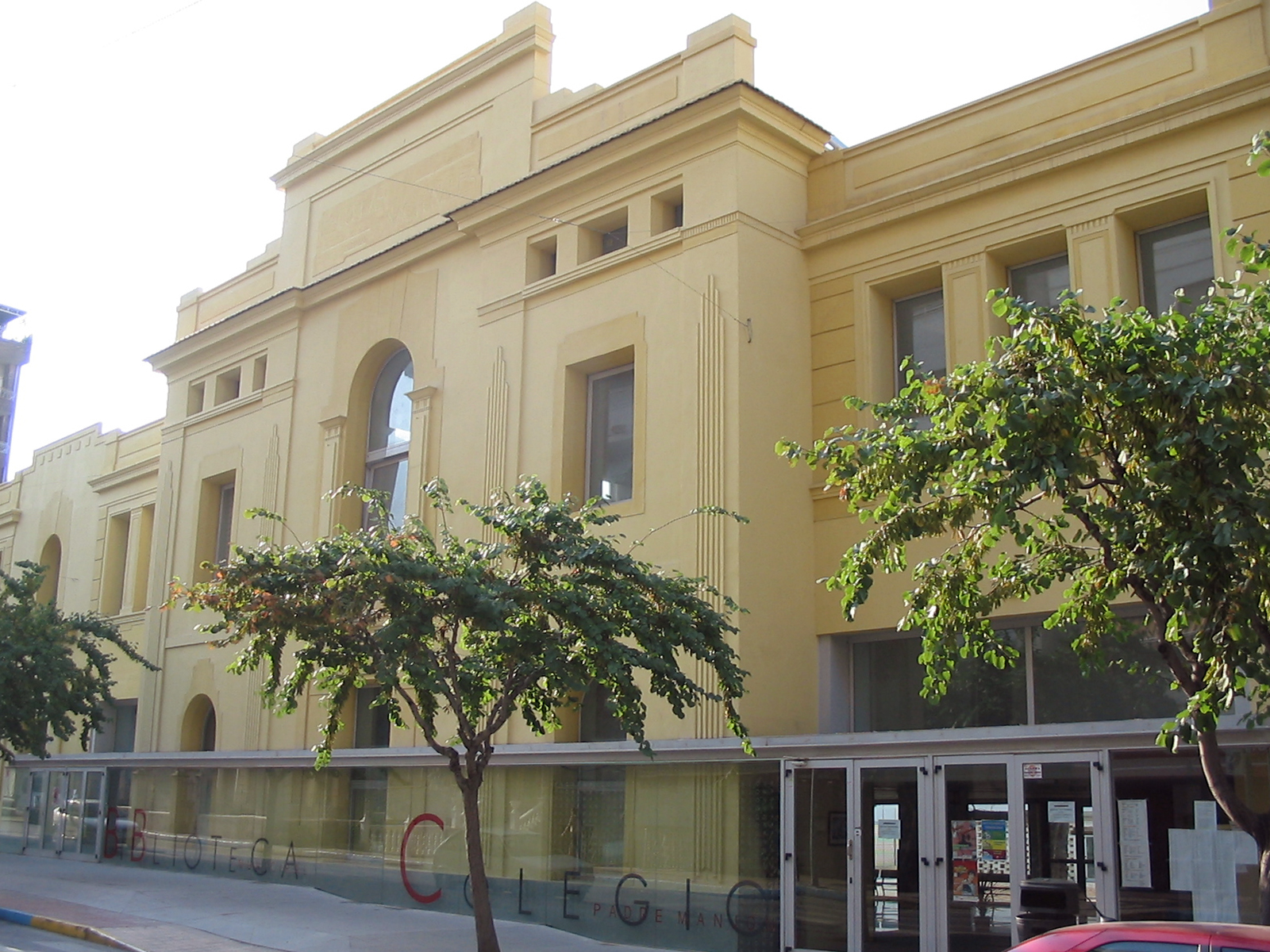
Biblioteca Alberto Navarro

- Biblioteca de la Fundación Museo del Calzado
- Sala de Estudios de La Ficia
- Punto de Lectura Mercado Central
- Punto de Lectura Mercado San Francisco

Sanidad

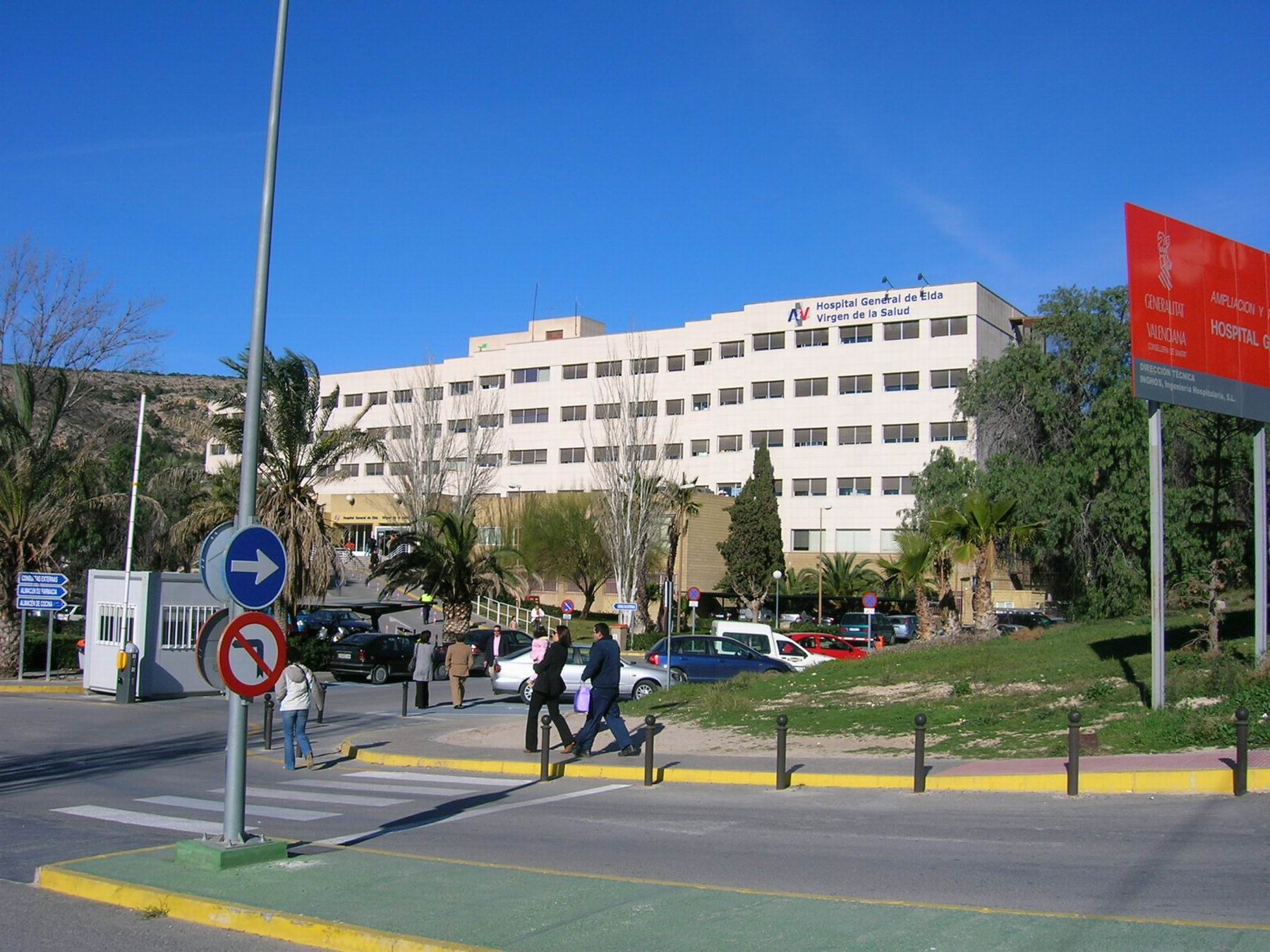
Hospital General de Elda

En Elda se encuentra el Hospital General Universitario de Elda Virgen de la Salud, que gestiona el departamento de salud 18 de la Comunidad Valenciana, en conjunto con el centro de especialidades de Elda (Padre Manjón) y el centro sanitario integrado de Villena. El departamento 18 abarca un total de 17 municipios divididos en 10 zonas, con una población total de más de 200 000 habitantes. El hospital dispone de 490 camas desde las obras de ampliación en 2010. Cuenta con un helipuerto.
Además, la ciudad cuenta con los siguientes centros de atención sanitaria:
- Centro de especialidades Padre Manjón
- Centro de salud Marina Española
- Centro de salud Las Acacias
- Centro de salud Avenida de Sax

La oferta se complementa con una clínica privada y una red de 20 farmacias.

### Seguridad ciudadana
Elda tiene una comisaría de Policía Nacional, un cuerpo de policía local, un cuartel de la Guardia Civil, un centro de Protección Civil y un parque comarcal de bomberos.

### Centros cívicos
En Elda existen varios centros cívicos y sociales. Se trata de centros polivalentes con salas generalmente de multiusos. En algunos de ellos se encuentran desde bibliotecas y salas de estudio, a salas de actos y exposiciones, o eventos dedicados a la tercera edad y la juventud.
- Centro cívico y juvenil de La Ficia
- Centro Polivalente de Las 300
- Centro social Severo Ochoa
- Centro social Andrés Navarro Vera
- Centro social Estación-4 Zonas
- Centro social Calíu

### Mercados
La ciudad cuenta con dos mercados de abastos, además de dos mercadillos ambulantes, que montan sus puestos la mañana de los martes y sábados.
- Mercado Central de Elda
- Mercado de San Francisco
- Mercadillo de Santa Bárbara
- Mercadillo de San Francisco

### Cementerios
En Elda hay dos cementerios, el de Santa Bárbara, situado al norte de la ciudad, dentro del casco urbano, y el Virgen de los Dolores, situado en las afueras del Polígono Campo Alto.

### Comunicaciones

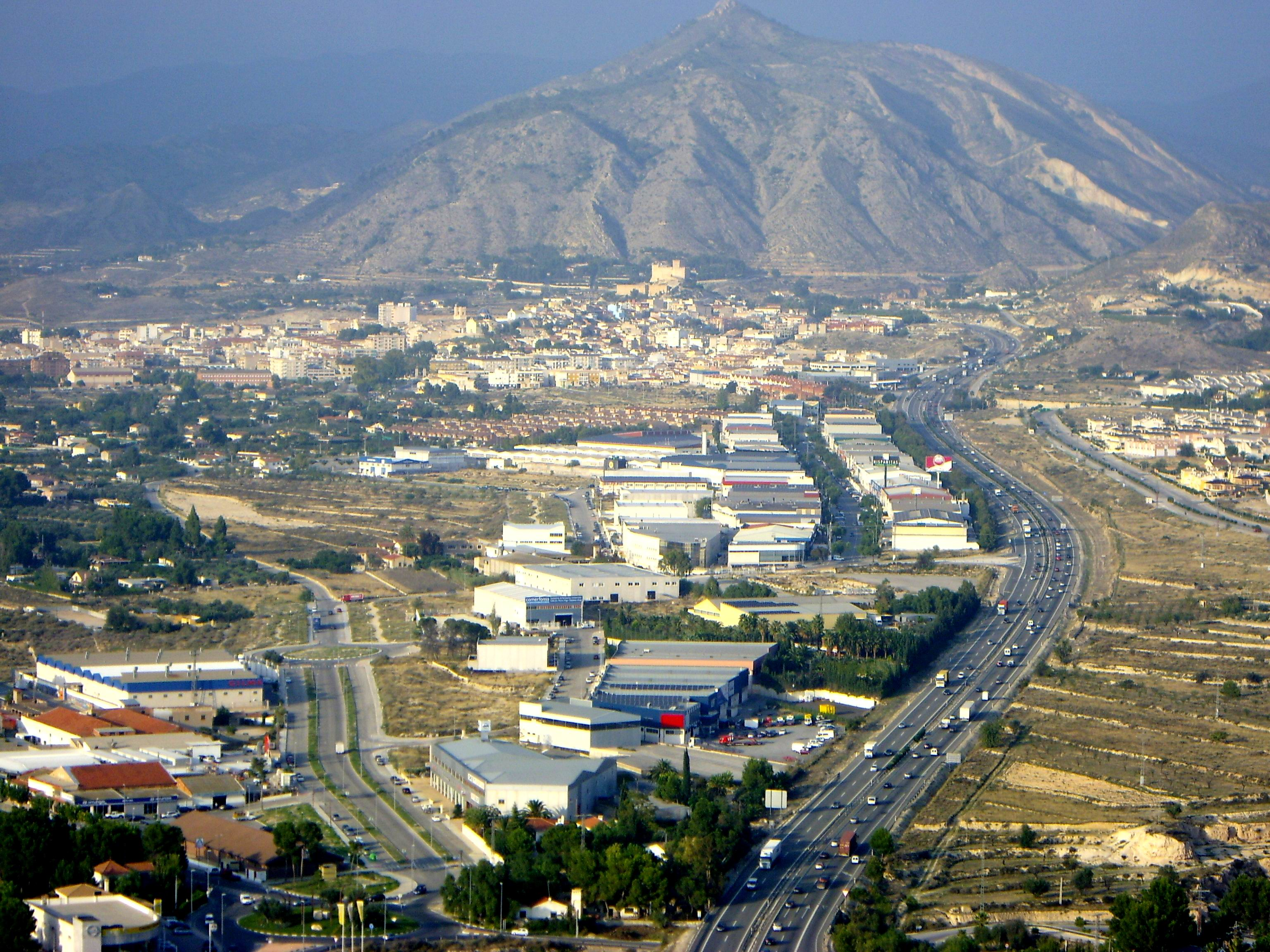
La A-31 circunvalando Elda

Elda se encuentra encuadrada en un estratégico nudo de comunicaciones. Ocupa un punto central del valle del Vinalopó, que es desde la antigüedad el camino natural de paso desde Madrid y Valencia hasta Alicante. Este valle está comunicado por la arteria principal, que es la autovía A31 Así mismo, en esta zona confluyen otras vías intercomarcales hacia dicha arteria, tanto las que van hacia la Hoya de Alcoy en dirección este, como las que van hacia el oeste, al norte de Murcia y sur de Albacete, comunicando con poblaciones de interior como Pinoso, Jumilla, Yecla, Cieza, Hellín, etc. La situación de Elda en un circo rodeado de montañas, ha dificultado históricamente las comunicaciones, y ha obligado a la construcción de puentes y túneles para salvar los distintos accidentes geográficos.
Vehículos
Elda cuenta con uno de los mayores parques automovilísticos en proporción al número de habitantes. En 2005 había 33 395 vehículos (0,6 vehículos por habitante), de los cuales el 77,3 % eran turismos, un 14,6 % camiones y furgonetas y un 6,7 % motocicletas, ciclomotores. Según datos de 2007, Elda tendría casi 0,66 vehículos por habitante, lo que supondría 8 vehículos más por cada 1000 habitantes que la media nacional.
Autobuses
La conurbación tiene un servicio de autobuses cuya empresa concesionaria es Subús. Los servicios municipales se encuentran divididos en 3 líneas:
- L-1: Gasolinera Idella - Hospital General de Elda
- L-2: Petrel (C.P. La Foia) - Hospital General de Elda
- L-3: Elda - Monóvar

En la frontera hay situada una estación de autobuses que es parada de varias líneas regulares que comunican la conurbación con varias ciudades, como Alicante, Elche, Santa Pola, Novelda, Villena, Valencia y Murcia, entre otras. En la plaza de la Ficia hay una pequeña subestación en la que también hacen parada las líneas que van hacia Alicante y Elche-Santa Pola. Durante fecha lectiva, Elda está comunicada diariamente con buses que la conectan con la Universidad de Alicante.
Carreteras

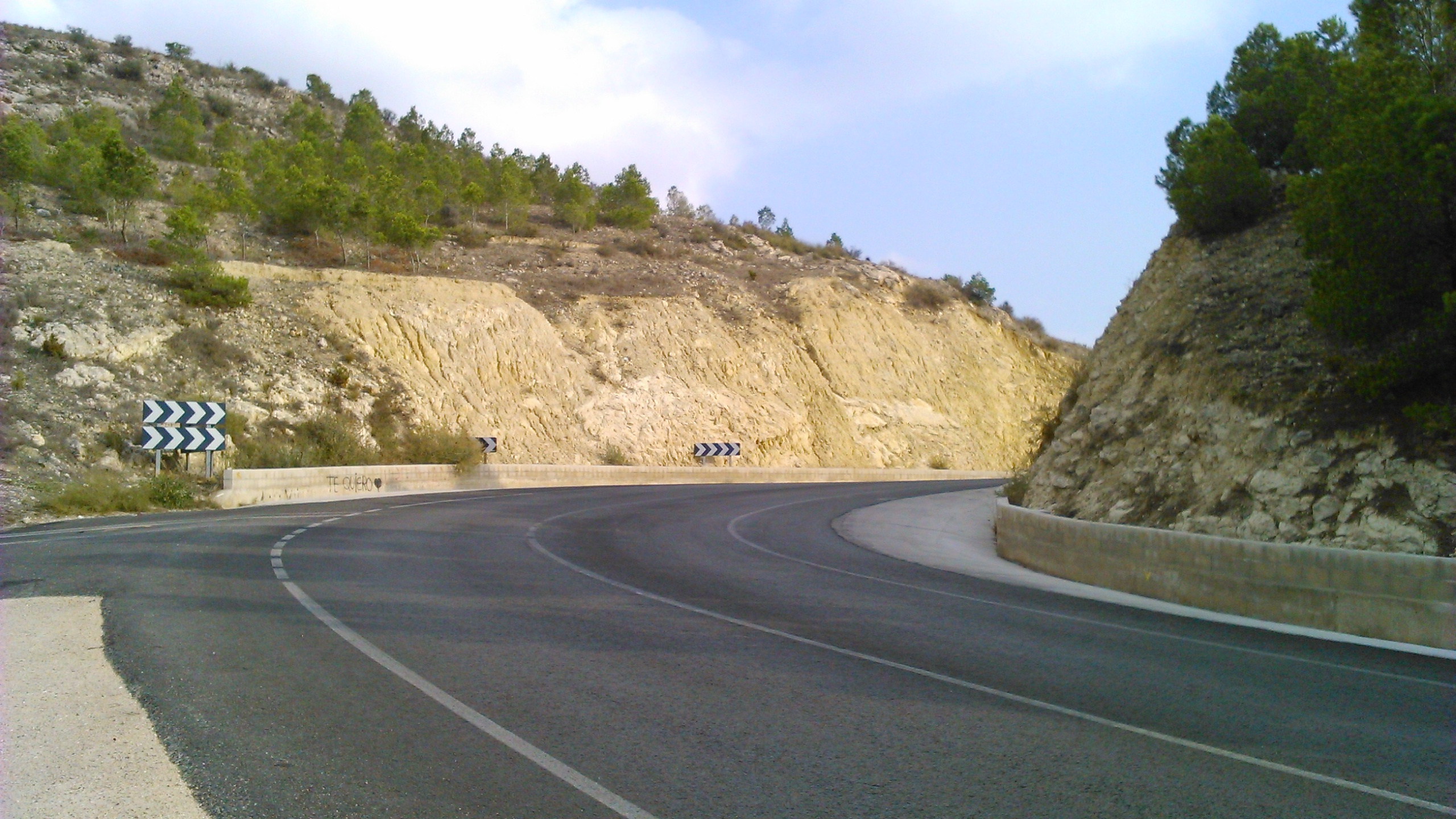
Paso del pequeño puerto de La Torreta

- Autovía de Alicante: tiene 4 salidas hacia la conurbación: Elda Norte (Hospital), Petrel (centro comercial), Petrel (Salinetas) y Elda Sur - Monóvar
- CV-83: conecta Elda y Pinoso
- CV-833: conecta Elda y Sax, y tiene un pequeño puerto de montaña que cruza la sierra de La Torreta
- CV-835: conecta Elda y Novelda

Transporte por ferrocarril

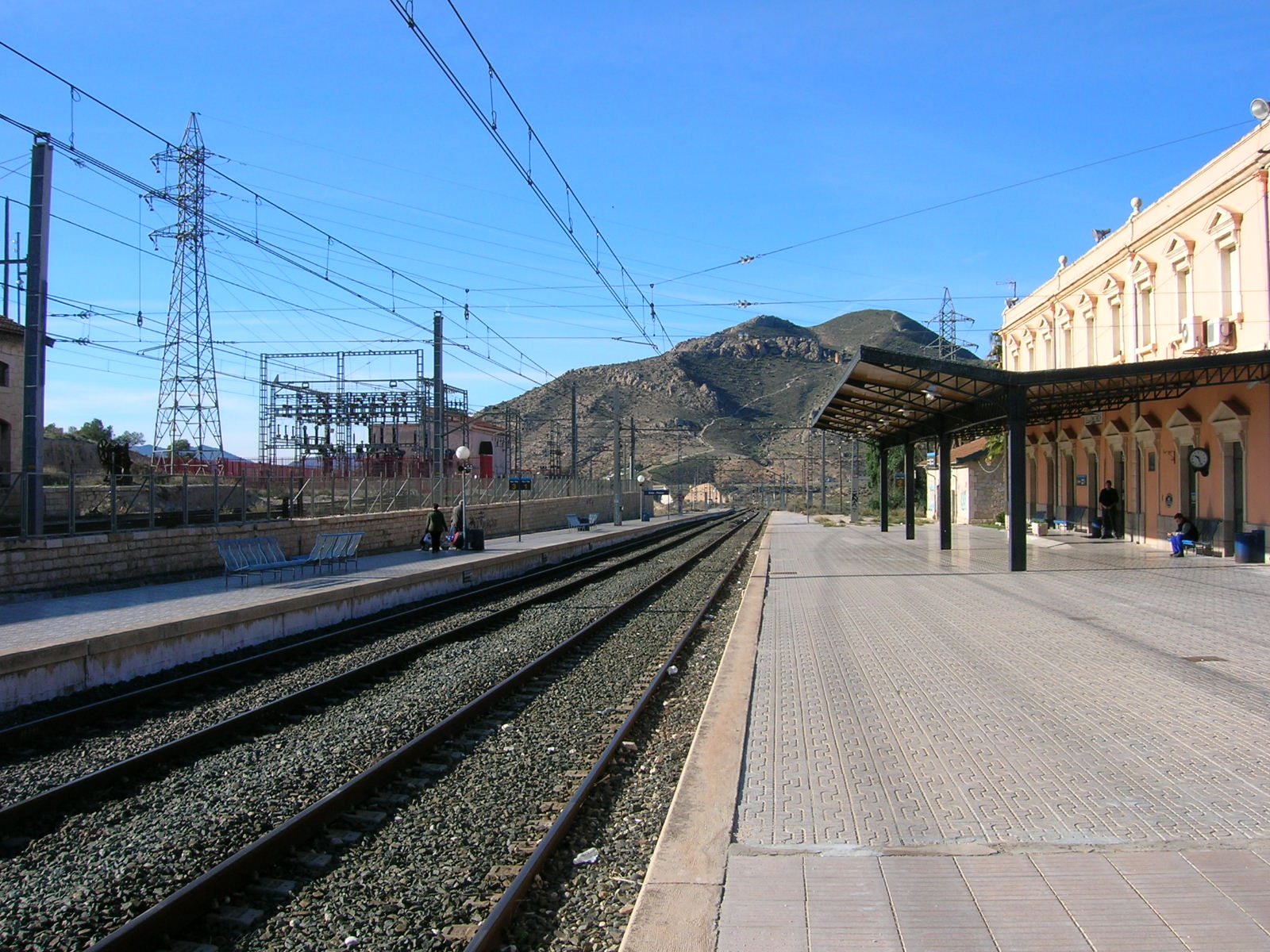
Estación de Elda

Elda está unida a la red nacional de ferrocarril. Tiene una estación de tren de la red convencional de ancho ibérico, desde el año 1858. La vía está electrificada, conecta la ciudad con el resto de la red, tanto en dirección Alicante hacia el sur, como dirección Valencia y Madrid hacia el norte. A su paso por Elda, la vía tiene un túnel que atraviesa la sierra de La Torreta-Monastil, siendo el único túnel que tiene la vía en su trayecto Madrid-Alicante. Dentro del municipio eldense se encuentra también la Estación de Monóvar, aunque está clausurada y abandonada desde hace años.
La línea de AVE Madrid-Alicante atraviesa el término municipal de Elda, pero no tiene parada en la ciudad, siendo la más próxima la de Villena. Al igual que ocurre con la vía convencional, la línea del AVE tiene en Elda un túnel que atraviesa la sierra de la Umbría.
Puentes

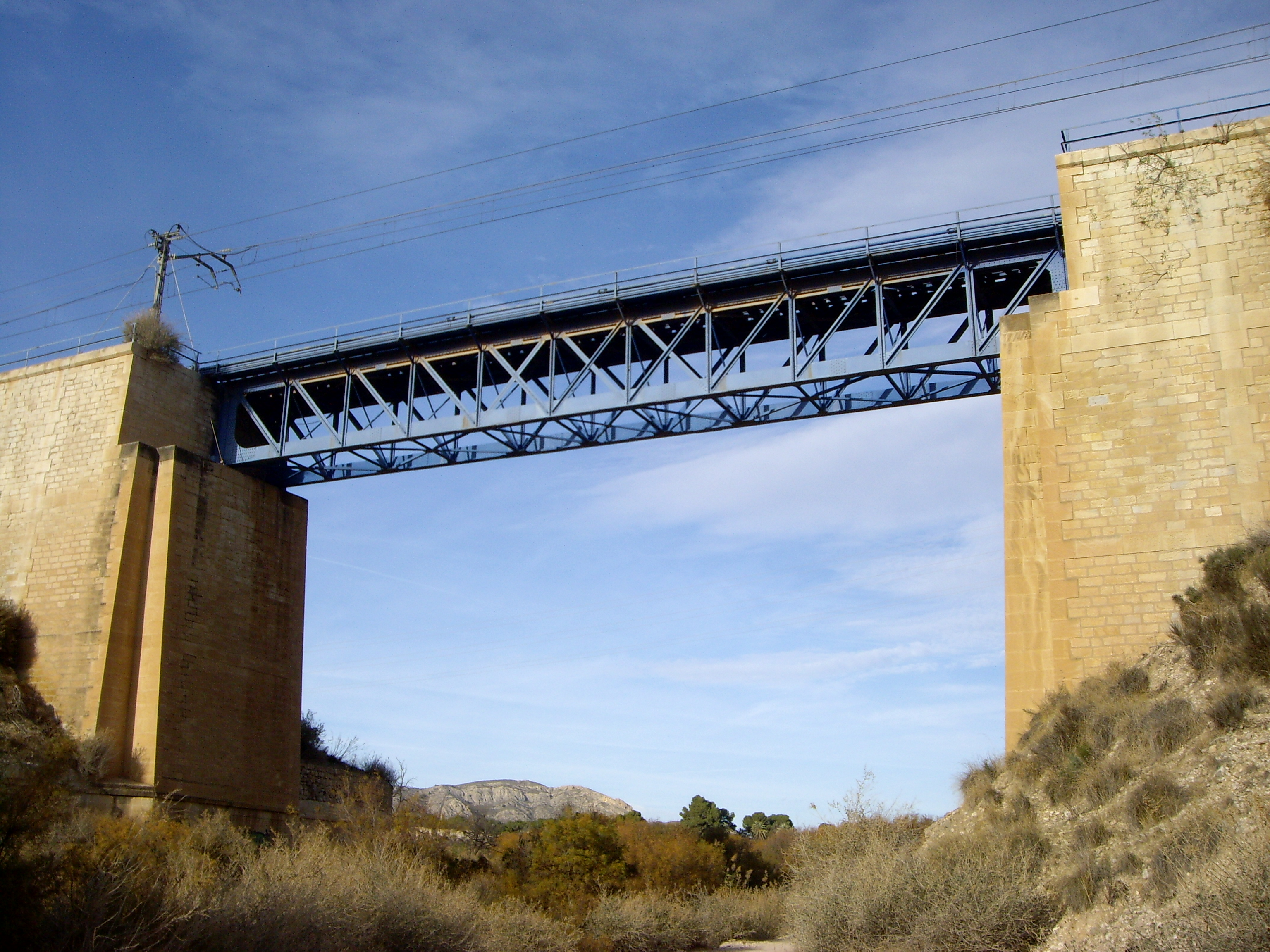
Puente Sambo, construido en 1858

Elda se encuentra junto al río Vinalopó, además de junto a varias ramblas que rodean el casco urbano, de modo que se han tenido que construir varios puentes para salvar los varios barrancos que atraviesan avenidas, carreteras y vías ferroviarias. Entre ellos los más destacables son:
- Puente de la Libertad
- Puente de Sax
- Puente de Monóvar
- Puente del CEE
- Puente del Reventón
- Puente Sambo
- Puente del Sapo
- Puente de la Depuradora

Senderos

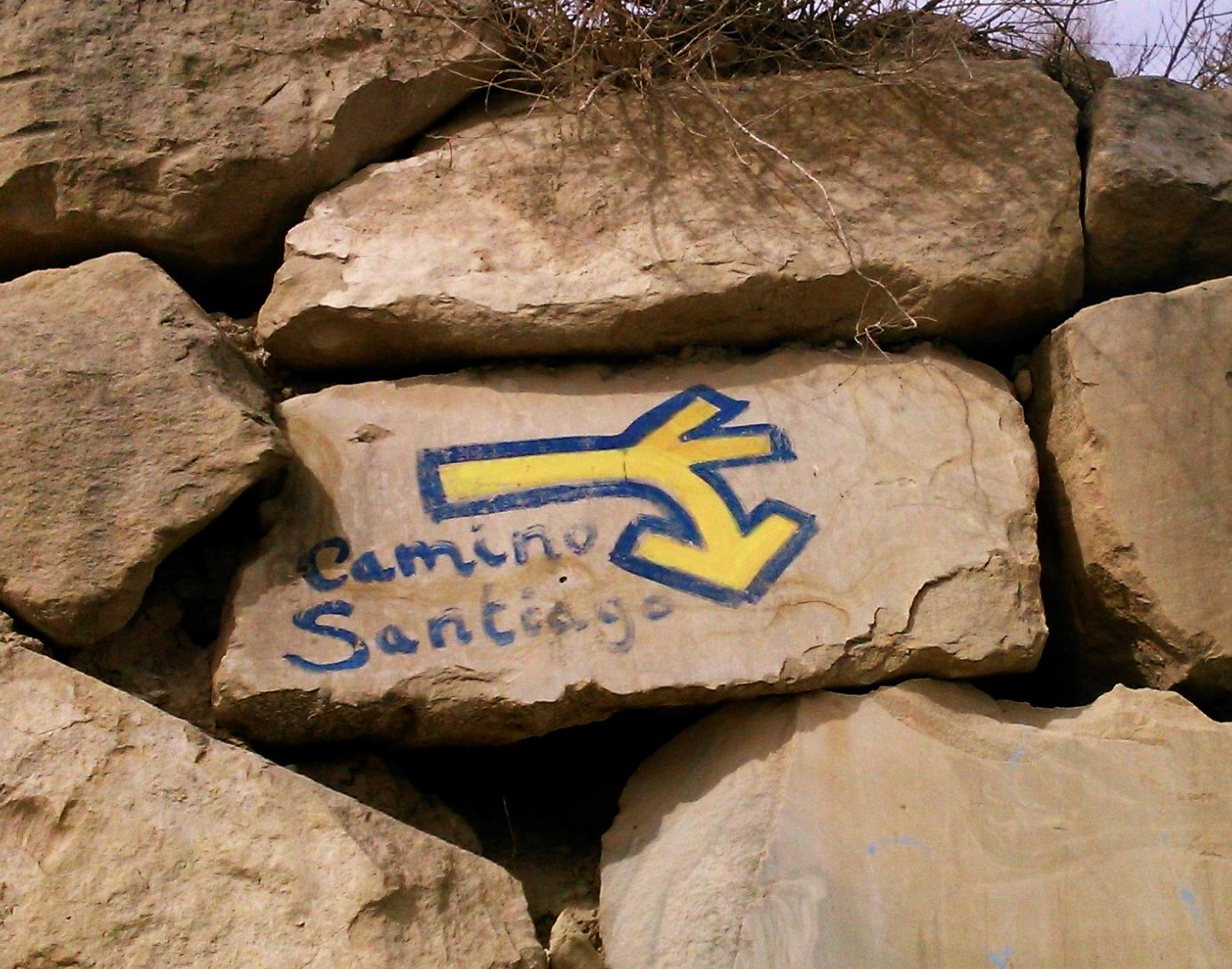
Flechas amarillas que indican el Camino de Santiago, junto al Vinalopó

Elda es atravesada por varios senderos catalogados como de largo recorrido, que aparecen marcados de forma oficial, a lo largo de su recorrido con balizas de diferentes colores.
- Camino GR-7: Une Tarifa con Andorra, para continuar con la ruta paneuropea E-4. Está marcado con balizas blancas y rojas.
- Camino de Santiago del Sureste: Es el Camino de Santiago más utilizado en la zona. Parte de Alicante, siguiendo la línea Albacete, Toledo, Ávila, y Tordesillas hasta llegar a Benavente, donde enlaza con la Vía de la Plata, y después con Astorga, donde enlaza con el camino francés hasta Santiago. Está marcado con flechas amarillas.
- Camino de la Lana: Es un camino comercial de la antigüedad, reconvertido en ruta jacobea. Une Alicante con Burgos a través de Castilla-La Mancha.
- Camino del Cid: Es un camino cultural, oficializado como GR-160, que recorre las rutas realizadas por el Cid Campeador. Une Burgos con Orihuela, a través de Aragón y Valencia.

## Cultura

### Medios de comunicación
Prensa escrita
Elda posee en el año 2018 una publicación de prensa local que mantienen su tirada impresa. Se trata del Valle de Elda, un periódico semanal local de información general. Fue fundado en 1956 y es de edición, publicándose cada viernes. Se editaba anteriormente se editaba la revista Vivir en Elda gestionado por EMIDES.A. Se trataba de una revista institucional que confeccionaba reportajes sobre actualidad local, proyectos políticos, festividades, temas históricos y miscelánea. Vivir también tenía edición en internet con noticias diarias. En la actualidad, y tras el cierre por quiebra de EMIDES.A., Vivir ha dejado de publicarse tanto de forma física como digital.
Anualmente se edita la revista Alborada, una revista cultural que generalmente realiza grandes reportajes monográficos sobre diversos temas relativos a la historia y cultura local. Asimismo, en Elda se edita la revista cultural Deep Ocio Y Tendencias. También se edita la revista Fiestas Mayores con motivo de las fiestas patronales de la ciudad; la edición aparece en septiembre de cada año y trata sobre temas relacionados con la historia y cultura local, con especial incidencia en aspectos religiosos.
Anteriormente había más periódicos impresos que actualmente ya no se editan, como era el caso de El Comarcal, de información generalista sobre la comarca, o El Récord, de información deportiva, que no obstante mantiene su edición en internet. Más antiguamente a finales del siglo XIX y principios del XX, hubo varios ejemplares de prensa local, tales como El Bien General, El Cronista, El Liberal de Elda, La Regeneración, Albor, Peregrinación o El Vinalapó, entre otros.
Radio

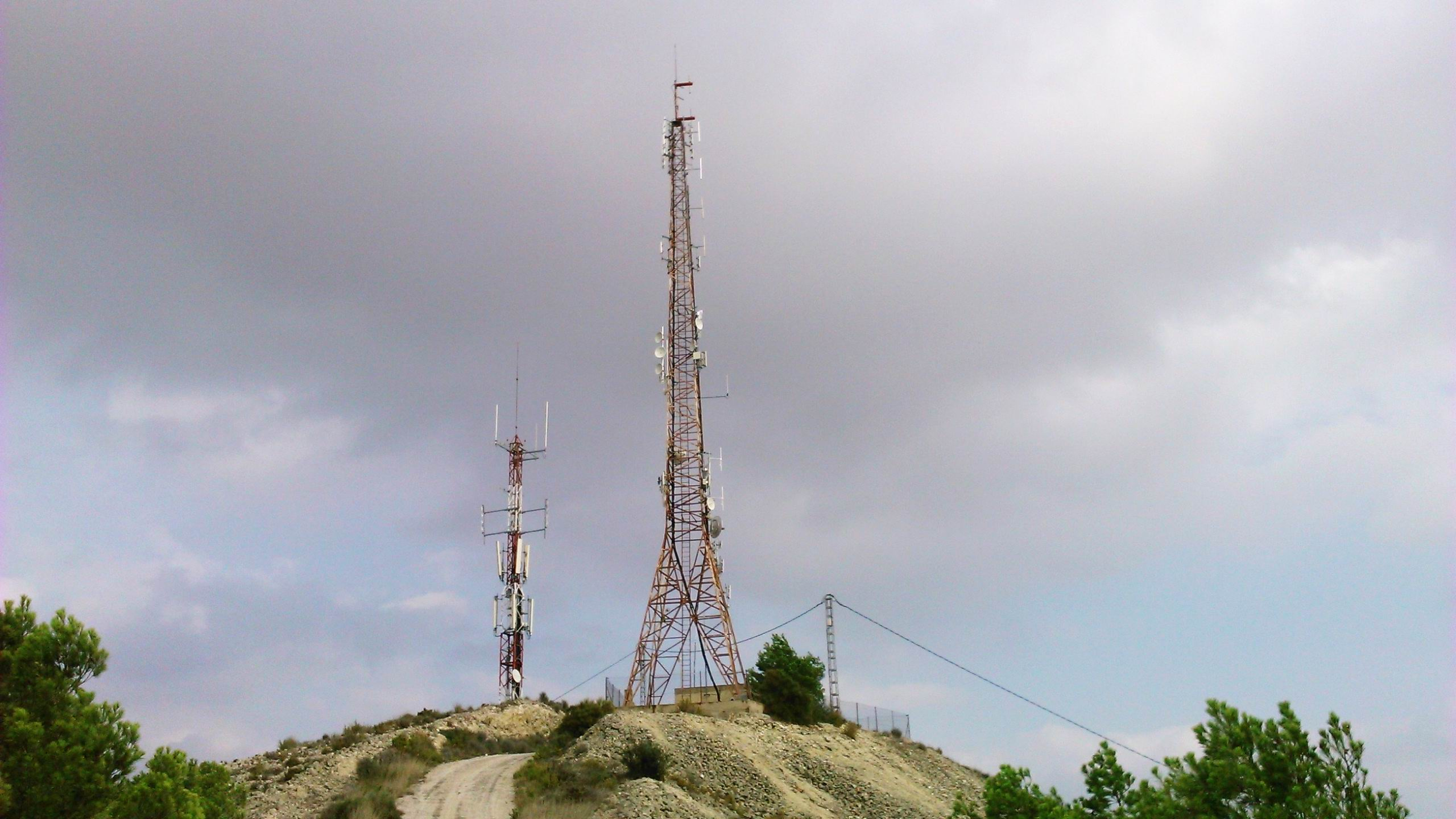
Antenas de radio en La Torreta

La ciudad también posee varias cadenas de radio, todas en FM. La principal emisora es Radio Elda, que desde hace años está asociada a la Cadena SER. La radio municipal pública, Radio Vivir, cesó sus emisiones en el verano de 2013, en un marco de medidas de optimización del gasto público debido a la crisis. No obstante en su frecuencia siguen emitiendo emisoras nacionales. Las emisoras que emiten o repiten señal desde Elda son:
- 88.1 FM RNE Clásica
- 90.2 FM Radio Elda SER
- 93.9 FM RNE Radio 1
- 97.6 FM RNE Radio 3
- 100.5 FM Radio Valle de Elda-Los 40
- 107.7 FM Radio Vivir Elda (desde su clausura emite por su frecuencia RNE1)

Televisión
Actualmente tan solo hay una televisión estrictamente local, Tele Elda, y es una emisora privada que emite por cable. Hay numerosa información local en Intercomarcal TV, que emite en TDT y está centrada generalmente en la información sobre las comarcas del Alto y Medio Vinalopó, así como de municipios circundantes. La televisión municipal, VIVIR TV fue clausurada hace años, así como dos canales comarcales que existieron hace una década, como Canal 25 y Canal 43, que obtuvo una importante audiencia en sus años de emisión.

### Moros y Cristianos

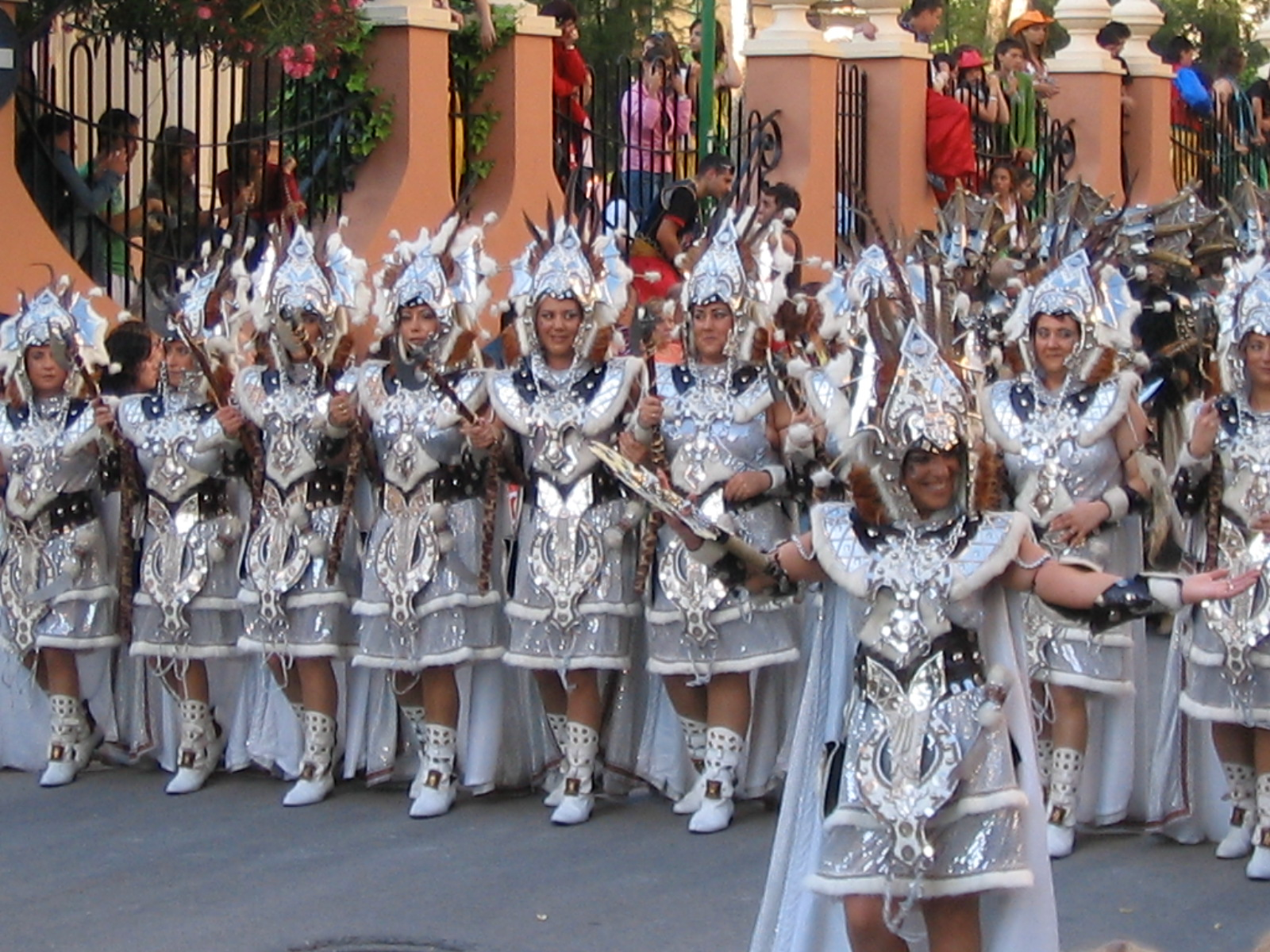
Escuadra de la comparsa de cristianos. Año 2006

Las fiestas de Moros y Cristianos se celebran en conmemoración de la Reconquista. Como en todo el levante, se han celebrado estas fiestas de modo popular desde el siglo XIX, sin embargo no es hasta el año 1944 cuando Elda decide oficializar estas fiestas, constituyéndose para ello una Junta Central y unas comparsas oficiales. Las fiestas se empezaron a realizar en el mes de enero, ya que se celebran en honor a San Antón, pero debido al frío invernal, se decidió, tan solo dos años después, trasladarlas a la primavera. Desde 1946 se celebran en una fecha que oscila entre el último fin de semana de mayo, y el primero de junio. En la fecha de San Antón se celebra la llamada media fiesta donde algunas comparsas salen a desfilar en honor al santo.
Pese a que el pregón tiene lugar la noche del miércoles, y ha cobrado popularidad en los últimos años, las fiestas se dan por inauguradas oficialmente en la multitudinaria Entrada de Bandas. Los días festivos oficiales son 5, de jueves a lunes:
- Jueves: Entrada de Bandas. Retreta.
- Viernes: Traslado del Santo. Desfile Infantil. Embajá humorística.
- Sábado: Alardo. Estafeta y Embajada Mora. Entrada Cristiana.
- Domingo: Diana. Ofrenda. Misa Mayor. Entrada Mora.
- Lunes: Alardo. Estafeta y Embajada Cristiana. Procesión. Alborada.

Existen cuatro comparsas en el bando moro (Huestes del Cadí, Marroquíes, Musulmanes y Realistas) y cinco en el bando cristiano (Contrabandistas, Cristianos, Estudiantes, Piratas y Zíngaros).
Con el paso de las décadas, los Moros y Cristianos de Elda se han convertido de facto en la principal festividad de la ciudad en número de participantes. Los actos son multitudinariamente seguidos por miles de personas en las calles, con un amplio seguimiento popular. La gente, pertenezca o no a comparsas, viste trajes oficiales durante las fiestas. Las fiestas eldenses fueron declaradas de Interés Turístico.

### Fiestas mayores

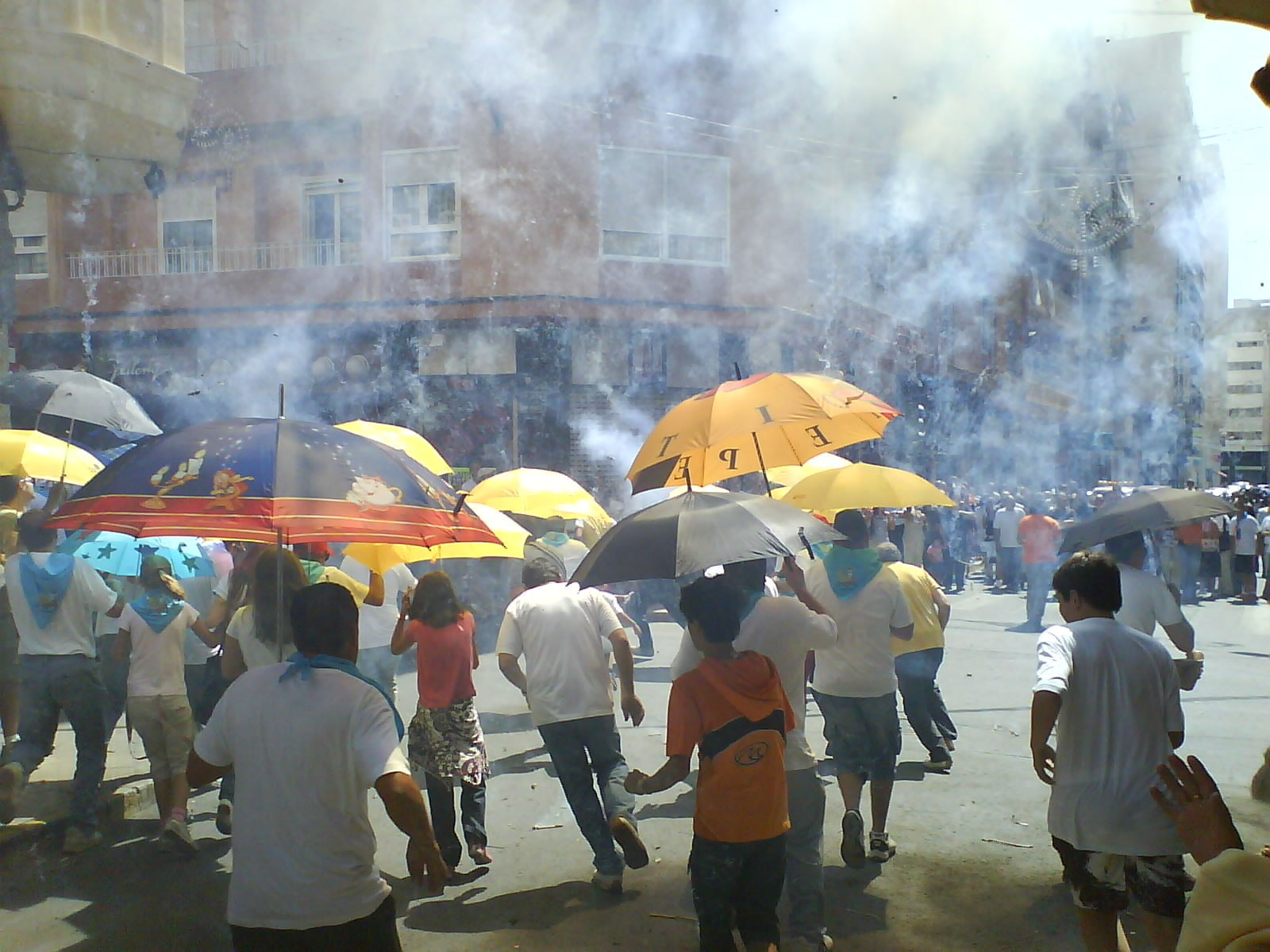
Acto de correr la traca

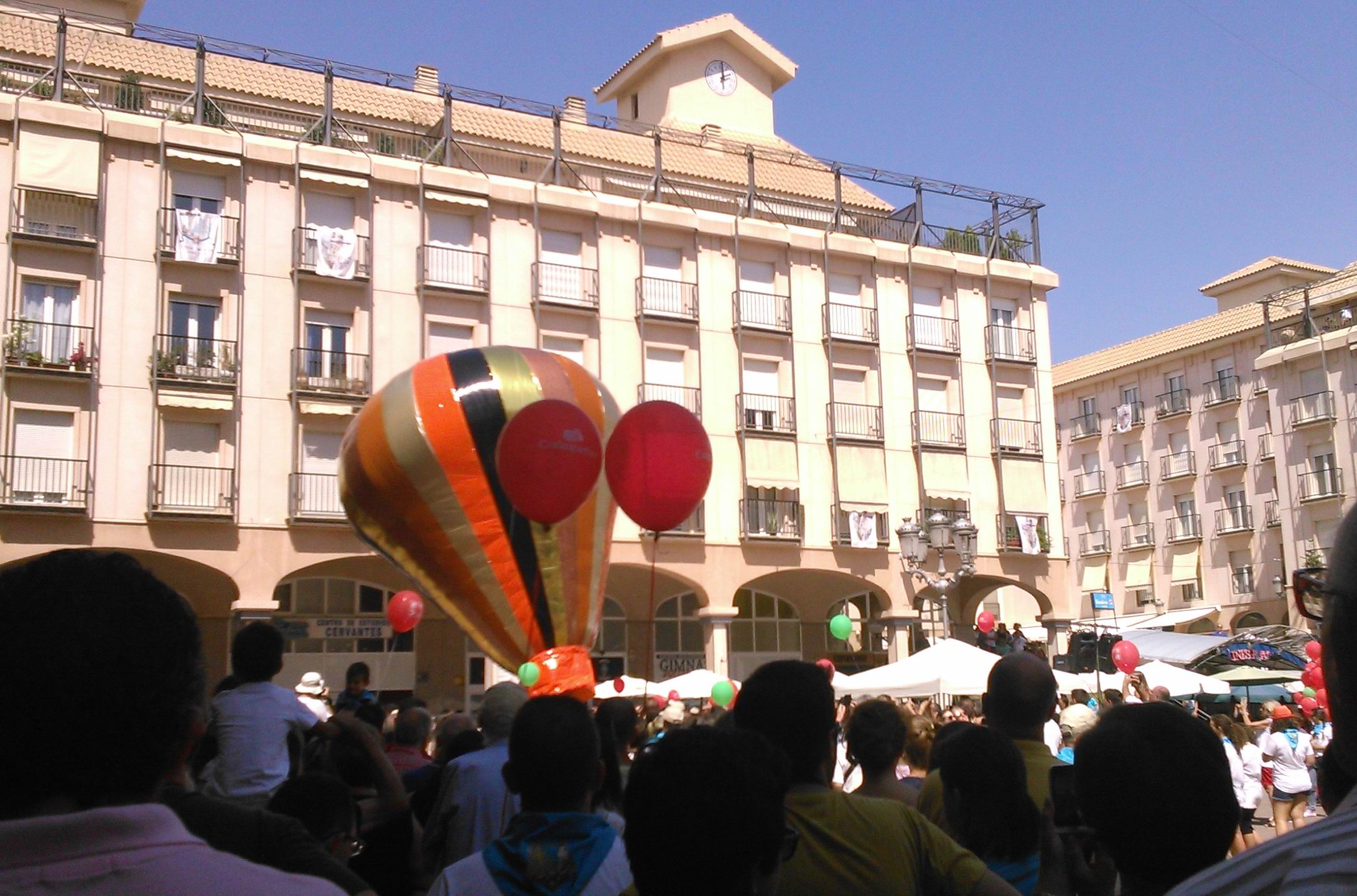
Suelta de globos en la plaza Mayor

Las Fiestas Mayores de Elda, se celebran los días 7, 8 y 9 de septiembre en honor a los Santos patronos de la ciudad, la Virgen de la Salud y el Cristo del Buen Suceso.
Entre los múltiples actos oficiales, se pueden destacar los siguientes:
- Día 7: Palmera pirotécnica desde Santa Ana. Alborada, desde el Vinalopó. Santa Misa. Salve Solemne, de Agapito Sancho.
- Día 8: Santa Misa. Eucaristía, acompañada de orquesta y coro. Salve Solemne, de Hilarión Eslava. Procesión de la Virgen de la Salud.
- Día 9: Santa Misa. Eucaristía, acompañada de orquesta y coro. Salve Solemne, de Hilarión Eslava. Procesión del Cristo del Buen Suceso.

En los principales actos eclesiásticos, llevados a cabo en la iglesia de Santa Ana, tienen lugar acompañamientos musicales llevados a cabo por la orquesta de cámara Ciudad de Elda y la coral polifónica Santos Patronos. Interpretan piezas como Vígen Purísima y Al Cristo del Buén Suceso, compuestas por Ramón Gorgé y con letra de Francisco Laliga. El día siete de septiembre es tradición entonar, en la iglesia de Santa Ana, una Salve compuesta por Agapito Sancho y antes de las dos procesiones mayores, se entona de nuevo la Salve, pero en esas ocasiones con música compuesta por Hilarión Eslava. Las procesiones son multitudinarias, tienen lugar por las calles del centro de Elda, y en ellas participan cientos de eldenses que acompañan a los patronos alumbrando el paso con velas.
Aunque la celebración de esta fiesta es eminentemente religiosa, la gama de actos populares es muy variada. Son unas fiestas de marcado carácter popular y vecinal, en las que se suelen organizar muchos actos participativos en los barrios. Verbenas, concursos de juegos de mesa, concursos de gachamiga, juegos infantiles, adorno de calles, etc. En los últimos años se están recuperando con éxito tradiciones populares antiguas, como la suelta de globos aerostáticos, o el acto de Correr la Traca. Simula el mismo procedimiento que un encierro, pero en el que los participantes corren el circuito marcado por una traca colgada por el aire. Se celebra los días 8 y 9 a las 13:30h.
Los dos días principales de las fiestas, las noches del 8 y el 9, tienen lugar conciertos de música en los que actúan grupos y cantantes de pop/rock locales y nacionales. Durante la última década se ha popularizado tras los conciertos, la llamada Gran Barraca Popular, que ameniza con música el ambiente nocturno hasta altas horas de la noche.
El día de la Virgen es una tradición gastronómica de rigor para los eldenses, el comer las tradicionales fasiuras en caldo de cocido. También es tradicional en los bares durante esos días el mezclaíco, una bebida a base de vermú, picón y agua de setz (agua carbonatada, o también conocida como soda) servida con un sifón y acompañado por boquerones fritos enlatados y almendras fritas.

### Fallas

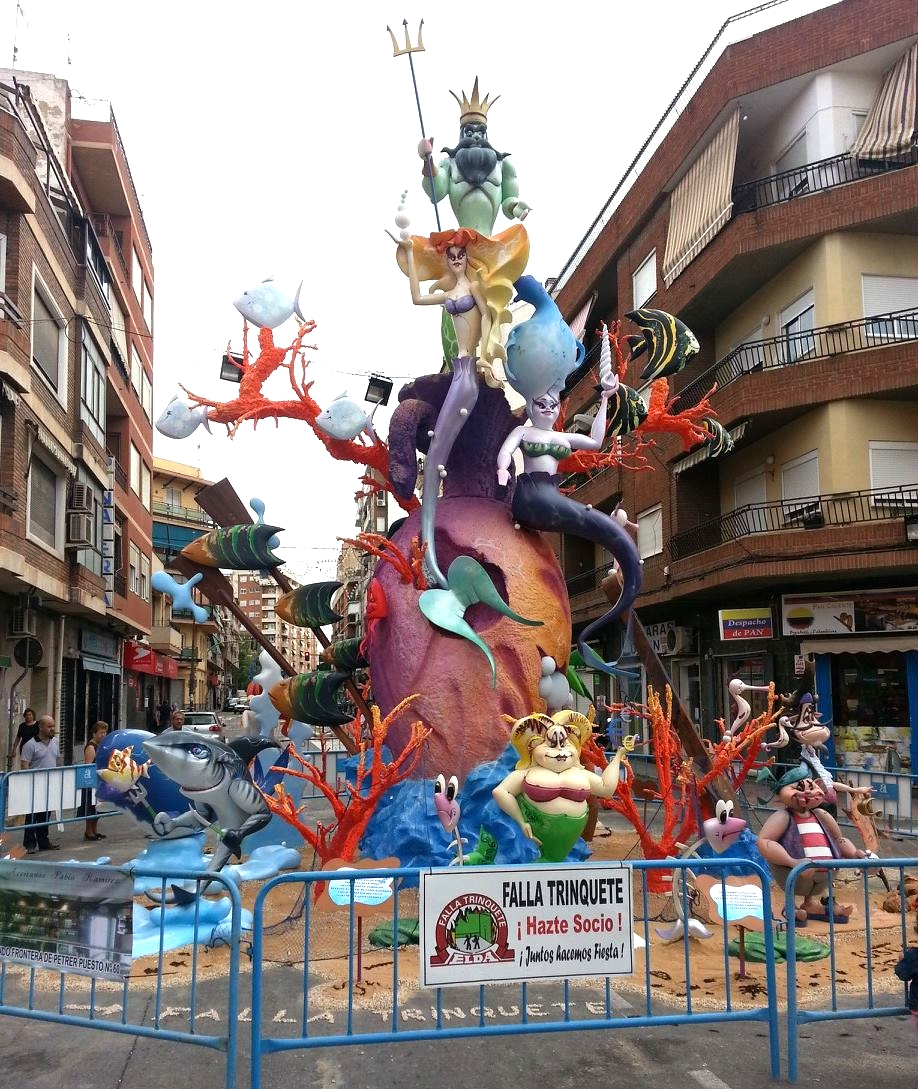
Monumento fallero en El Trinquete

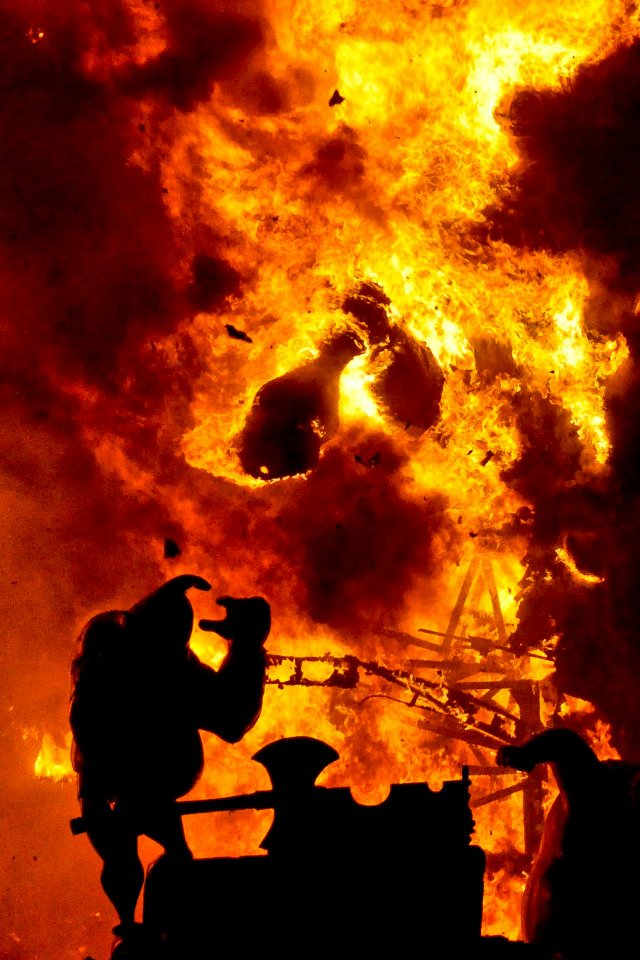
Falla ardiendo, en la noche de la cremá

Las fallas de Elda, aunque tienen un origen incierto, comenzaron a celebrarse popularmente durante la década de 1920, cuando en diferentes zonas de la ciudad empezaron a plantarse los primeros monumentos para quemarlos en la noche de San Juan, como era tradición en Alicante. Sin embargo hay que esperar hasta el año 1958, para que la fiesta se constituya con carácter oficial. Se funda la Junta Central de Fallas, y estas comienzan a celebrarse para la festividad de San Pedro, el 29 de junio. Años más tarde, la celebración se trasladó a la segunda semana de septiembre, y los patronos de las mismas pasaron a ser San Crispín y San Crispiniano. Son de este modo, las fallas más tardías celebradas durante el año en la Comunidad Valenciana, y las únicas que dan la bienvenida al otoño, y no a la primavera o verano como suele ser habitual.
Las fiestas duran cinco días oficiales, de miércoles a domingo, durante la 2.ª semana de septiembre. Siendo los actos más destacables los siguientes:
- Miércoles: Pregón y Cridà de las Falleras Mayores.
- Jueves: Plantà de los monumentos falleros.
- Viernes: Visita del jurado. Entrega de premios. Cabalgata del Ninot. Visita de la Junta a la comisión de la Fallera Mayor Infantil.
- Sábado: Despertà. Recepciones oficiales de la Junta Central. Desfile y Ofrenda Floral a los patronos de Elda. Visita de la Junta a la comisión de la Fallera Mayor.
- Domingo: Despertà. Cremá de los monumentos de los geriátricos eldenses. Mascletá. Procesión en honor de los patronos de las fiestas. Cremà de las fallas.

Las fallas son unas fiestas con un marcado carácter de barrio. Suelen hacerse todo tipo de actos de convivencia popular, tales como concursos gastronómicos, sorteos, gachamigas, parrilladas, etc, para amenizar el entorno fallero a los participantes de las fiestas.
Elda dispone de once comisiones falleras:
Falla Jardín de la Música, Falla Estación, Falla Fraternidad, Falla El Huerto,Falla Huerta Nueva, Falla José Antonio Las Trescientas, Falla Ronda-San Pascual, Falla San Francisco de Sales, Falla Trinquete, Falla Zona Centro Y Falla Oficial.

### Semana Santa
La Semana Santa eldense sufrió de altibajos durante todo el siglo XX, viviendo épocas de mucha participación, a la vez que otras en las que la misma se limitaba a algunos actos muy concretos. Es en 1988 cuando un grupo de personas en contacto con las autoridades religiosas de la ciudad consiguieron regenerar oficialmente las festividades de Semana Santa, viviendo hoy en día su momento de mayor esplendor.
Actualmente Elda cuenta con ocho cofradías: Jesús Nazareno, Santa Mujer Verónica, Jesús de Medinaceli, Santo Sepulcro, Santo Calvario, El Perdón, Nuestra Señora de la Soledad y Santa Cena.
Los actos principales son los siguientes:
- Domingo de Ramos: Procesión de las Palmas y Procesión-traslado de los Santos Atributos y la Santa Cena.
- Lunes Santo: Procesión-traslado de Nuestro Padre Jesús de Medinaceli.
- Martes Santo: Procesión del Encuentro, entre Nuestro Padre Jesús Nazareno y la Santa Mujer Verónica.
- Miércoles Santo: Procesión-traslado de San Juan y las Tres Marías camino del Santo Sepulcro y la Virgen de la Piedad y el Perdón.
- Jueves Santo: Procesión del Silencio. A su finalización, Vía Crucis.
- Viernes Santo: Procesión General del Santo Entierro.
- Sábado de Gloria: Vigilia Pascual.
- Domingo de Resurrección: Procesión del Encuentro, entre el Santísimo y la Inmaculada Concepción.

La Pascua de Resurrección, como en la mayoría de pueblos y ciudades de la Comunidad Valenciana, tenía una celebración popular en la que la mayor parte de los habitantes, salían al campo para celebrar las tradicionales monas. El domingo se acudía al paraje del arenal; el lunes «al santo negro» y el martes a la finca conocida como La Tía Gervasia, pero esa tradición ha sido superada por la industrialización y la modernidad.

### Cabalgata de los Reyes Magos
La cabalgata de Reyes Magos se celebra en la tarde-noche del día 5 de enero. La cabalgata de Elda goza de una particularidad que la hace única. Se inicia con la bajada de los Reyes Magos desde el monte Bolón, con centenares de vecinos que esperan desde temprana hora en la cima del monte, para descender al caer la noche. Desde la cima, se prenden antorchas que son portadas por todos los asistentes, de modo que alumbran el recorrido del descenso. La espectacular senda de fuego que desciende el monte, simula la estrella que guio a los Reyes Magos hasta Belén, y es visible desde diferentes puntos del valle. Una vez en la ciudad, los reyes, junto a todo el séquito de pajes, acompañantes, animales, etc, entran al centro urbano a través del Puente de Monóvar, para comenzar un recorrido por las principales calles de la ciudad.

### Feria de la Inmaculada
La Feria de la Inmaculada se celebra anualmente, entre los días 6 y 8 de diciembre (ampliándose algún día más si coincide en puente). Consta de dos apartados, por una parte, la feria propiamente dicha, en la que se instalan decenas de puestos ambulantes, en los que se venden todo tipo de productos, desde artesanía, a alimentación, dulces, detalles y sobre todo, juguetes. La otra parte, consta de un pequeño parque de atracciones ambulante, conocido popularmente como Los Caballitos, que suele mantenerse en activo al menos una semana más. Es tradición entre los eldenses, regalar algo el día de la Inmaculada, sobre todo a los niños, acción la cual se conoce popularmente con el verbo feriar. El emplazamiento que ocupa la misma suele situarse en calles del Polígono Almafrá.
La Feria de Elda es una de las más antiguas de España, ya que data del año 1466. Dicho año, el Conde de Cocentaina y a su vez Barón de Elda, solicita dicho privilegio al rey Juan II de Aragón, el cual concede a Elda la celebración de una feria el día 1 de octubre de cada año. Tiempo más tarde, la reina Juana I ratifica y amplía dicho privilegio en el año 1518, trasladando la feria a diciembre, entre los días 1 y 13 del mes. Dicha gracia se concede a la villa en agradecimiento por los servicios prestados por Don Juan de Coloma como secretario personal de sus padres, los Reyes Católicos.

## Deporte

#### Clubes
- Club Deportivo Eldense

Es un club de fútbol. Fue fundado en 1921, siendo la entidad deportiva más antigua de la ciudad. Así mismo, se ha convertido en el club decano de la provincia de Alicante tras la desaparición del Alicante CF, y por ende, es uno de los más antiguos equipos de la Comunidad Valenciana. Ha disputado 7 temporadas en Segunda División y 9 temporadas en Segunda B. La temporada 2023-2024 militará en Segunda División de España, gracias al ascenso conseguido frente al Real Madrid Castilla Club de Fútbol. Juega en el Estadio Nuevo Pepico Amat.
- Elda Prestigio

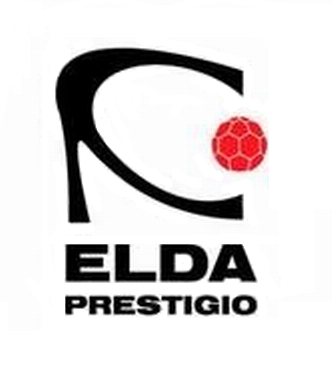
Escudo del Balonmano Elda Prestigio

Es un club de balonmano femenino. Fue fundado en 1985, y en los años sucesivos se convirtió en uno de los equipos más importantes de España. Posee 4 títulos de Liga, 2 Copas de la Reina, 2 Supercopas de España y 1 Copa ABF. Ha participado en varias ocasiones en la Liga de Campeones, la Recopa y la Copa EHF, llegando a ser subcampeón de esta última en 2010. Durante finales de los 90 y la década de los 2000, el Elda se convirtió en uno de los equipos clásicos de las competiciones europeas. Disputa sus partidos en el polideportivo Ciudad de Elda.
- Club Balonmano Elda CEE

Es un club de balonmano masculino. Fue fundado en 1970, y desde entonces ha disputado 5 temporadas en la División de Honor B, categoría de plata del balonmano español. Actualmente juega en la 1.ª División Nacional. Juega sus partidos en el Pabellón Tapia Valdés, en el CEE.
- Elda Industrial CF

Es un club de fútbol que actualmente milita en la Regional Preferente de la Comunidad Valenciana. Fue fundado en 1967, aunque desapareció posteriormente, para ser refundado en el año 2012. Desde el verano de 2014 hay negociaciones para convertir al club en filial del CD. Eldense. El equipo juega sus partidos en el Estadio Nuevo Pepico Amat.
- Club Deportivo Nueva Elda FS

Es un club de fútbol sala masculino. Fue fundado en 1985 con el nombre de Papas La Muñeca, su antiguo patrocinador. Desde la temporada 2011/12 cambió su nombre por el actual. El equipo milita en el grupo 15 de la Tercera División Nacional. Juega sus partidos en el Pabellón Ciudad de Elda.
- Club Baloncesto Elda

Es un club de baloncesto. Fue fundado en 1982, e históricamente ha contado con un equipo masculino y otro femenino. Actualmente juega en categorías regionales.
- Club Atletismo Elda

Es un club de atletismo que engloba diferentes disciplinas. Hasta hace poco se le conocía por su anterior patrocinador, Piero Magli.
- Club de Rugby Monastil Elda

Es un club de rugby que actualmente compite con diferentes equipos en la Federación de Rugby de la Comunidad Valenciana. Fue fundado en 2016 y en estos momentos está en fase de creación de una escuela de rugby. Juega sus partidos en la pista de Atletismo de Elda. Actualmente se encuentra desaparecido.
- Pádel

En los últimos años el pádel ha tenido un ascenso meteórico en Elda, habiendo actualmente 4 clubes privados con sus propias instalaciones donde practicar este deporte, tales como Padel Lacy, Energy Padel Elda, Oxygen Padel, Play Padel Indoor Elda o Padel CEE.
Centro Excursionista Eldense
El Centro Excursionista Eldense es la mayor sociedad deportiva de Elda. Fue fundado en 1957 como un grupo de excursionistas, pero con los años se ha convertido en una gran sociedad con más de 4000 socios. El club construyó una gran ciudad deportiva que ha ido ampliando poco a poco sus instalaciones hasta contar con espacios multidisciplinares para la práctica de muy diversos deportes. Así contiene diversos clubes deportivos que forman parte de la sociedad, como el Club Balonmano Elda CEE, el CEE Natación, el CEE Waterpolo, el CEE-Idella de Billar, etc. El club cuenta así mismo con secciones de escalada, montañismo, incluso con un propio parque de montaña.
Club de Campo
El Club de Campo Elda es una sociedad deportiva y cultural que cuenta con una pequeña ciudad deportiva situada en la Av. del Mediterráneo. Fue fundado en 1964. Cuenta con varias instalaciones deportivas, tanto internas como externas, así como salas multiusos y un restaurante.
Otros
Hay otros clubes deportivos de distintas disciplinas y variedades, tales como el Club Alpino Eldense, el BTT Club Ciclista Elda, el Club de Tenis de Mesa Elda, el Club de Petanca Las 300, el Club de Petanca El Vergel, el Club Modelismo RC Elda, y otros menores.
Desaparecidos
A principios de siglo existió un equipo de hockey hierba, el Ulises Hockey Club. El Club Balonmano Pizarro, fue un importante equipo en la División de Honor absoluta durante los años 60-70.

#### Instalaciones deportivas

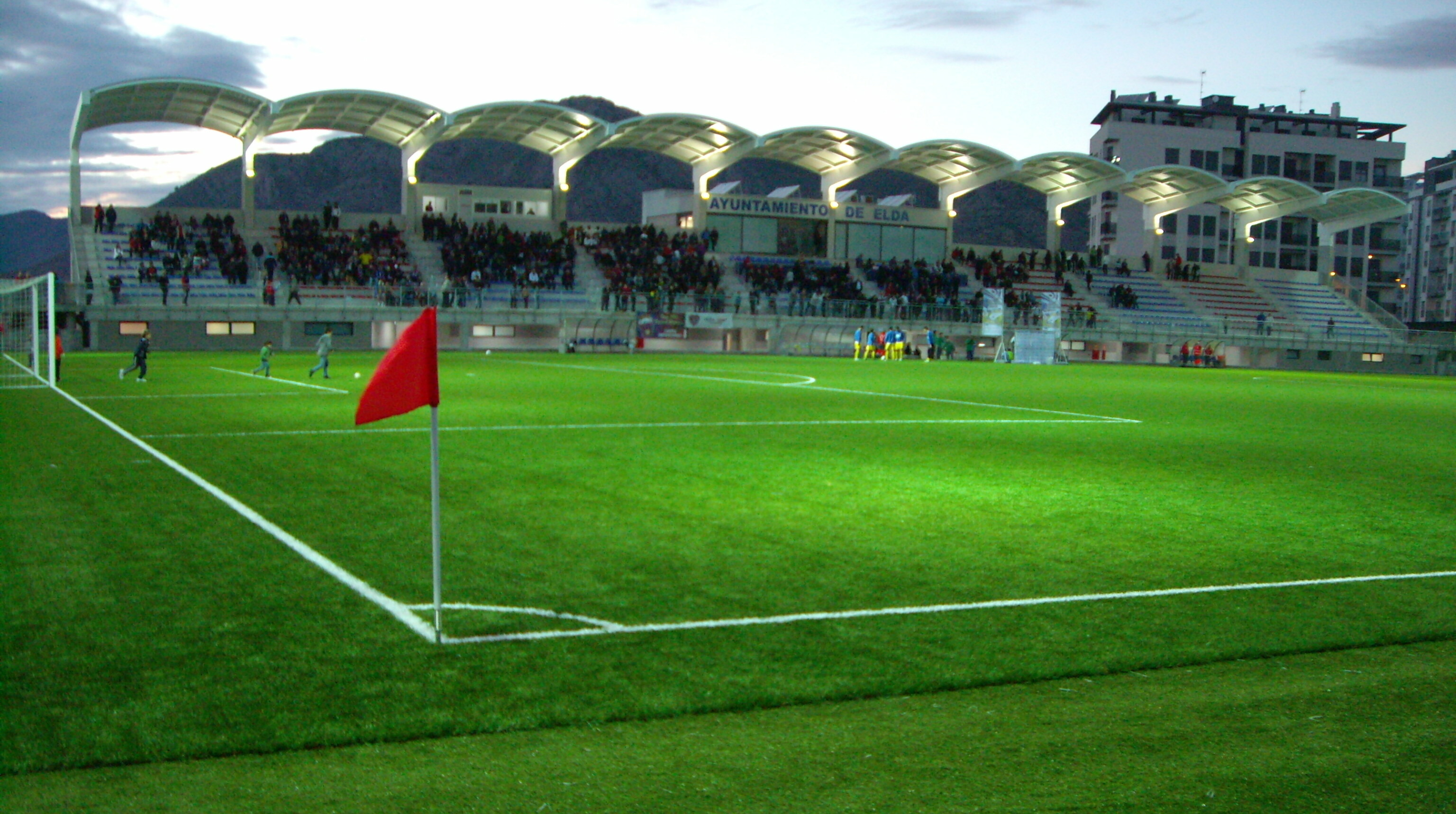
Estadio Municipal Nuevo Pepico Amat

- Estadio Municipal Nuevo Pepico Amat: Estadio de césped artificial, con la categoría FIFA 2 estrellas. Tiene un aforo ampliable de 4000 espectadores. Inaugurado en 2012. Situado junto a la Av. de Ronda.
- Polideportivo Ciudad de Elda: Pabellón polideportivo con pista de parqué flotante, con un aforo de 2000 espectadores. Está adaptado para diferentes deportes, como balonmano, baloncesto y fútbol sala. Fue inaugurado en el año 2002. Situado en la Av. de Ronda.

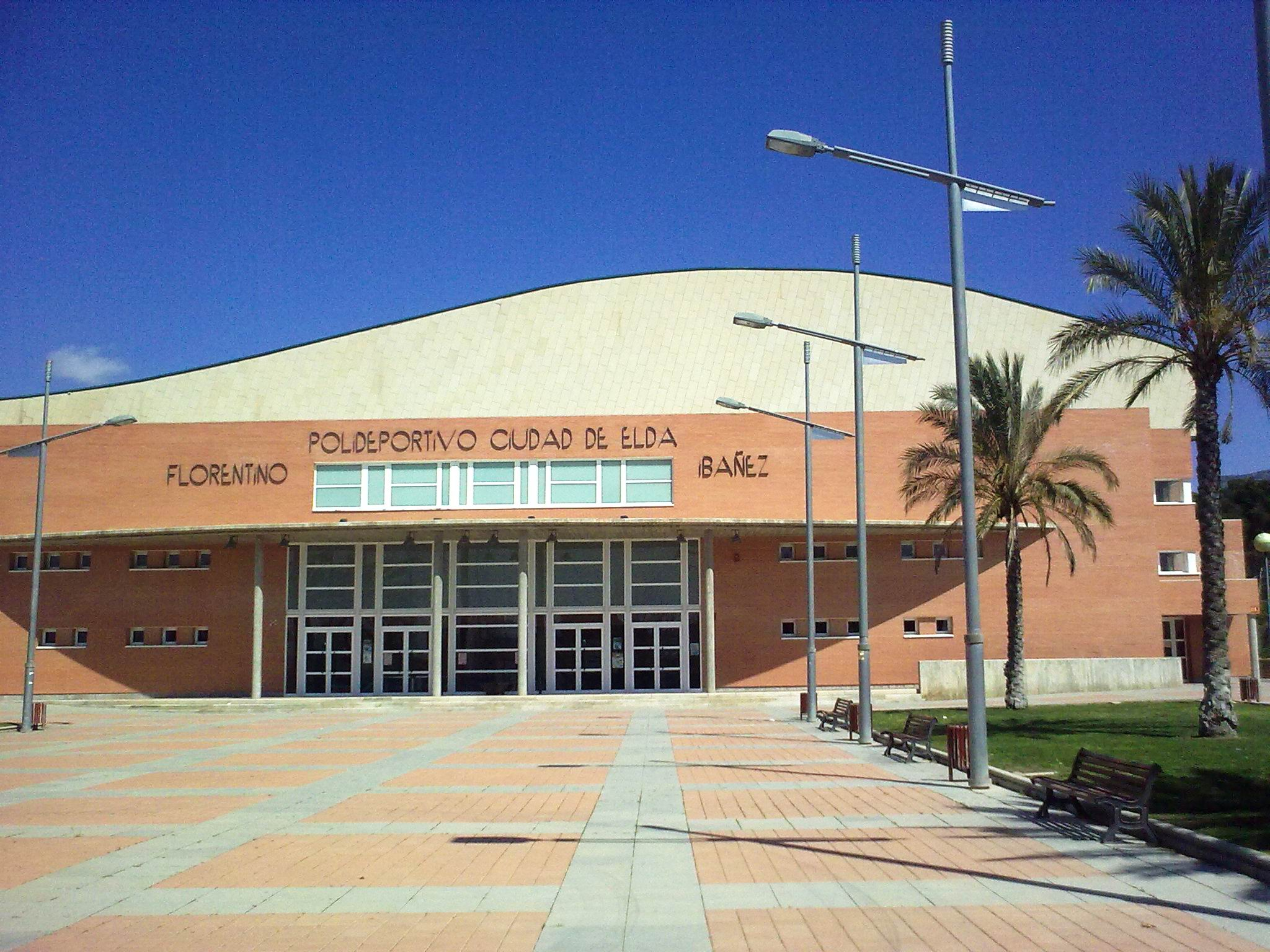
Polideportivo Ciudad de Elda

- Polideportivo de La Sismat: El complejo deportivo de La Sismat tiene 2 campos de fútbol de césped artificial y 2 más con superficie de tierra. Así mismo, cuenta con un estadio de atletismo acondicionado para diferentes prácticas deportivas. Se encuentra situado en la parte norte de los Jardines del Vinalopó, junto al Puente de la Libertad.
- Polideportivo de San Crispín: Integrado al parque de San Crispín se encuentra un complejo deportivo con 3 piscinas de verano 1 de ellas de competición de 25 m. Cuenta con 3 pistas de tenis, 2 de pádel, 2 frontones y 1 pista de futbito/balonmano. En un edificio anexo al complejo hay una piscina cubierta climatizada de 25 m. que cuenta además con un gimnasio.
- Polideportivo Pepico Amat: El complejo está compuesto por un campo de rugby de césped natural, con capacidad para 6000 espectadores, que actualmente acoge al Club de Rugby Monastil Elda. Junto al mismo, hay un polideportivo que cuenta con un campo de fútbol de tierra. Tiene 2 pabellones anexos, conocidos popularmente como Pabellón de Madera y Pista Azul. El primero es donde anteriormente disputada sus partidos el Elda Prestigio, y ambos pabellones sirven ahora para categorías juveniles y locales.

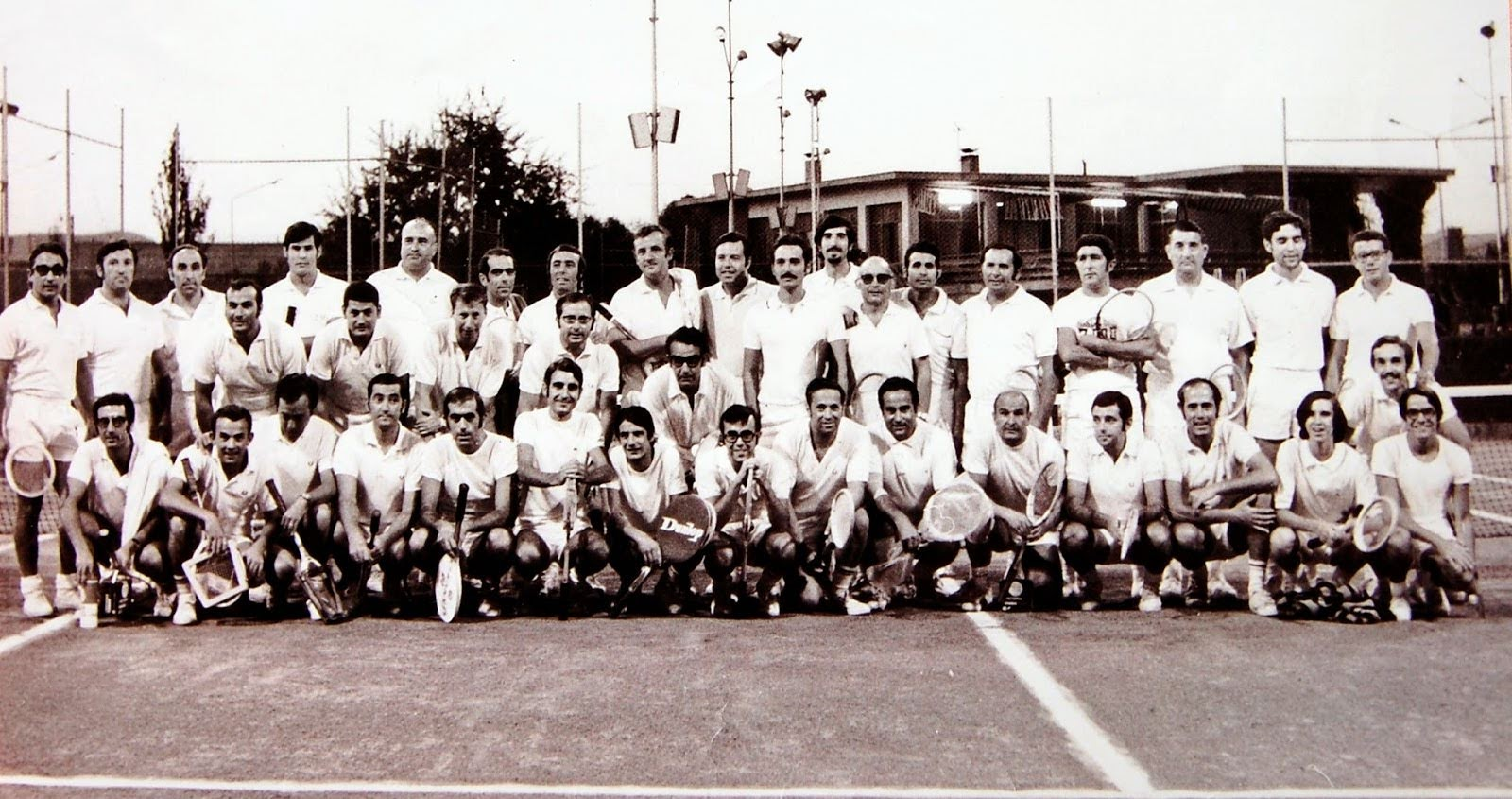
Grupo de jugadores del torneo de la amistad disputado en la década de los años 70

- Club de Campo: Sus instalaciones son privadas, están básicamente centradas en deportes de raqueta, contando con 3 pistas de tenis de tierra batida, 2 frontones y 2 pistas de mini-tenis. El club es sede del Oxygen Padel, y cuenta con 3 pistas acristaladas. Cuenta con una piscina de 25 m con zona de descanso. También hay instalaciones interiores, con una sala de actos, un pequeño gimnasio, vestuarios, sauna, sala de juegos, restaurante, etc. Actividades culturales en colaboración con el Ayuntamiento de la ciudad y con otras asociaciones deportivas y culturales: competiciones de tenis, frontón, pádel y natación de carácter local, provincial y autonómico; exposiciones de pintura; escuela de tenis para niños; edición de libros de narrativa y poesía; reconocimientos culturales y deportivos, con los premios Tea a la cultura y al deporte, entre otras actividades.
- Ciudad Deportiva del CEE: Esta ciudad deportiva privada es la mayor de Elda. Ocupa un recinto de 40 000 m2 con instalaciones de todo tipo. Cuenta con 4 piscinas, 1 olímpica (de las pioneras en la provincia), 1 cubierta y 2 de baño libre. Hay varias pistas de tenis, de tierra batida y cemento, pistas de pádel, frontones, fútbol 7, fútbol sala y atletismo. Hay así mismo un amplio gimnasio para fitness y culturismo, sauna, galería de tiro con arco, rocódromo cubierto, salones multiusos, zonas recreativas y un restaurante. Anexo al complejo se encuentra el Pabellón Rafael Tapia Valdés, donde disputa sus encuentros el CBM Elda CEE.

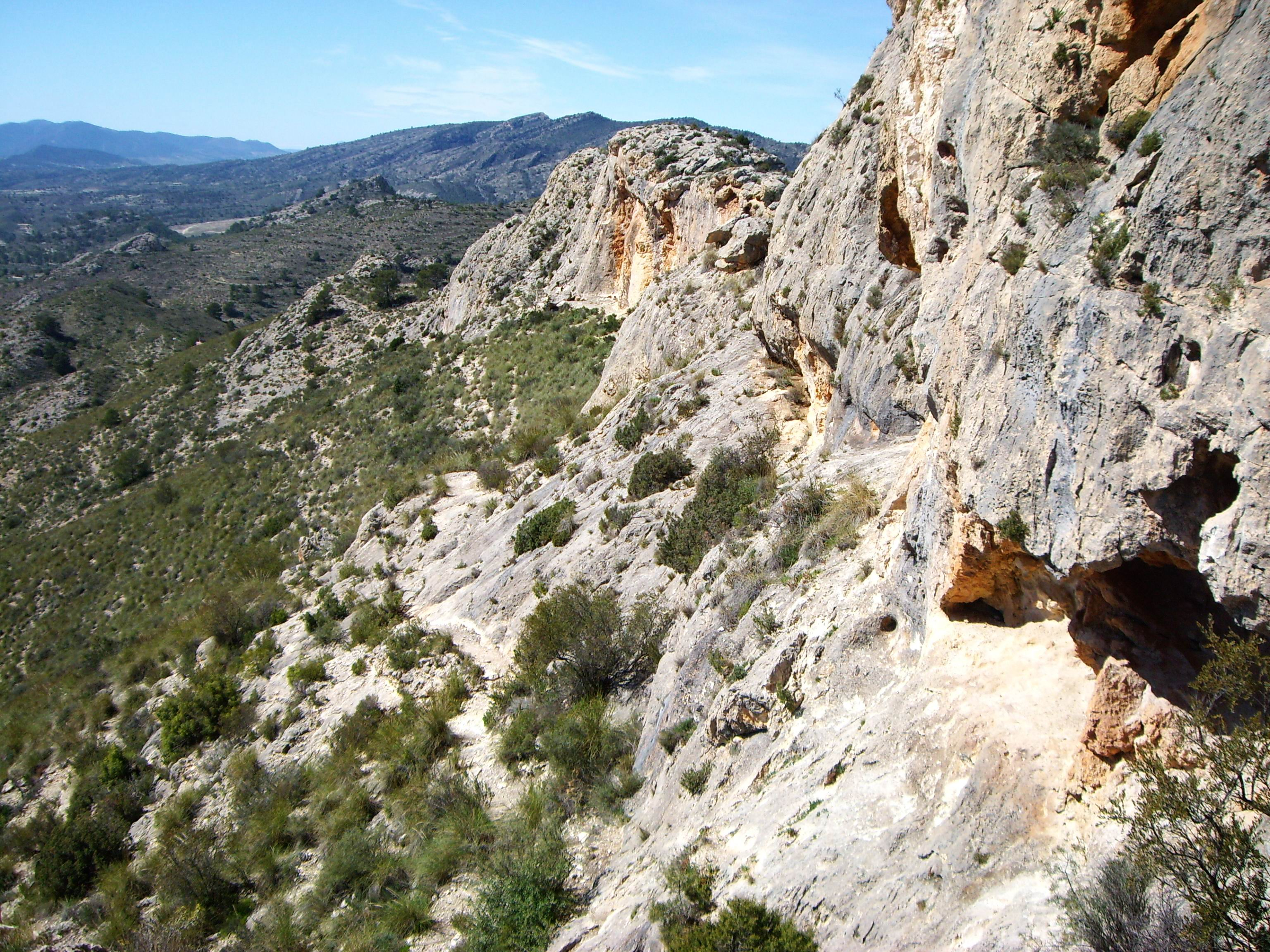
Sector oeste de las Peñas de Marín

- Circuito de Motocross Finca Lacy: Está situado en el Polígono Finca Lacy. Allí se realizan tanto competiciones de motocross y supercross, como entrenamientos particulares.
- Zona de Escalada del Marín: Desde los años 60, montañeros del CEE y del Club Alpino comenzaron a equipar una zona de escalada deportiva en las Peñas de Marín. En dicha zona hay unas magníficas paredes de roca caliza para la práctica de este deporte. Hoy en día hay más de 100 vías equipadas con tornillos de expansión y plaquetas. La mayor parte de vías son de 4.º y 5.º grado, aunque el rango de dificultad para todos los niveles, desde 3+ a 7c. Hay vías de diferentes tipos, algunas cortas y explosivas, en las que se requiere mayor técnica, o así mismo otras de hasta 60 m de altura, que permiten practicar doble largo. El Marín, dada su cercanía a la ciudad y a los cercanos accesos, es desde hace años uno de los puntos de escalada deportiva más frecuentados de toda la región.

#### Competiciones municipales
- Ligas de fútbol amateur

Elda tiene 3 ligas de fútbol amateur, en las que hay diferentes variedades, como fútbol, fútbol 7 o fútbol sala. Una se celebra en La Sismat, otra en San Crispín y otra en el CEE.
- Torneo Internacional de Balonmano

Desde el año 2001, cada verano se celebra el Torneo Internacional de Balonmano Ciudad de Elda, en el que se inscriben equipos, tanto absolutos como juveniles de distintos países. El torneo dura 4 días, y los partidos se disputan en el Ciudad de Elda, y en los pabellones de Madera y Pista Azul de la vieja poli.
- Atletismo

Desde el 2001 se celebra anualmente la Media Maratón de Elda - Ciudad Internacional del Zapato. Desde 2011 el mismo día se realiza también la carrera de 10 km Ciudad de Elda.
Cada 31 de diciembre, se celebra la San Silvestre, prueba pionera de la Comunidad Valenciana (nacida en 1970) y una de las primeras a nivel nacional. En ella corren más de 5000 inscritos, y el récord de participantes se supera cada año.

## Ciudades hermanadas
La ciudad de Elda se encuentra hermanada con las siguientes ciudades:
- Novo Hamburgo, Brasil
- Um Draiga, Sahara Occidental
- San Luis, Cuba
- Arnedo, España